# Oscar al miglior attore

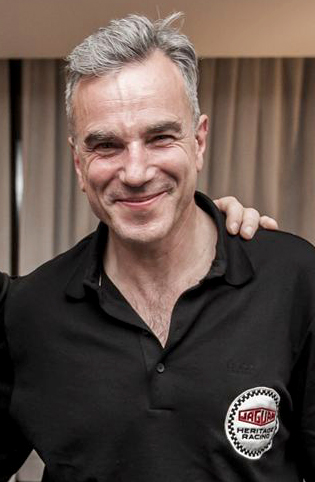
Daniel Day-Lewis unico attore ad aver vinto tre volte (su sei candidature) in questa categoria: nel 1990, nel 2008 e nel 2013.

L'Oscar al miglior attore (Academy Award for Best Actor in a Leading Role) è un premio cinematografico assegnato all'attore votato come migliore dalla Academy of Motion Picture Arts and Sciences, l'ente che assegna gli Academy Awards, i celebri premi conosciuti come premi Oscar.
Come per gli altri premi Oscar, viene assegnato nel corso di una cerimonia che si svolge in un teatro di Hollywood. Dal 2002 la cerimonia di premiazione si svolge all'interno del Kodak Theatre di Hollywood.

## Vincitori e candidati

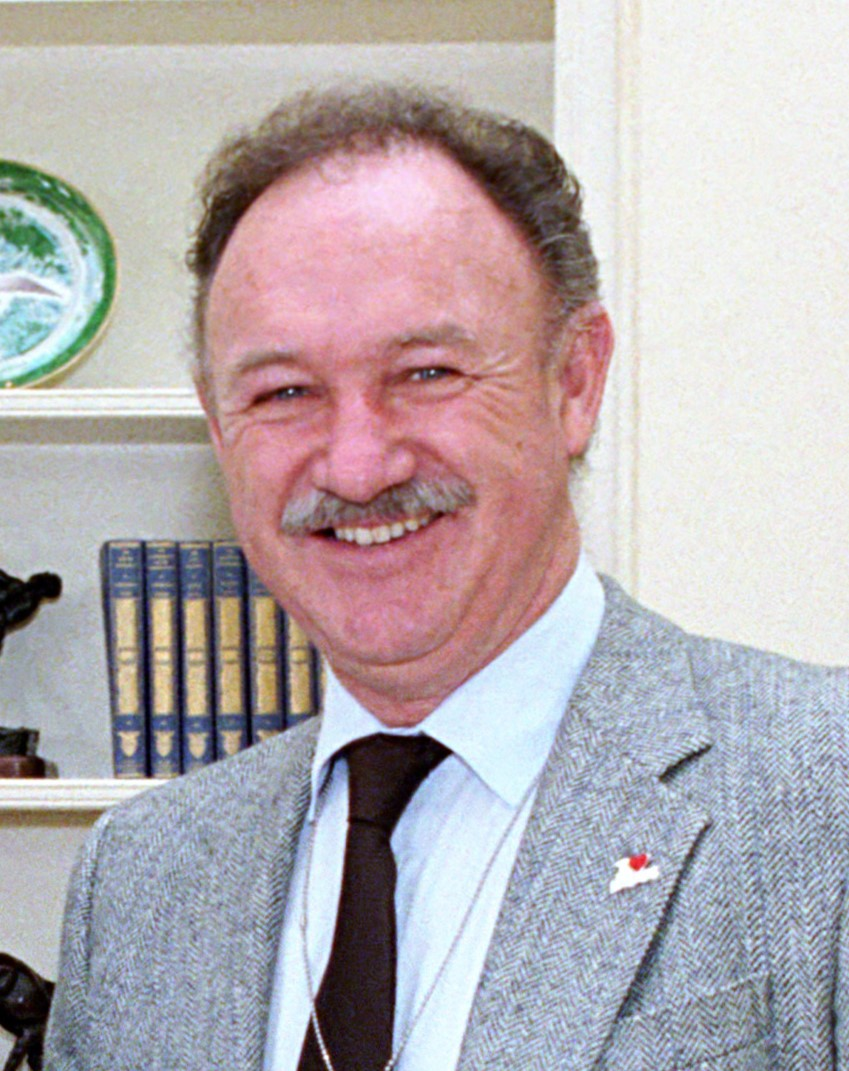
Gene Hackman, vincitore nel 1972.

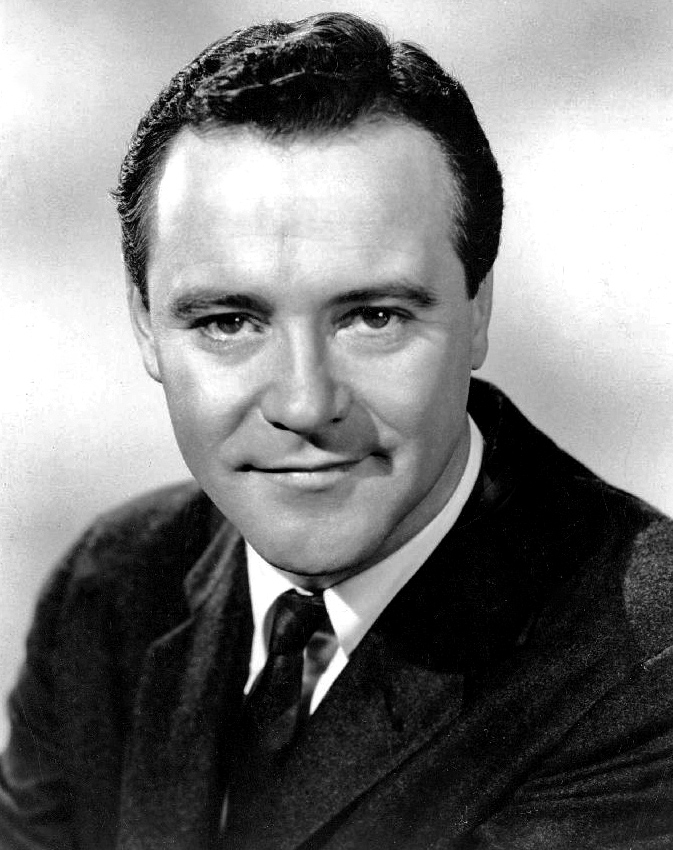
Jack Lemmon, vincitore nel 1974.

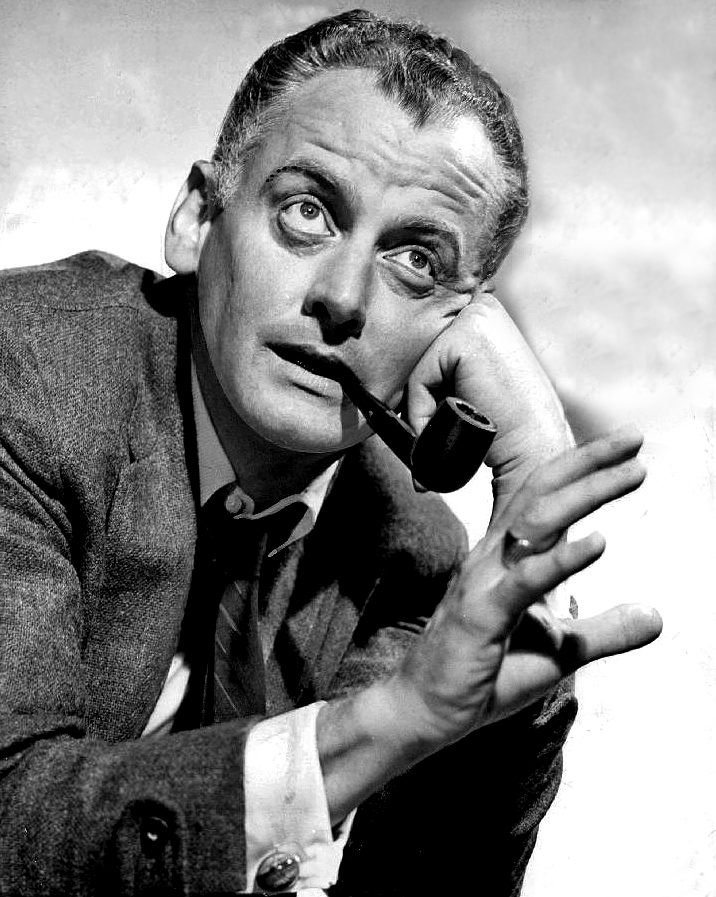
Art Carney, vincitore nel 1975.

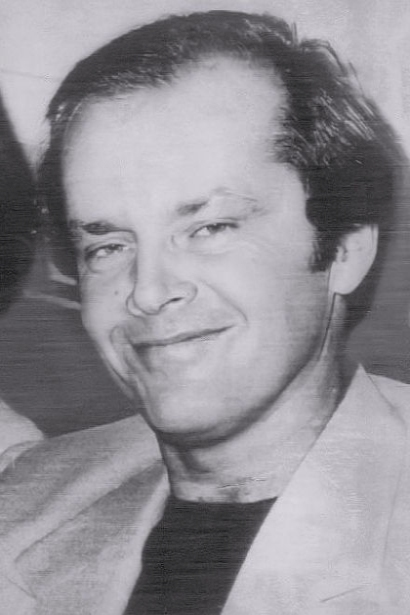
Jack Nicholson, vincitore nel 1976 e nel 1998.

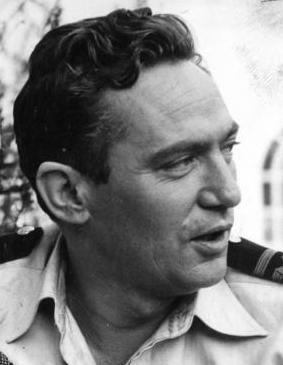
Peter Finch, vincitore postumo nel 1977.

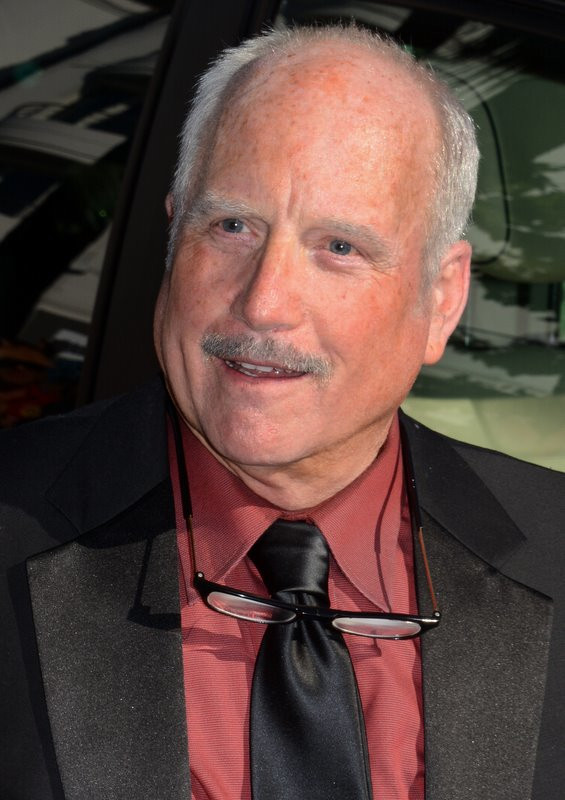
Richard Dreyfuss, vincitore nel 1978.

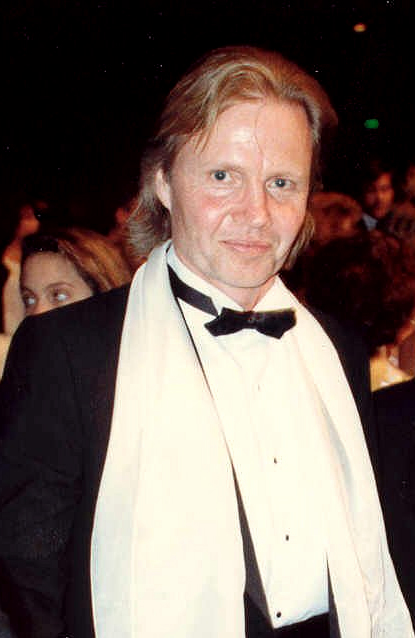
Jon Voight, vincitore nel 1979.

L'elenco mostra il vincitore di ogni anno, seguito dagli attori che hanno ricevuto una candidatura. Per ogni attore viene indicato il titolo del film che gli è valso la candidatura, quando possibile con il titolo in italiano.
Gli anni indicati sono quelli in cui è stato assegnato il premio e non quello in cui è stato interpretato o presentato il film. Nel 1930 si sono svolte due diverse edizioni del premio, una ad aprile ed una a novembre, mentre nel 1933 non è stato assegnato alcun premio. 

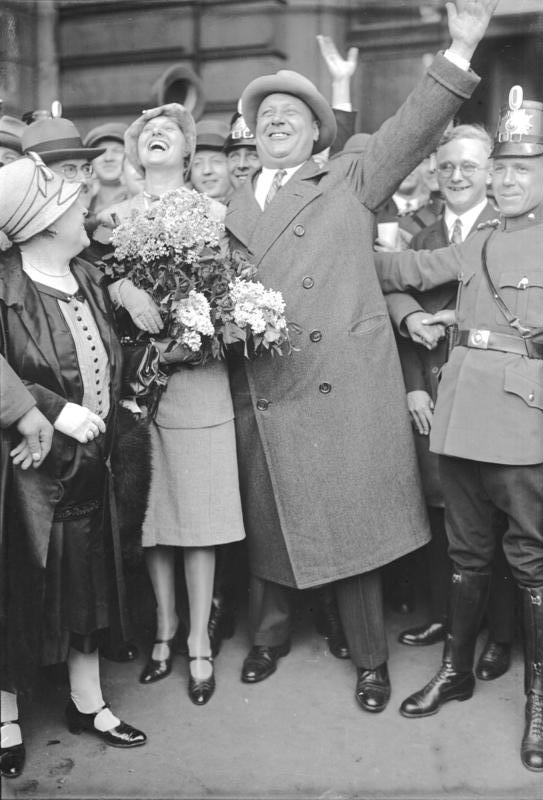
Emil Jannings fu il primo vincitore nel 1929.

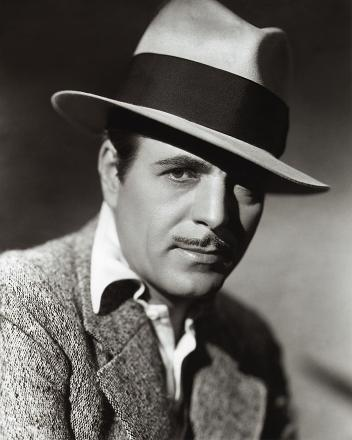
Warner Baxter, vincitore nel 1930 (aprile).

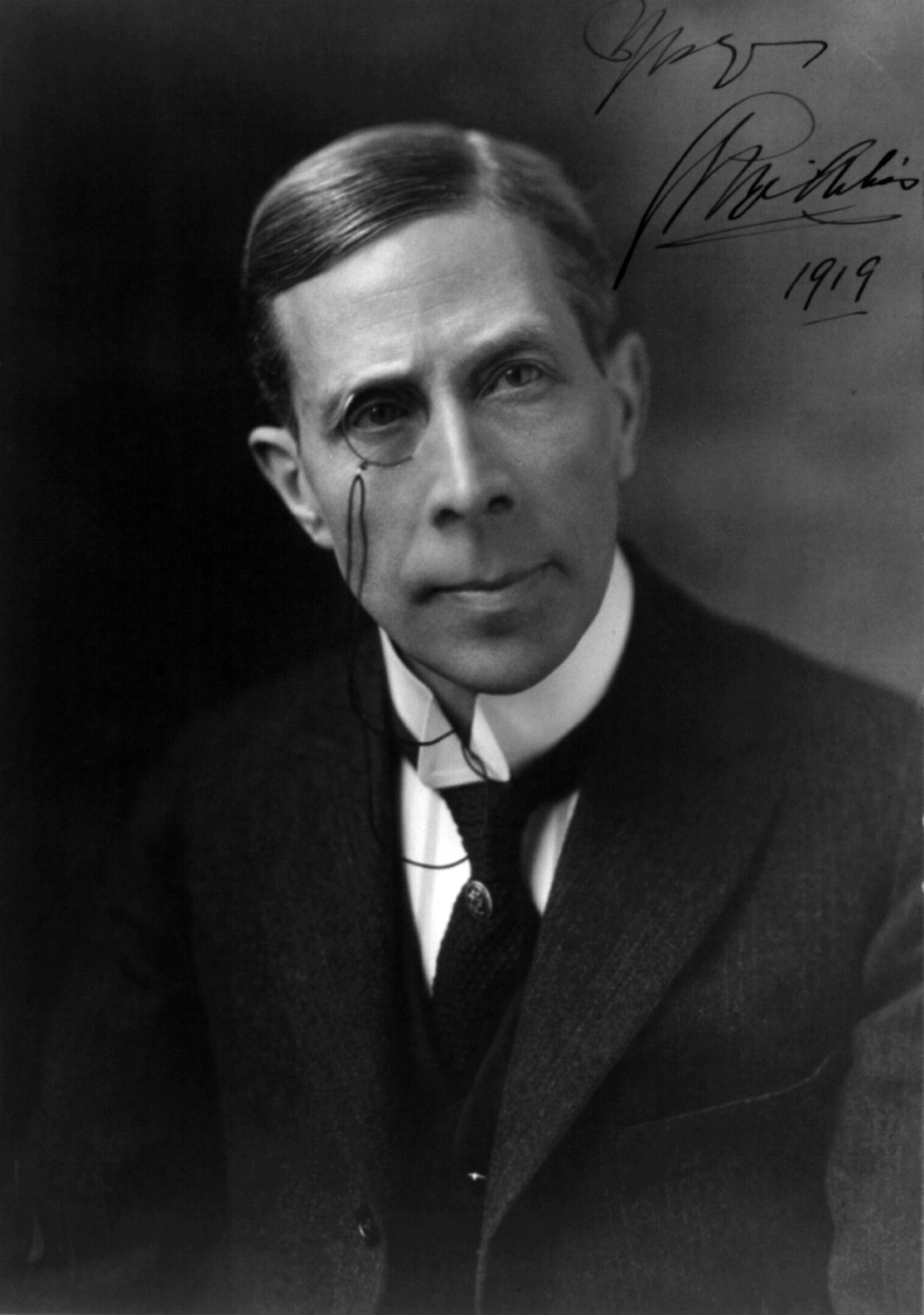
George Arliss, vincitore nel 1930 (novembre).

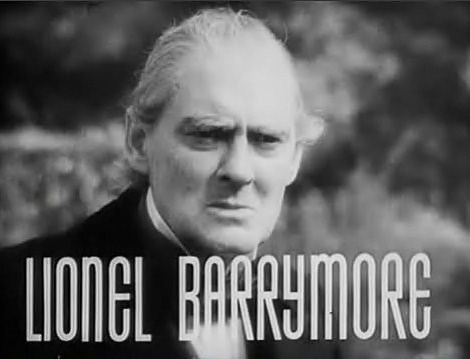
Lionel Barrymore, vincitore nel 1931.

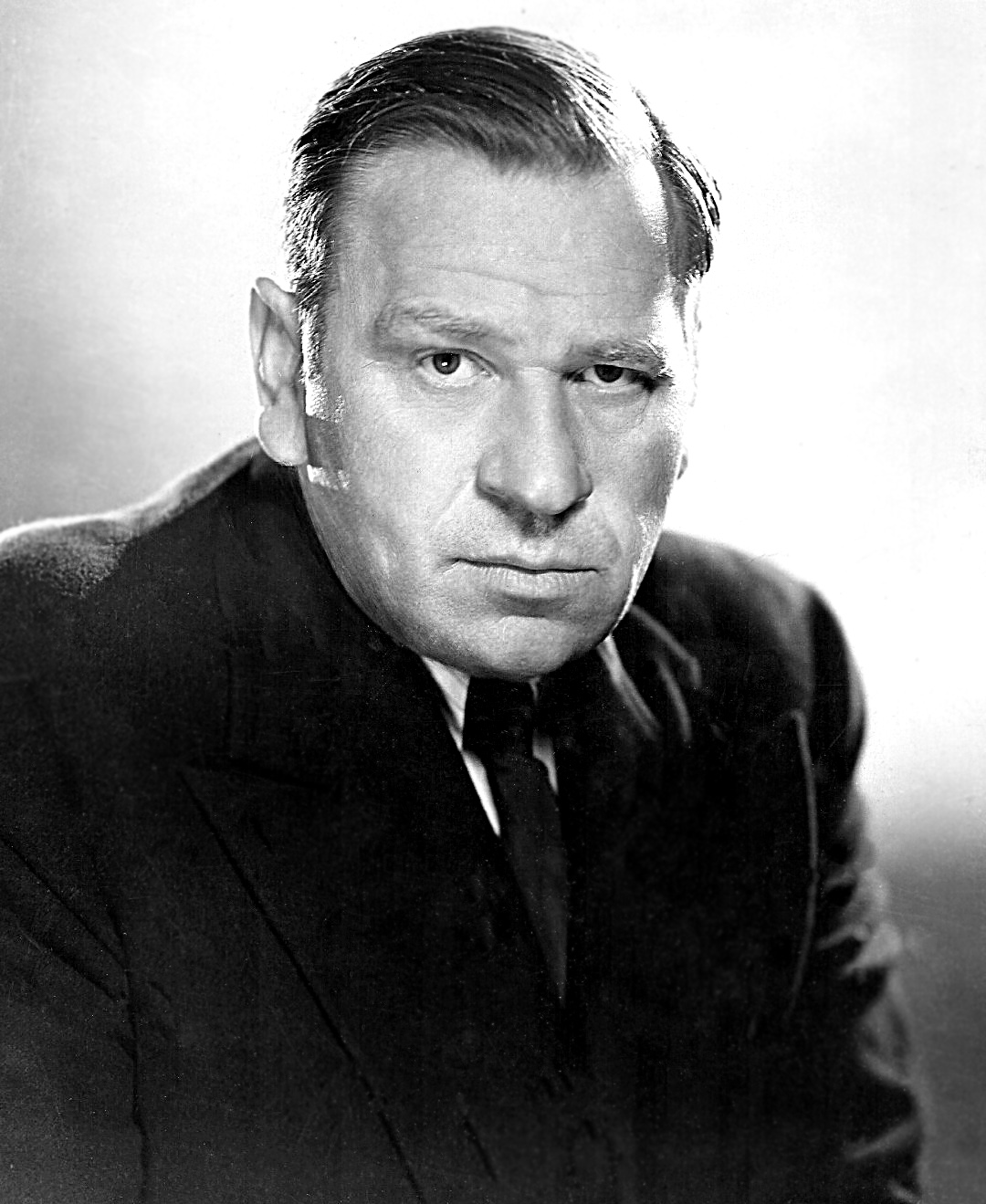
Wallace Beery, vincitore nel 1932.

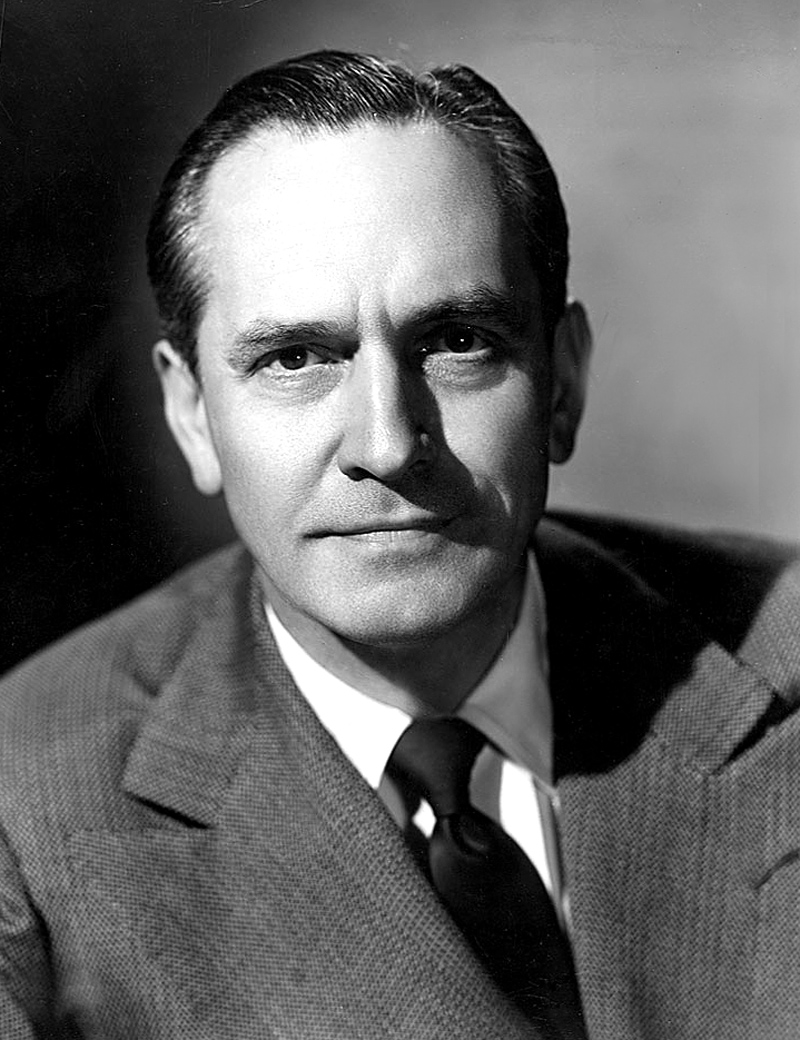
Fredric March, vincitore nel 1932 e nel 1947.

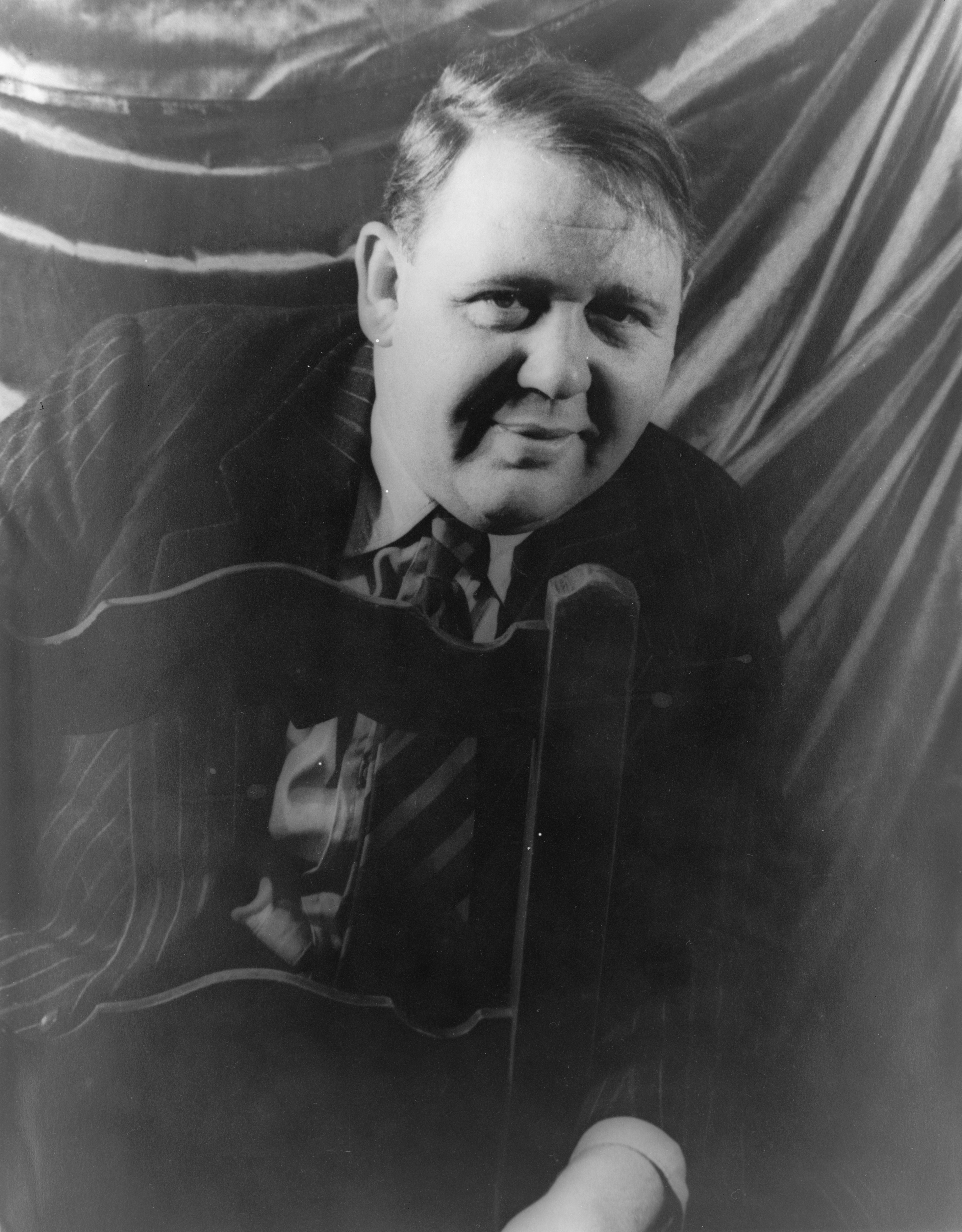
Charles Laughton, vincitore nel 1934.

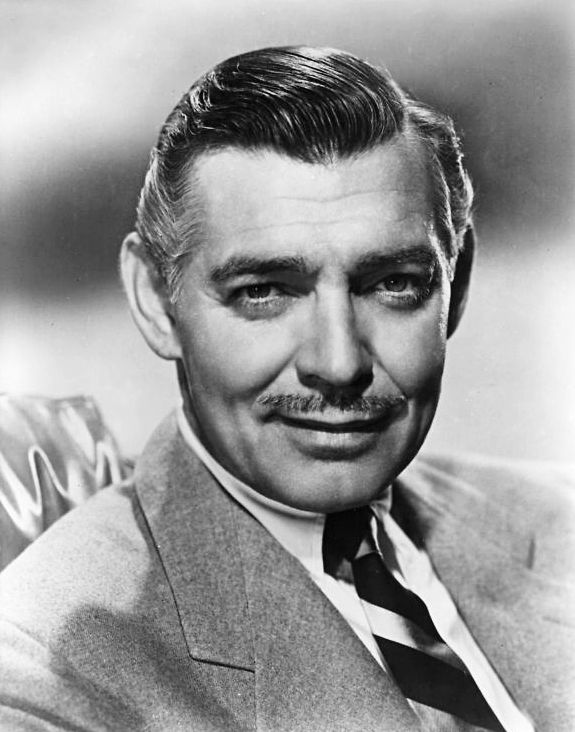
Clark Gable, vincitore nel 1935.

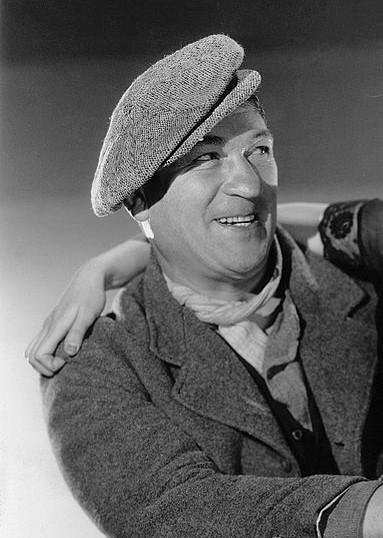
Victor McLaglen, vincitore nel 1936.

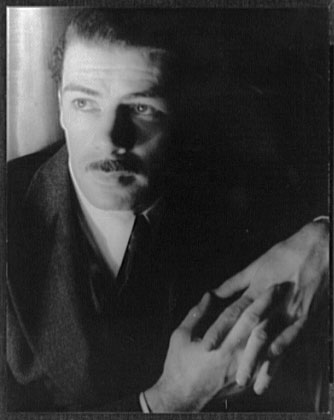
Paul Muni, vincitore nel 1937.

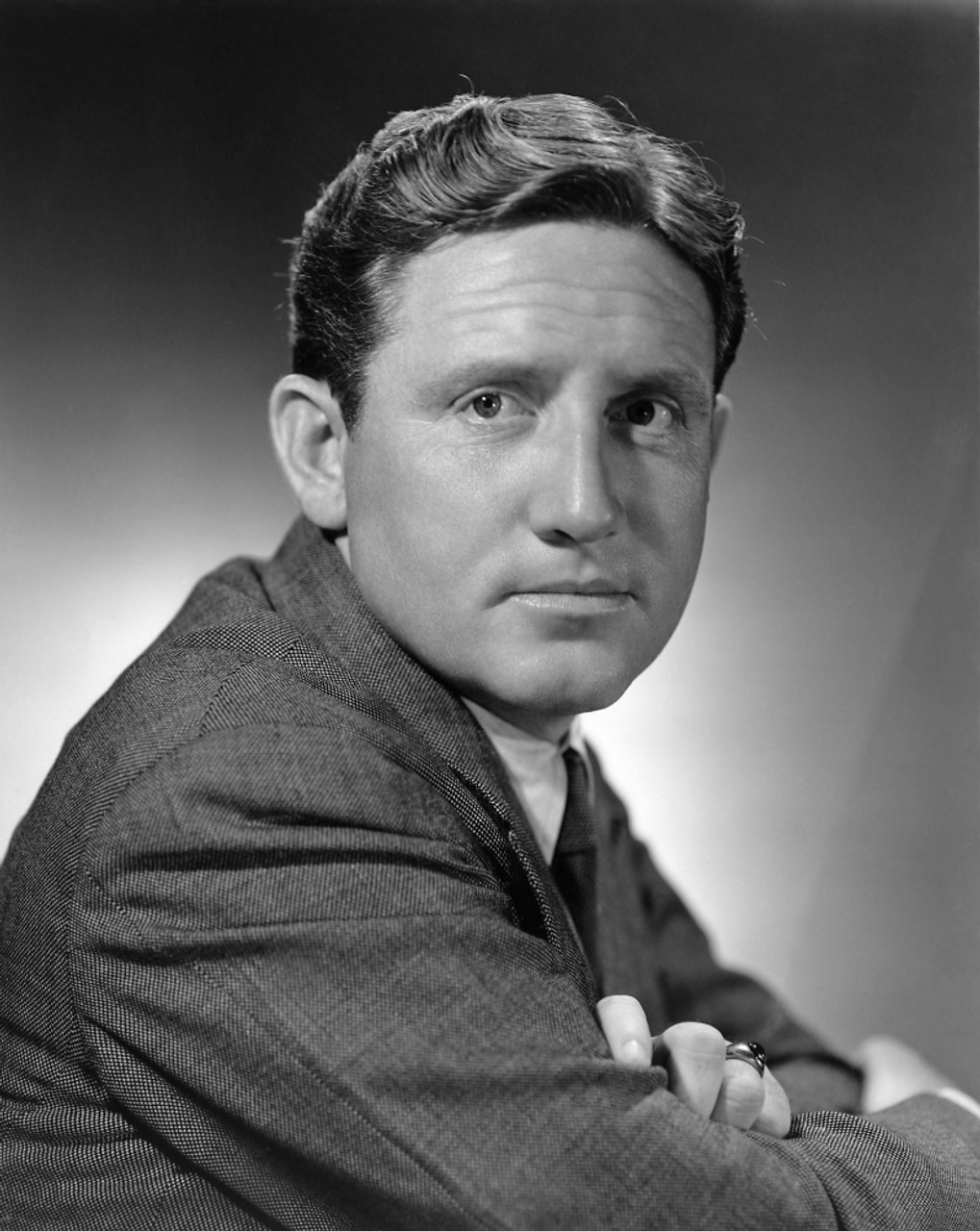
Spencer Tracy, vincitore per due anni consecutivi: 1938 e 1939.

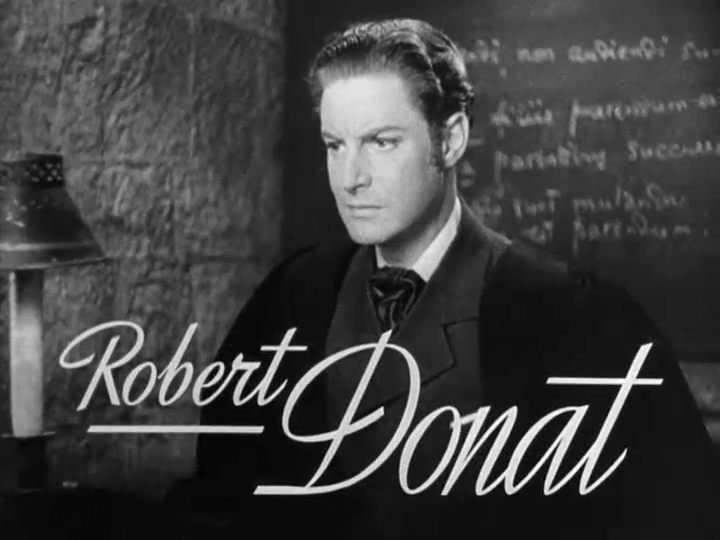
Robert Donat, vincitore nel 1940.

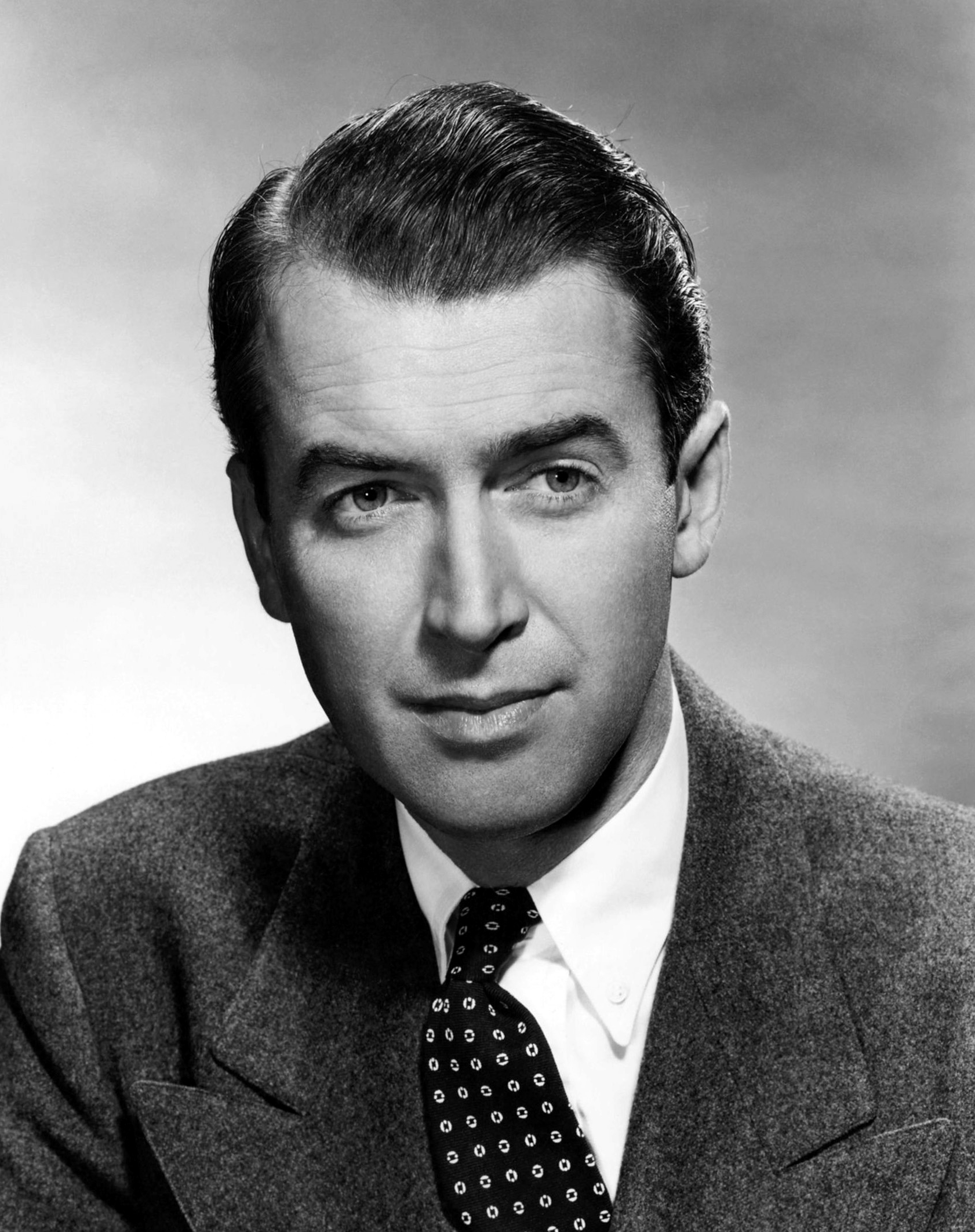
James Stewart, vincitore nel 1941.

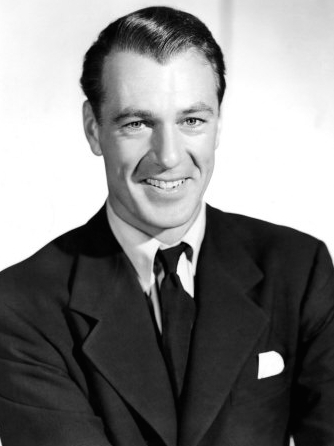
Gary Cooper, vincitore nel 1942 e nel 1953.

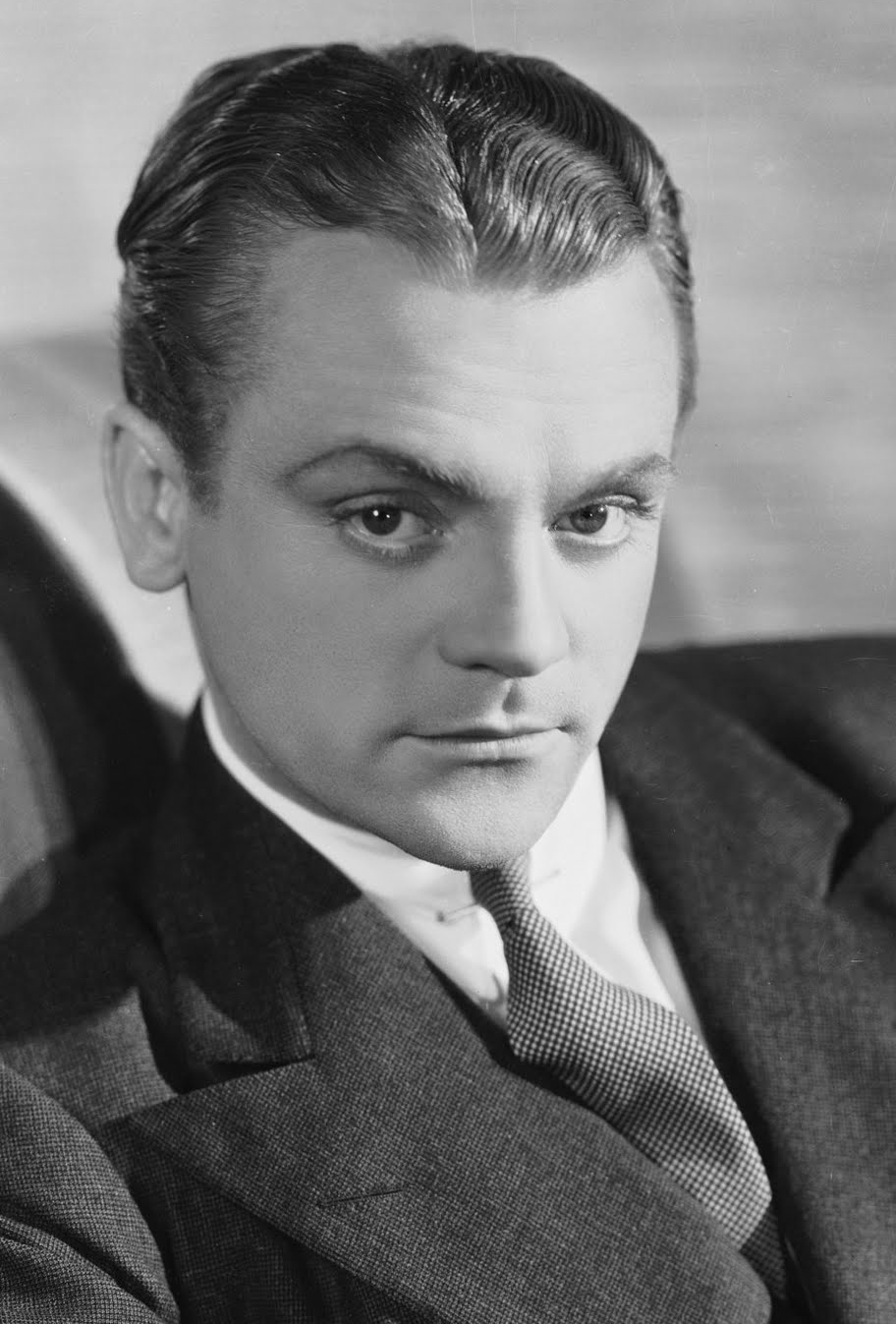
James Cagney, vincitore nel 1943.

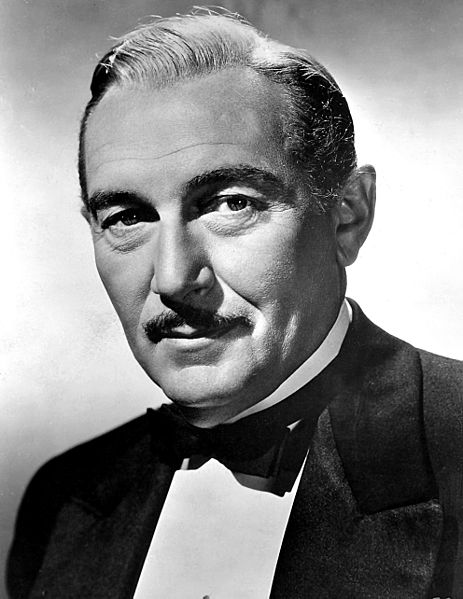
Paul Lukas, vincitore nel 1944.

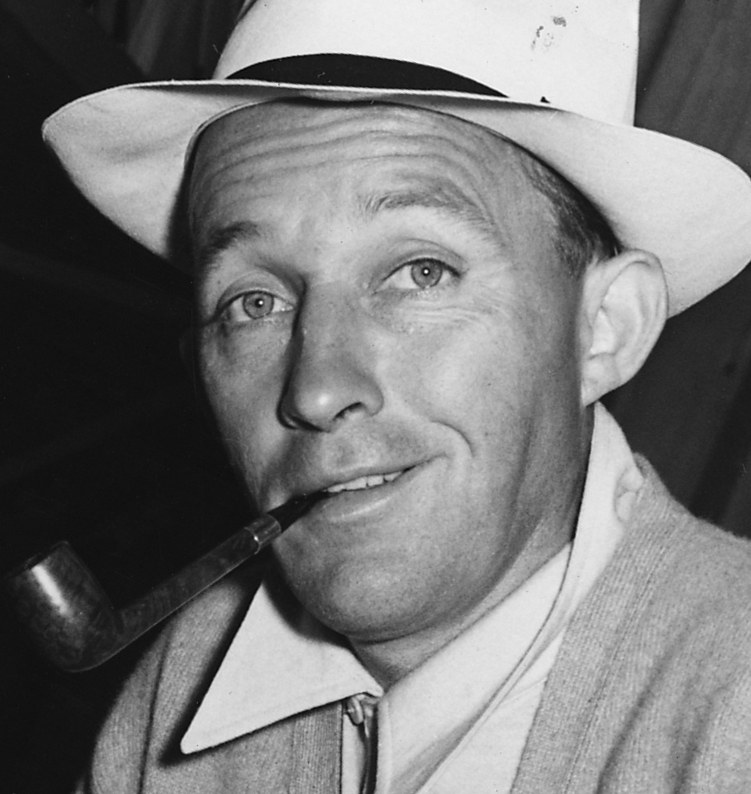
Bing Crosby, vincitore nel 1945.

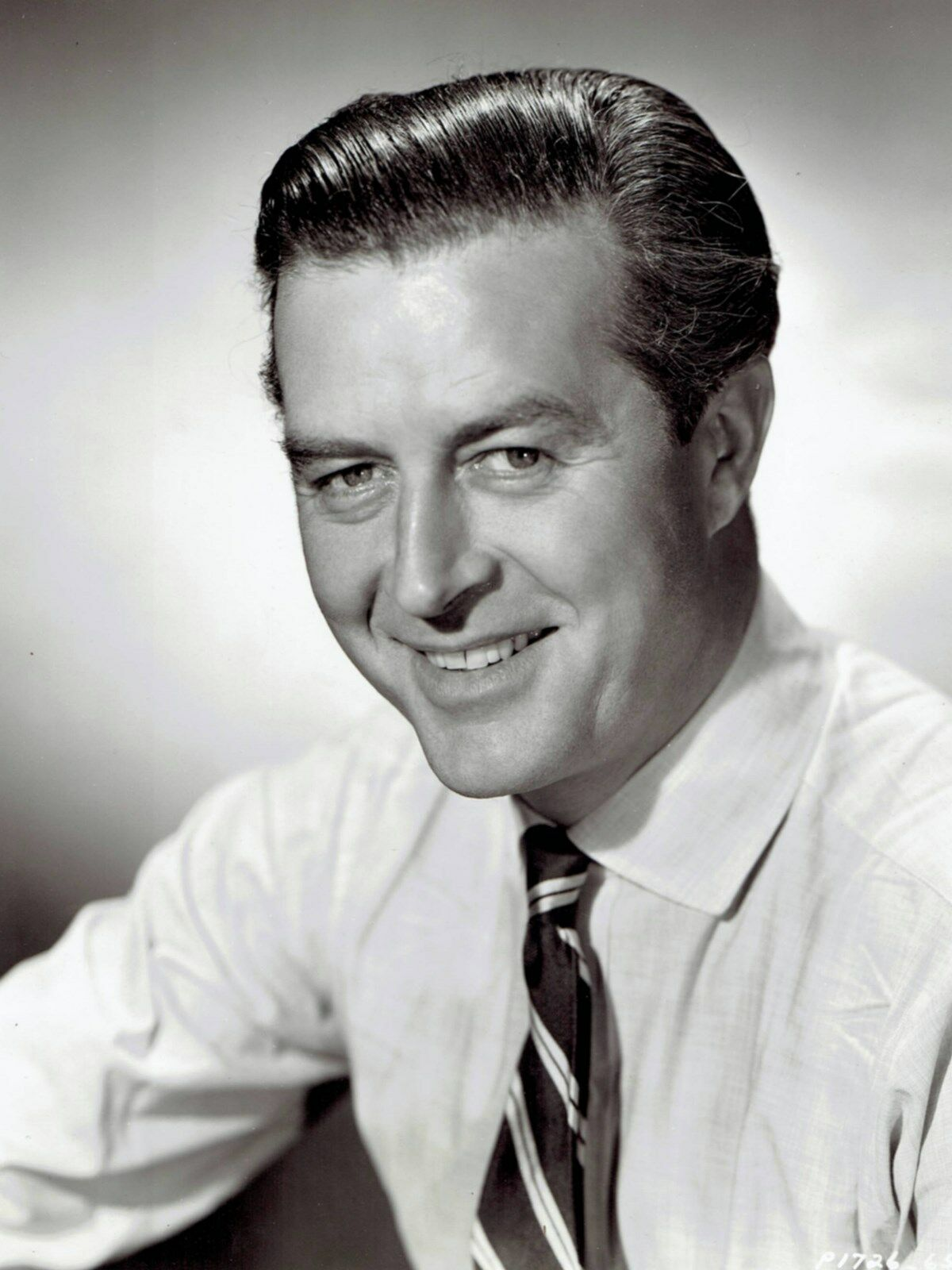
Ray Milland, vincitore nel 1946.

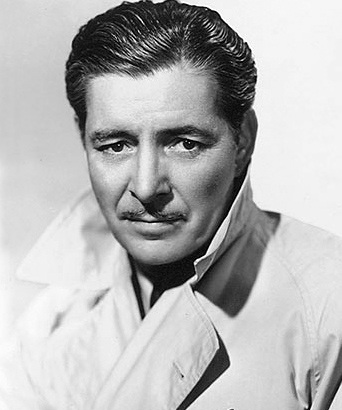
Ronald Colman, vincitore nel 1948.

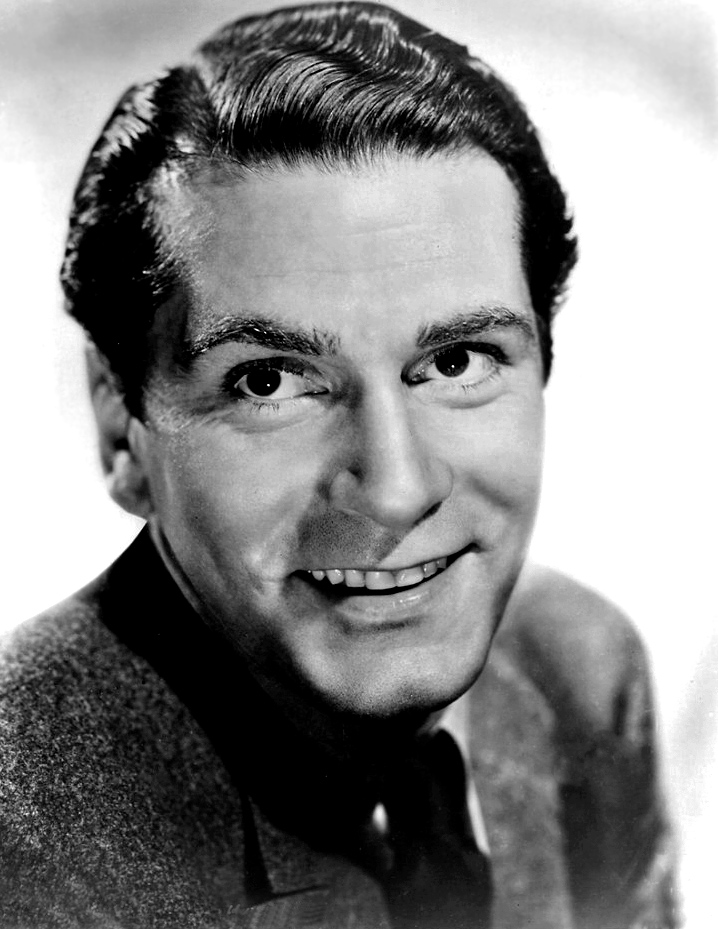
Laurence Olivier, vincitore nel 1949.

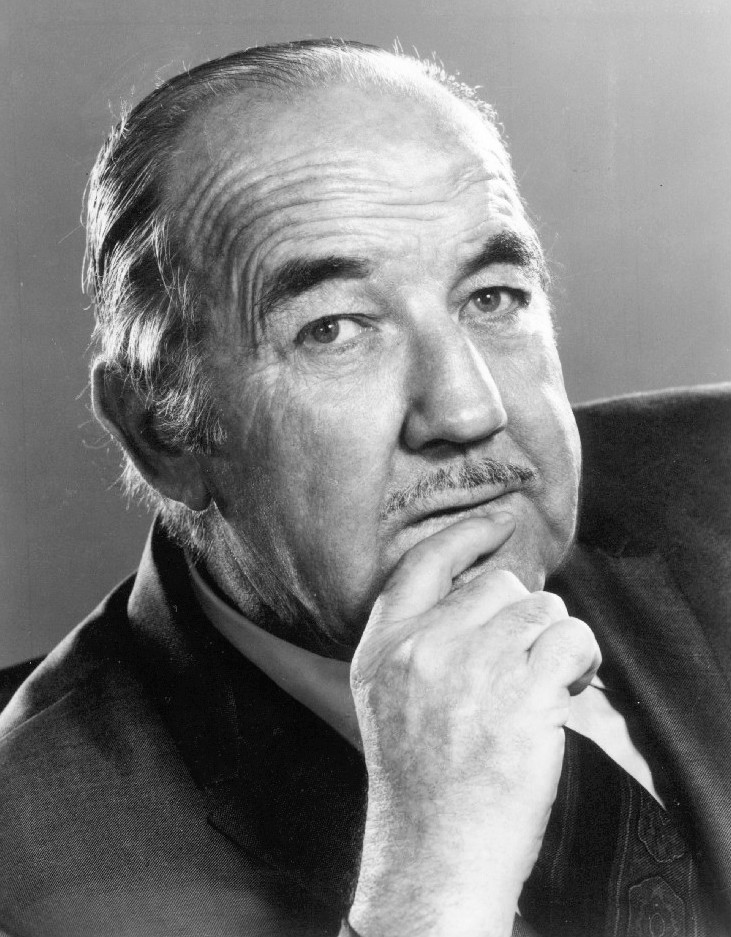
Broderick Crawford, vincitore nel 1950.

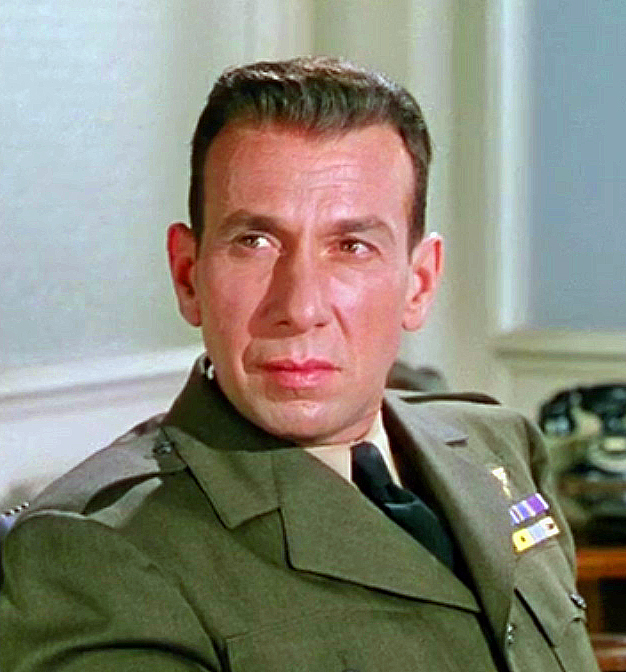
Jose Ferrer, vincitore nel 1951.

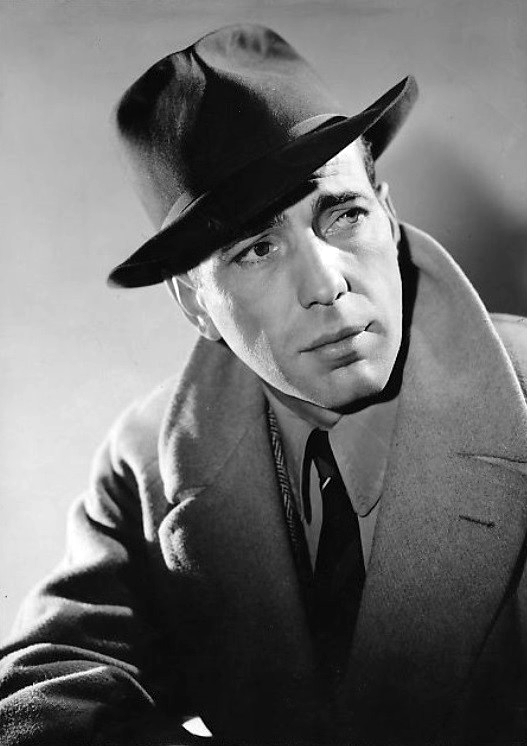
Humphrey Bogart, vincitore nel 1952.

William Holden, vincitore nel 1954.

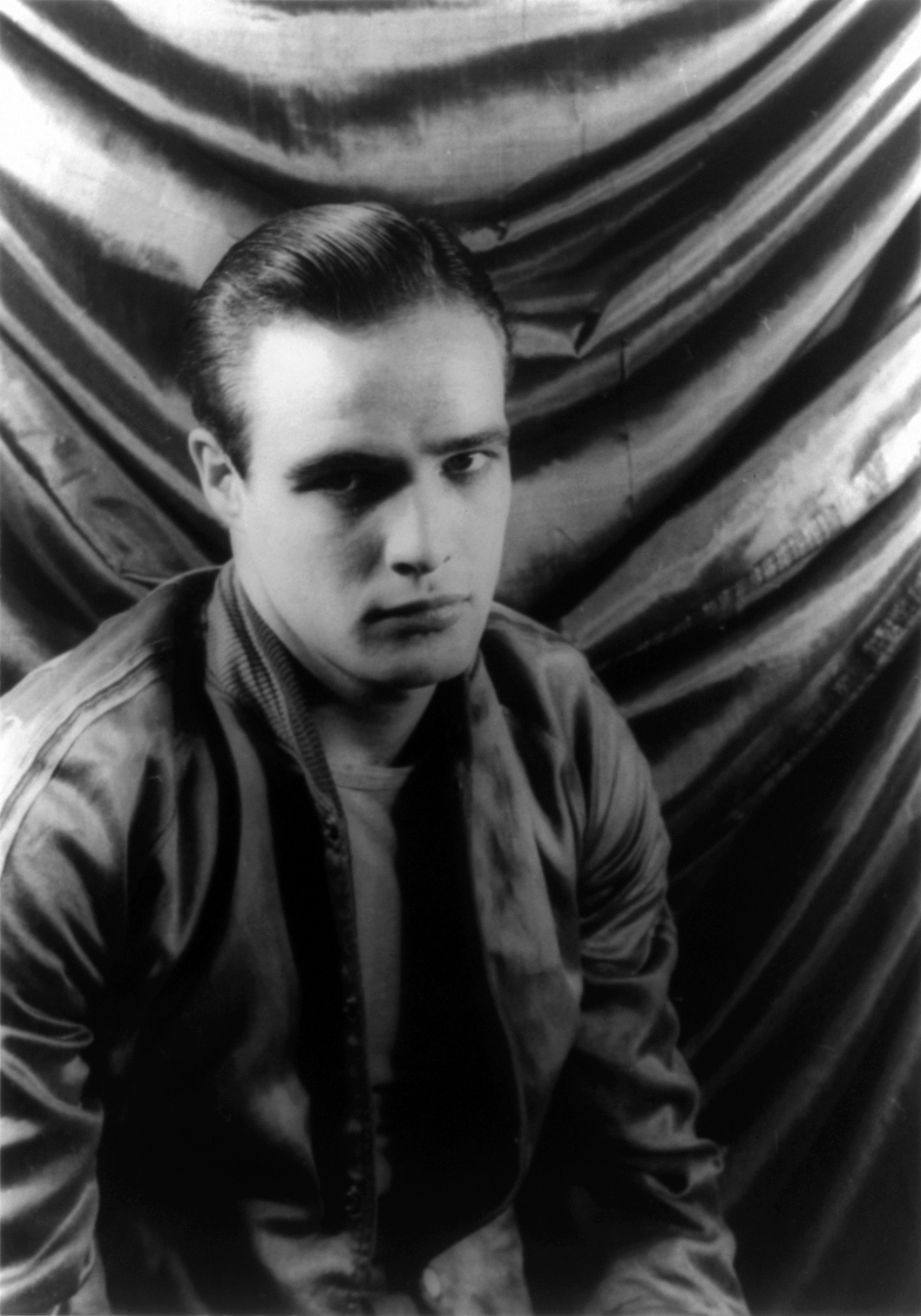
Marlon Brando, vincitore nel 1955 e nel 1973.

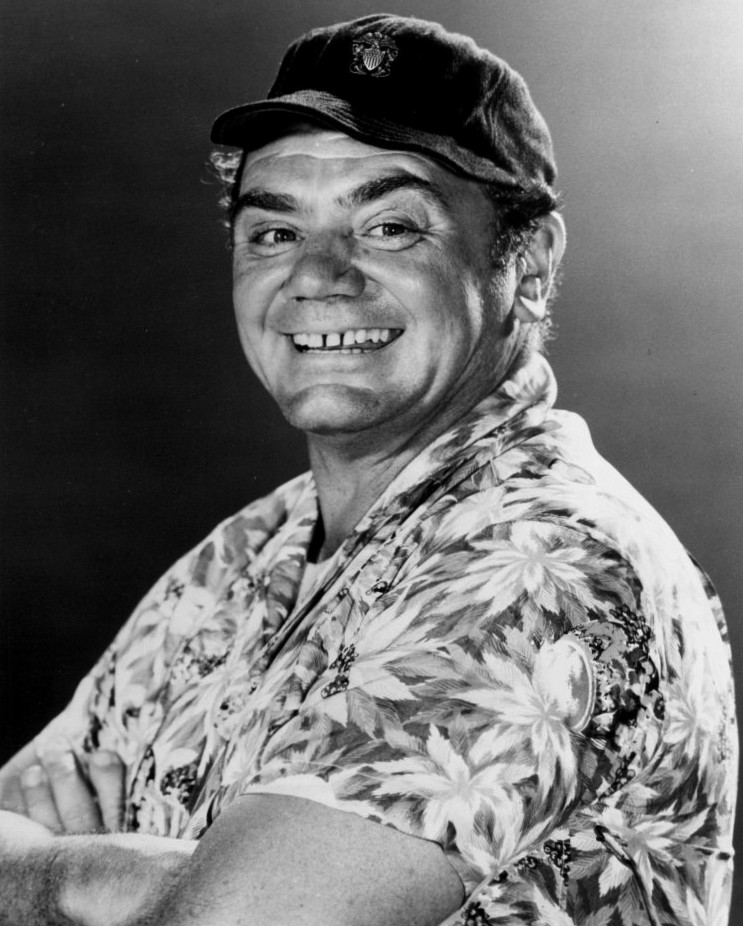
Ernest Borgnine, vincitore nel 1956.

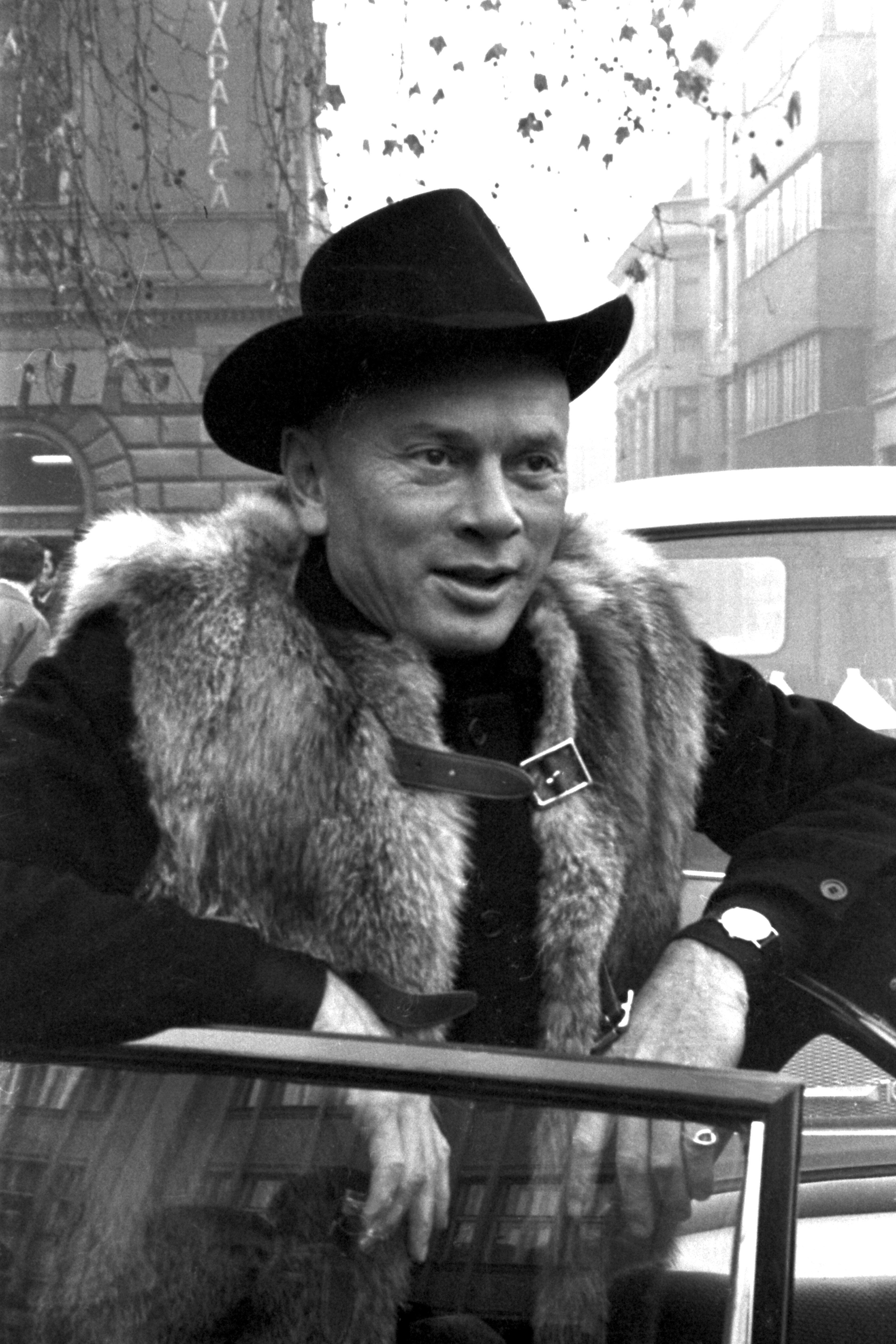
Yul Brynner, vincitore nel 1957.

Alec Guinness, vincitore nel 1958.

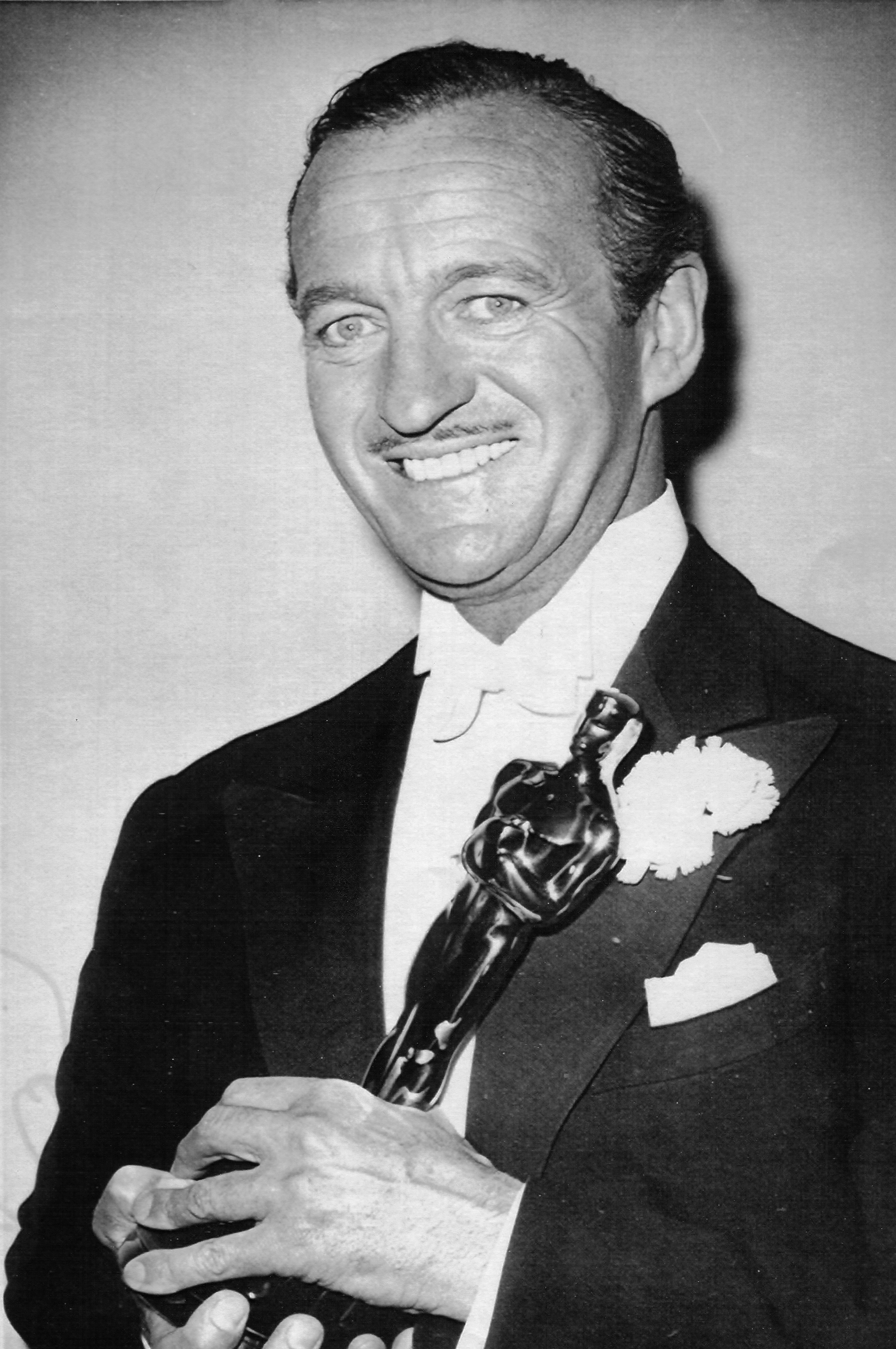
David Niven, vincitore nel 1959.

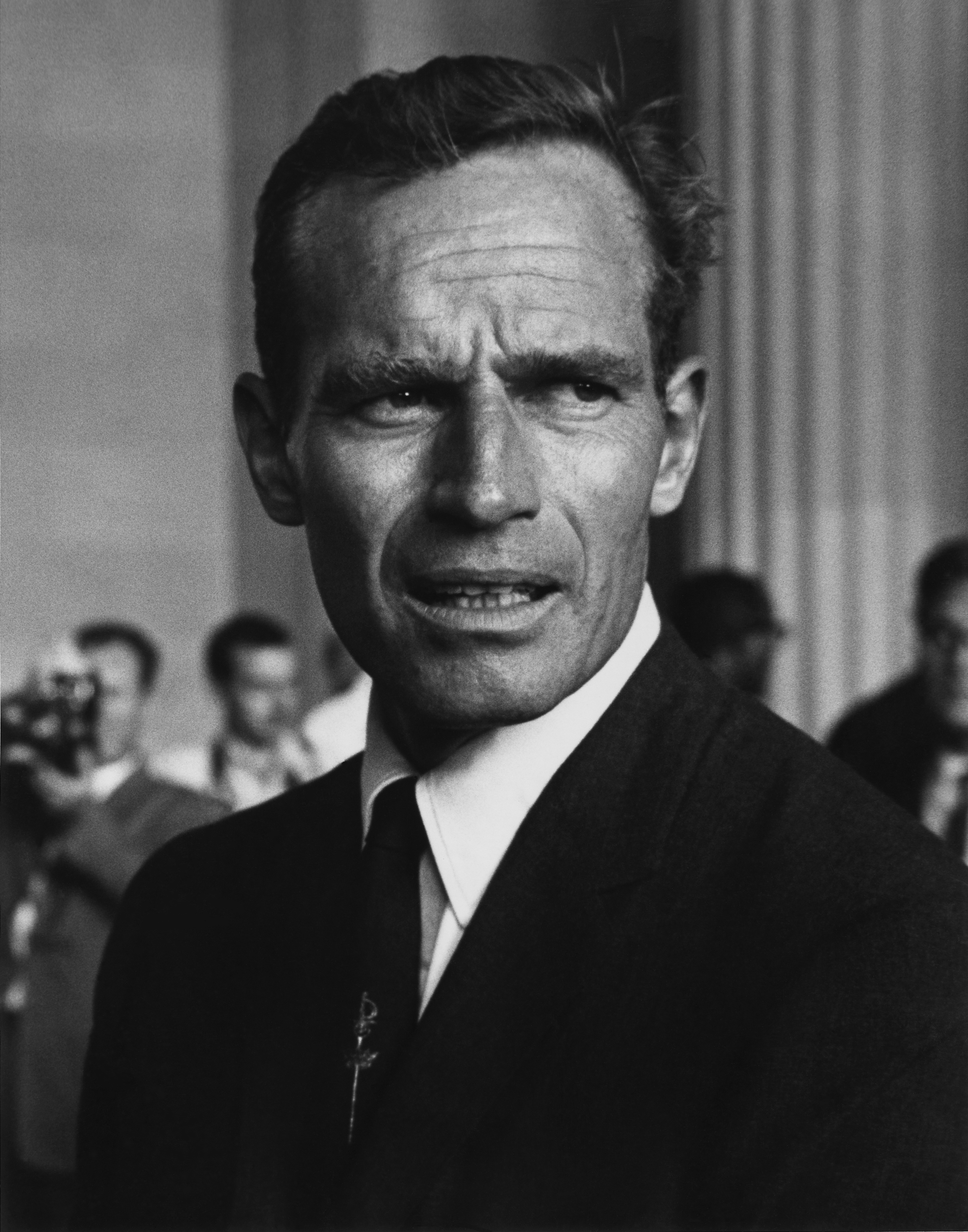
Charlton Heston, vincitore nel 1960.

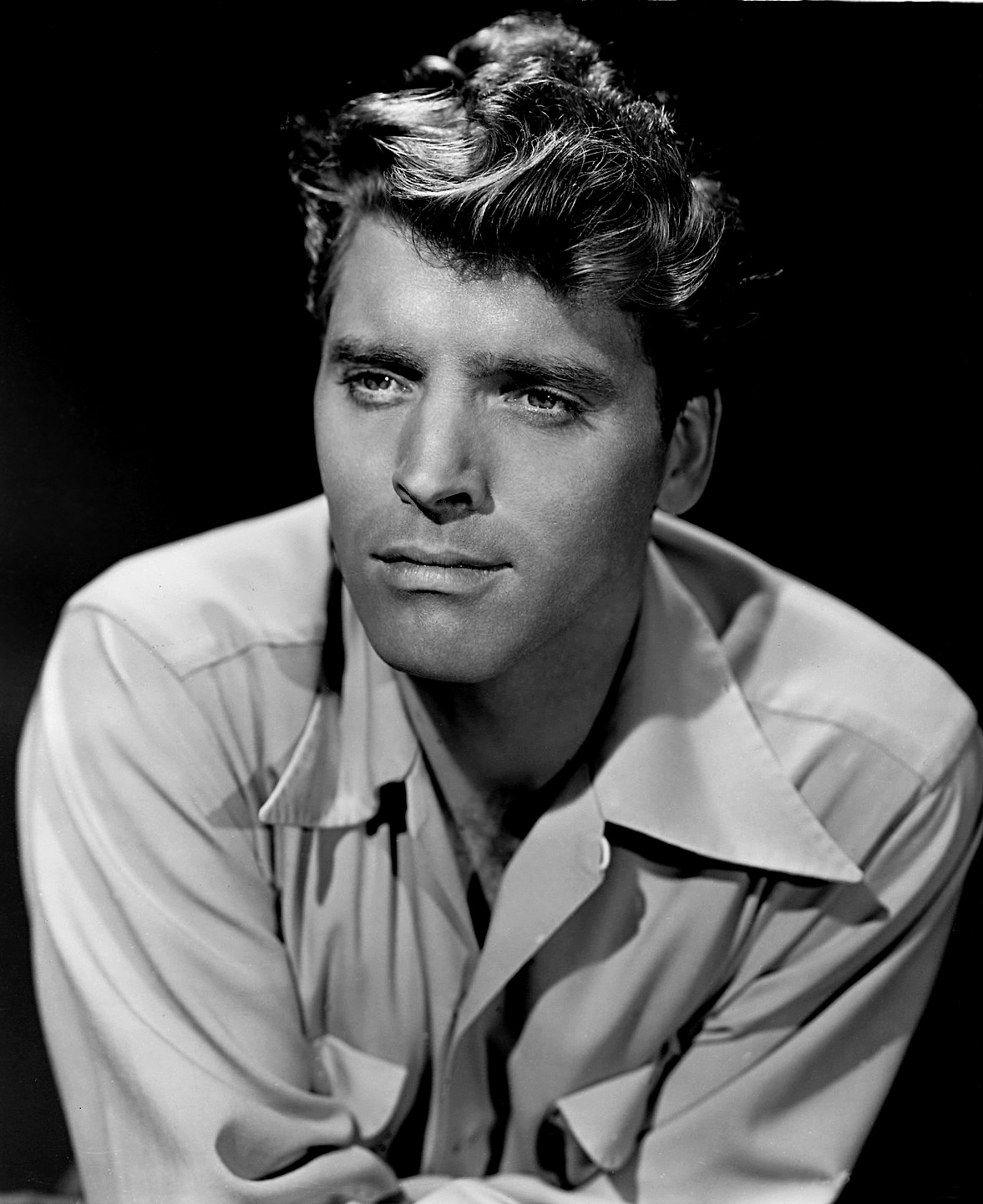
Burt Lancaster, vincitore nel 1961.

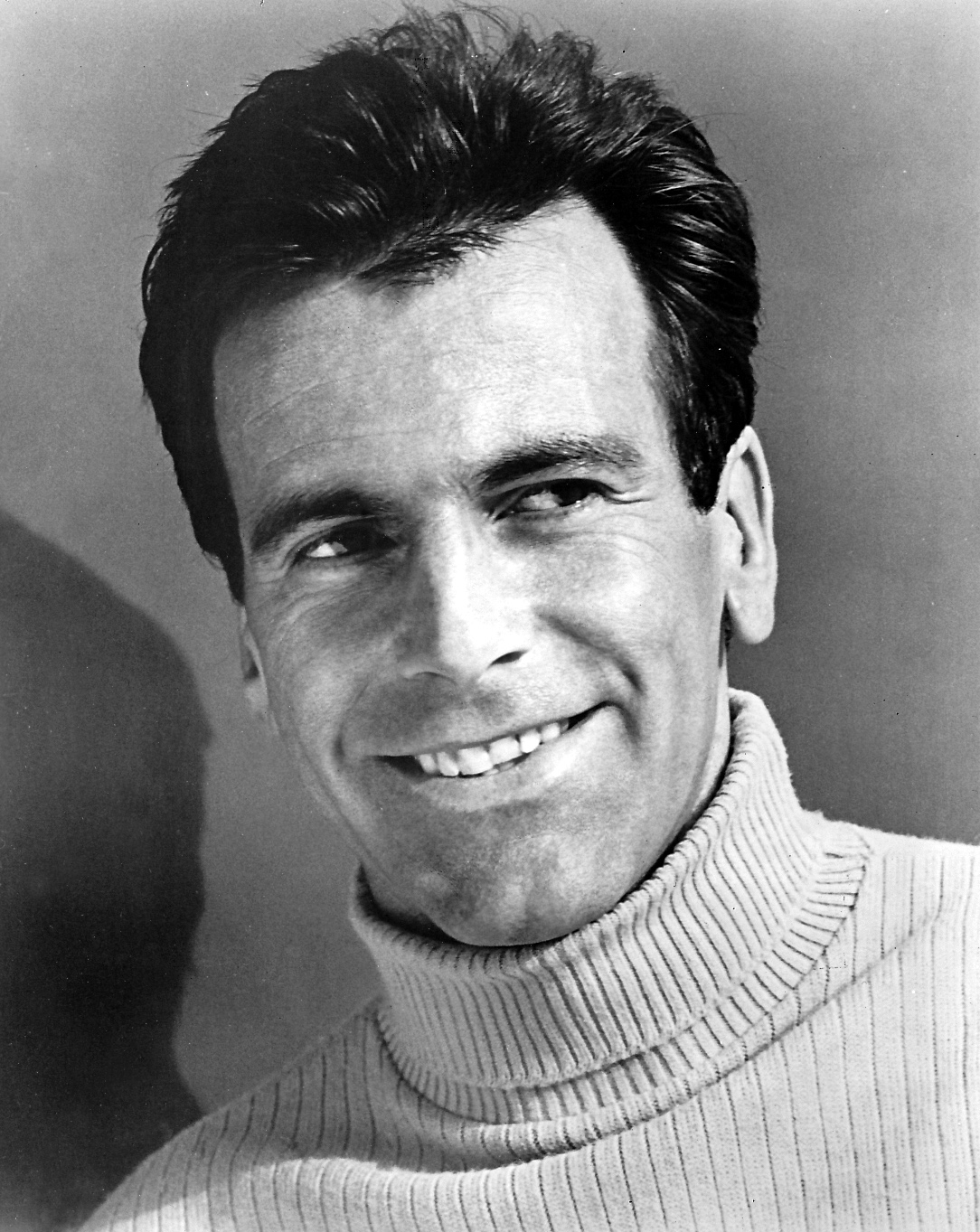
Maximilian Schell, vincitore nel 1962.

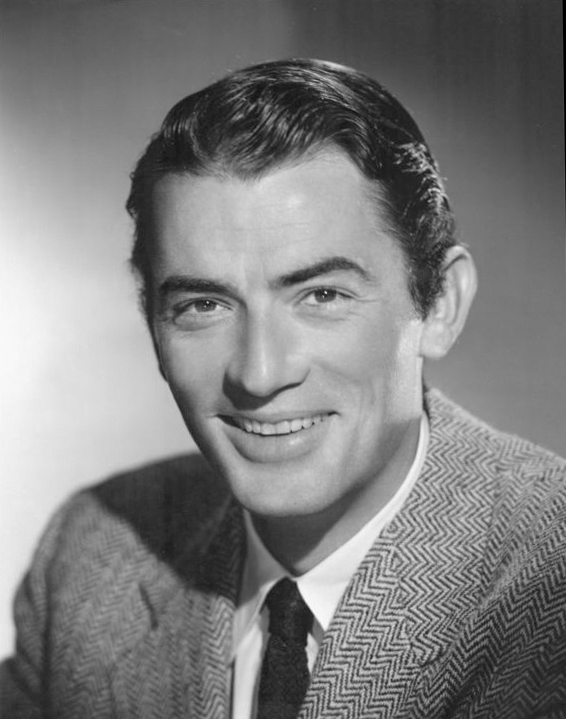
Gregory Peck, vincitore nel 1963.

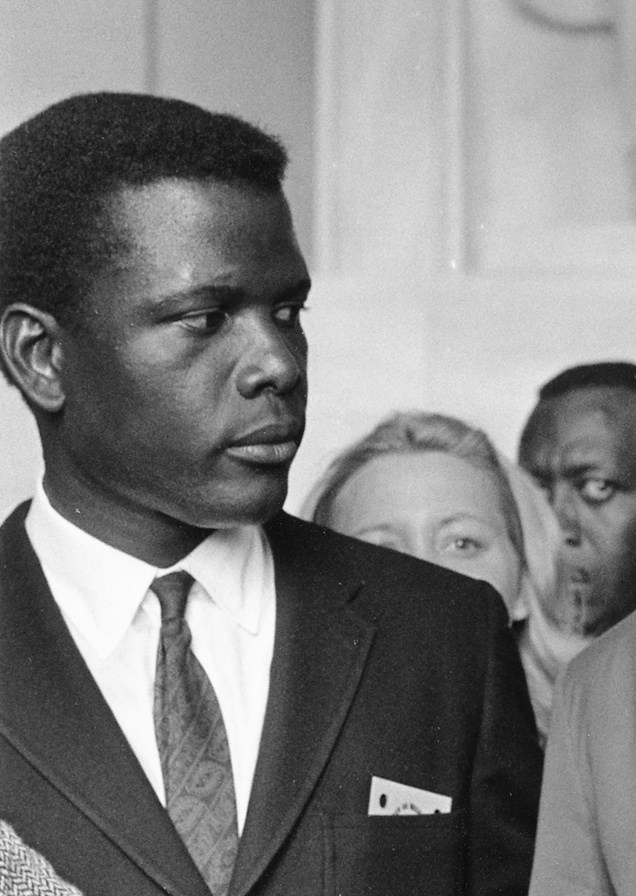
Sidney Poitier, vincitore nel 1964.

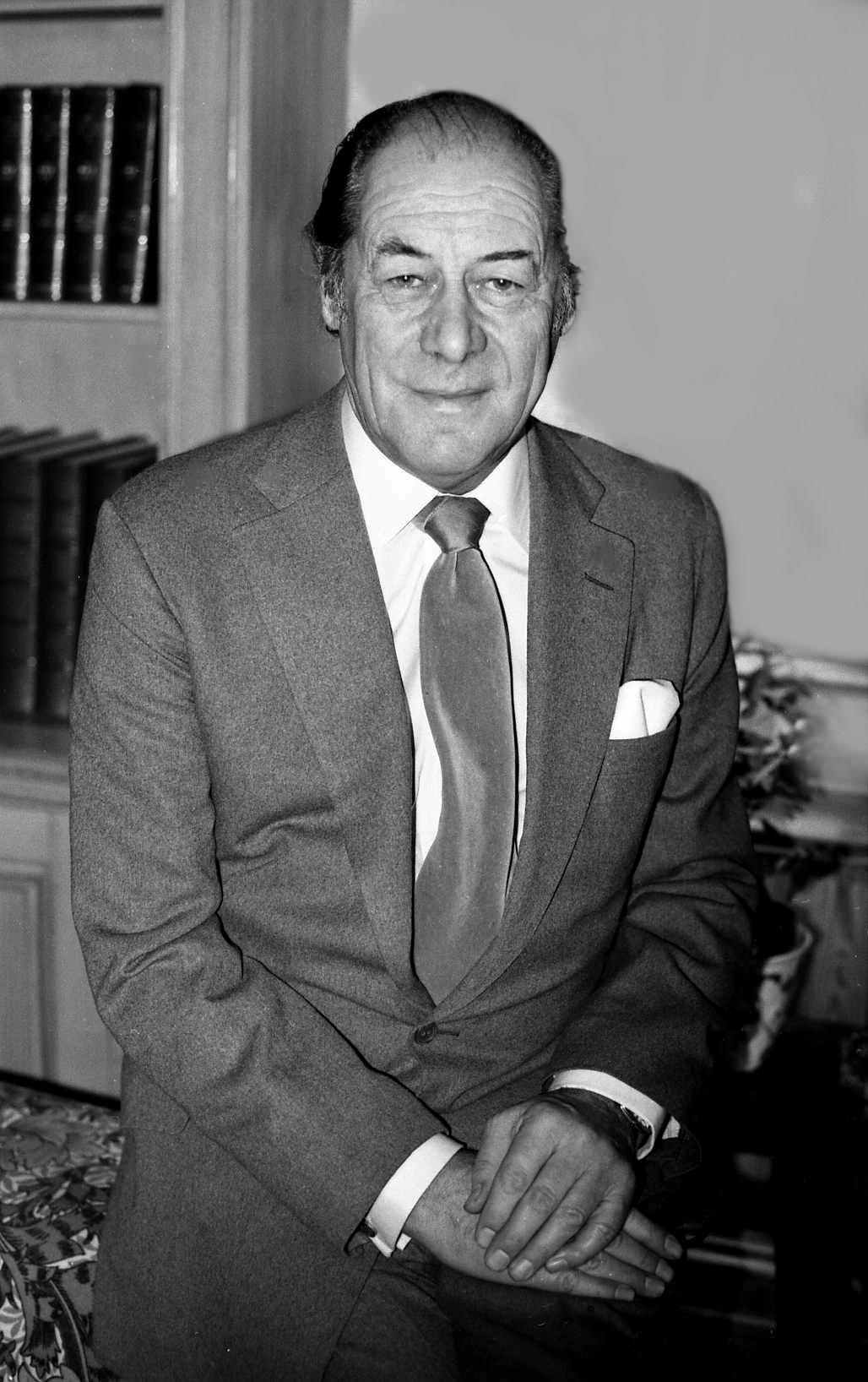
Rex Harrison, vincitore nel 1965.

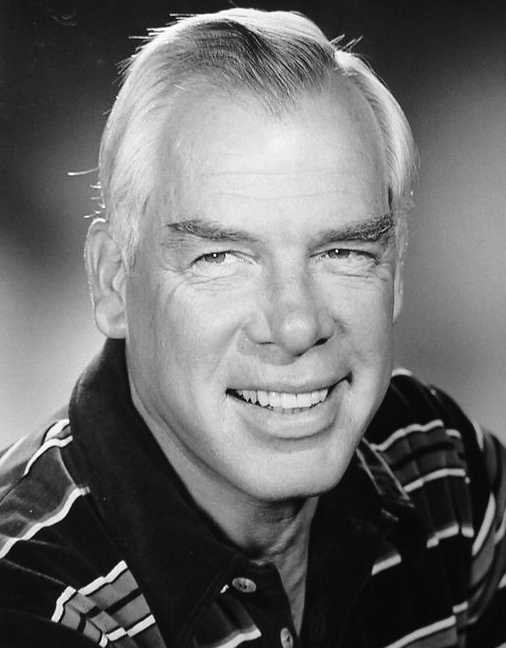
Lee Marvin, vincitore nel 1966.

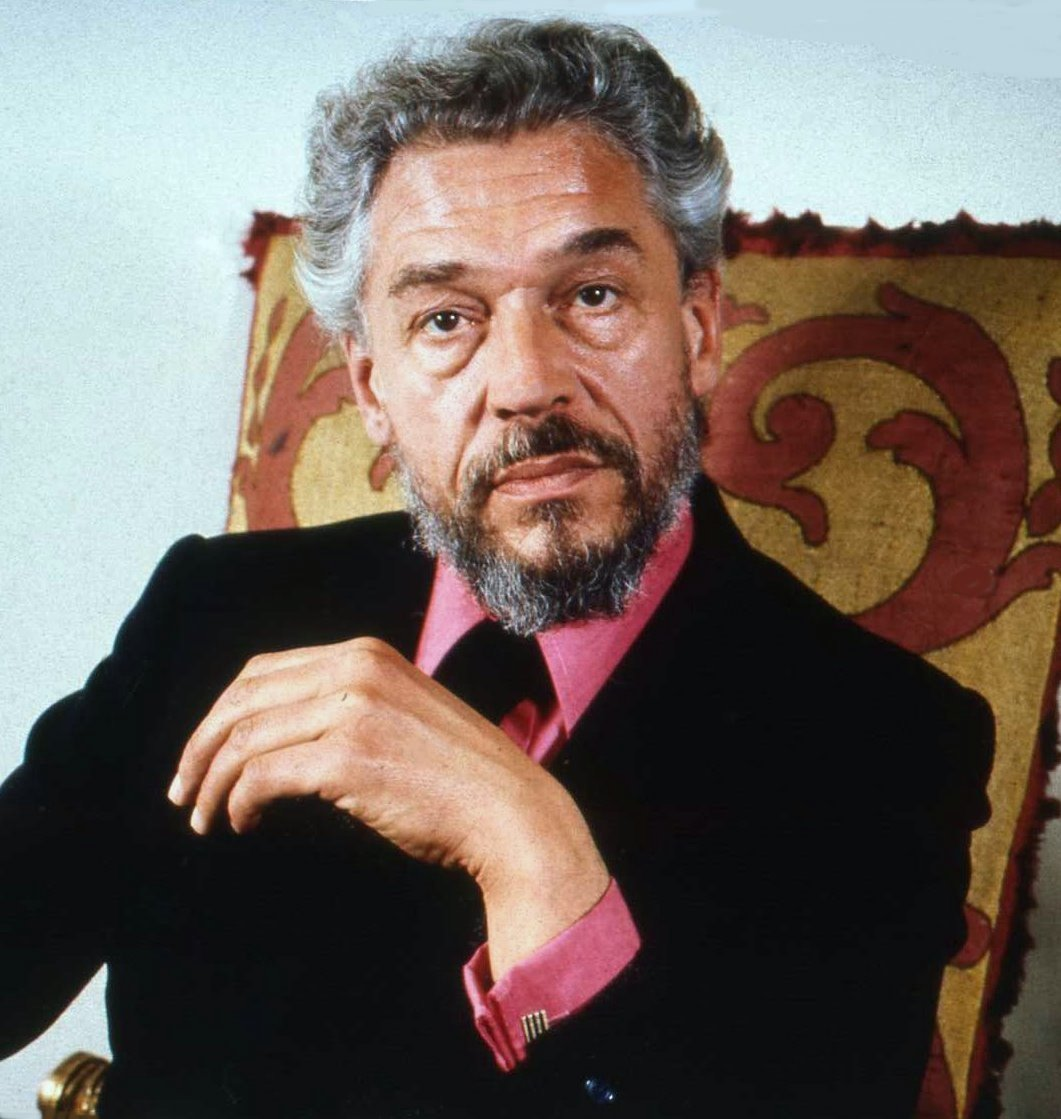
Paul Scofield, vincitore nel 1967.

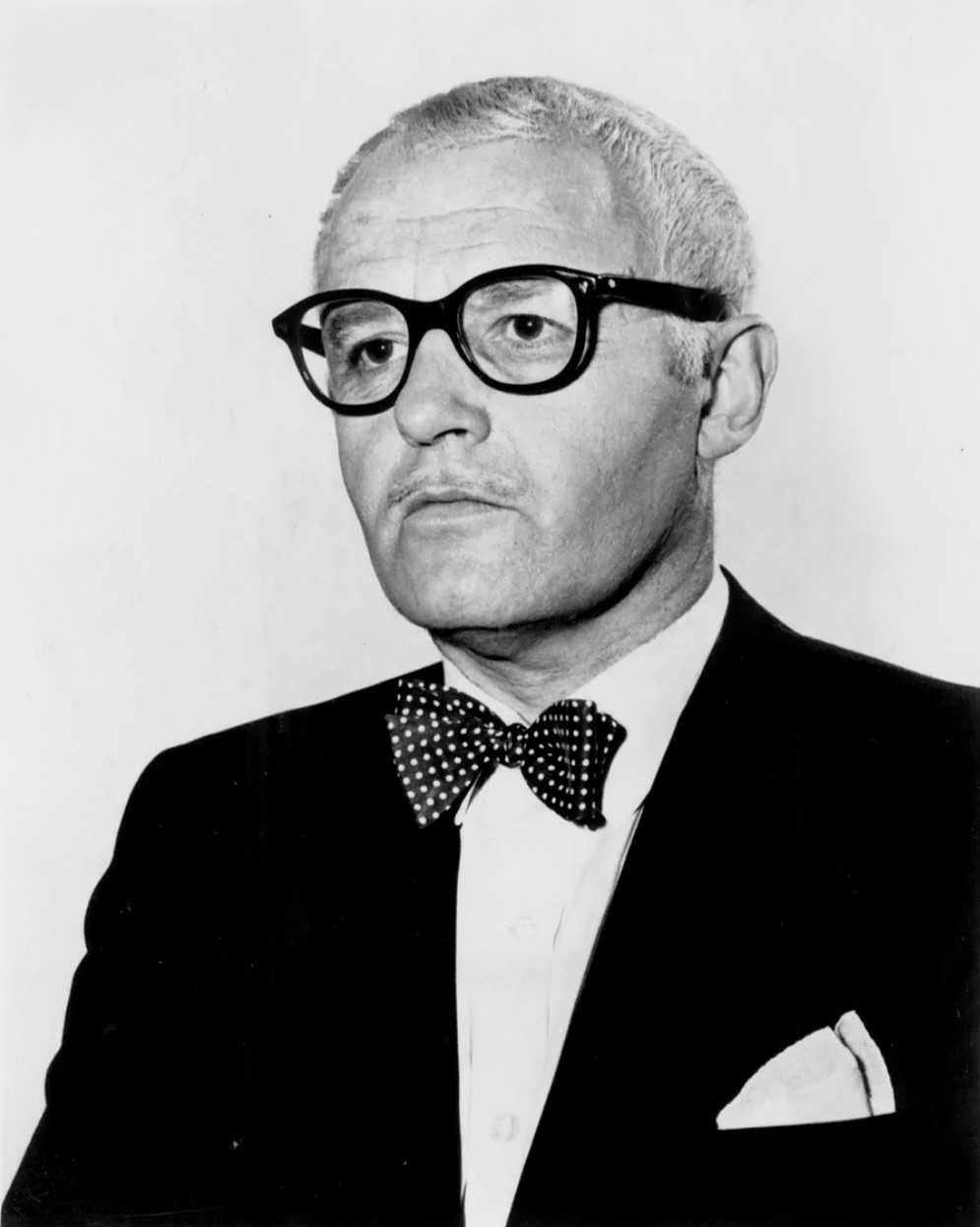
Rod Steiger, vincitore nel 1968.

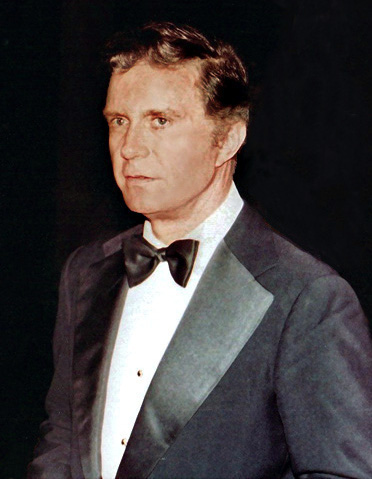
Cliff Robertson, vincitore nel 1969.

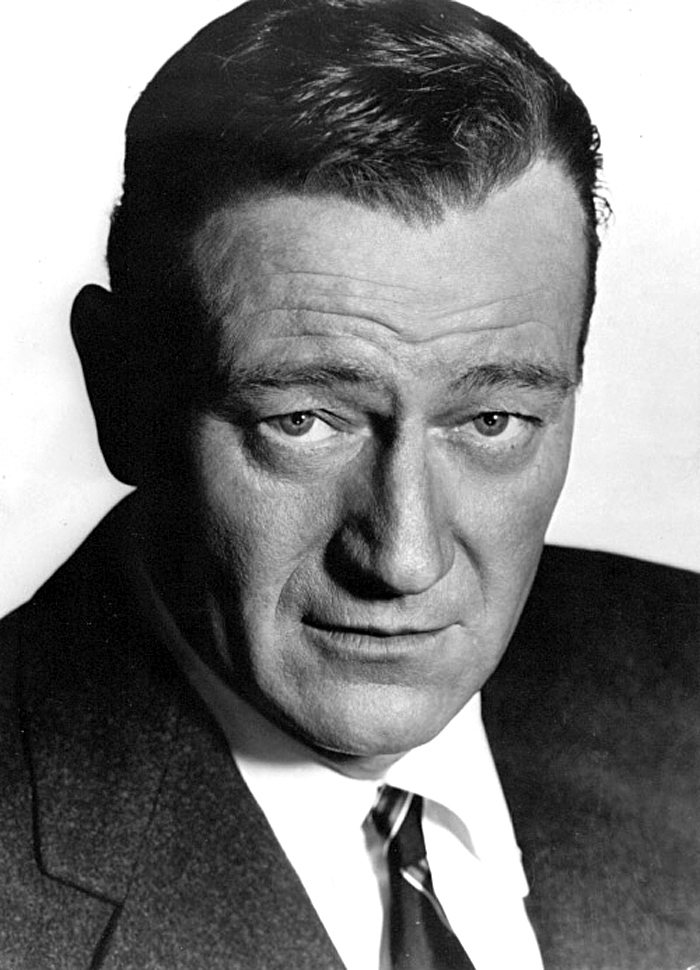
John Wayne, vincitore nel 1970.

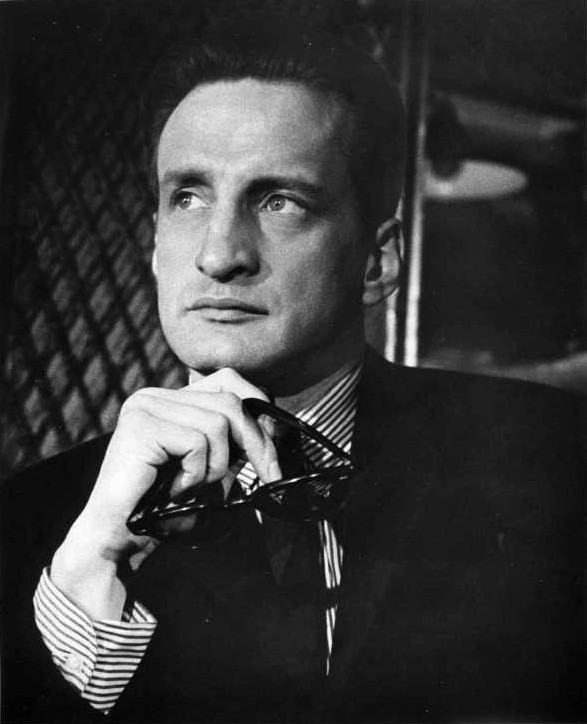
George C. Scott, vincitore nel 1971.

### 1920
- 1929
  - Emil Jannings - Crepuscolo di gloria (The Last Command) e Nel gorgo del peccato (The Way of All Flesh)
  - Richard Barthelmess - Ferro e fuoco (The Patent Leather Kid) e The Noose
  - Charlie Chaplin - Il circo (The Circus) (eliminato poi dalle candidature per assegnargli un ACAB speciale)

### 1930
- 1930 (aprile)
  - Warner Baxter - Notte di tradimento (In Old Arizona)
  - George Bancroft - La mazzata (Thunderbolt)
  - Chester Morris - Alibi
  - Paul Muni - The Valiant
  - Lewis Stone - Lo zar folle (The Patriot)
- 1930 (novembre)
  - George Arliss - Disraeli
  - George Arliss - La dea verde (The Green Goddess)
  - Wallace Beery - Carcere
  - Maurice Chevalier - Il principe consorte (The Love Parade) e La conquista dell'America (The Big Pond)
  - Ronald Colman - Cercasi avventura (Bulldog Drummond) e L'isola del diavolo (Condemned)
  - Lawrence Tibbett - Amor gitano (The Rogue Song)
- 1931
  - Lionel Barrymore - Io amo (A Free Soul)
  - Jackie Cooper - Skippy
  - Richard Dix - I pionieri del West (Cimarron)
  - Fredric March - La famiglia reale di Broadway (The Royal Family of Broadway)
  - Adolphe Menjou - The Front Page (The Front Page)
- 1932
  - Wallace Beery (ex aequo) - Il campione (The Champ)
  - Fredric March (ex aequo) - Il dottor Jekyll (Dr. Jekyll and Mr. Hyde)
  - Alfred Lunt - The Guardsman
- 1934
  - Charles Laughton - Le sei mogli di Enrico VIII (The Private Life of Henry VIII)
  - Leslie Howard - La strana realtà di Peter Standish (Berkeley Square)
  - Paul Muni - Io sono un evaso (I Am a Fugitive from a Chain Gang)
- 1935
  - Clark Gable - Accadde una notte (It Happened One Night)
  - Frank Morgan - Gli amori di Benvenuto Cellini (The Affairs of Cellini)
  - William Powell - L'uomo ombra (The Thin Man)
- 1936
  - Victor McLaglen - Il traditore (The Informer)
  - Clark Gable - La tragedia del Bounty (Mutiny on the Bounty)
  - Charles Laughton - La tragedia del Bounty (Mutiny on the Bounty)
  - Franchot Tone - La tragedia del Bounty (Mutiny on the Bounty)
- 1937
  - Paul Muni - La vita del dottor Pasteur (The Story of Louis Pasteur)
  - Gary Cooper - È arrivata la felicità (Mr. Deeds Goes to Town)
  - Walter Huston - Infedeltà (Dodsworth)
  - William Powell - L'impareggiabile Godfrey (My Man Godfrey)
  - Spencer Tracy - San Francisco
- 1938
  - Spencer Tracy - Capitani coraggiosi (Captains Courageous)
  - Charles Boyer - Maria Walewska (Conquest)
  - Fredric March - È nata una stella (A Star Is Born)
  - Robert Montgomery - Notturno tragico (Night Must Fall)
  - Paul Muni - Emilio Zola (The Life of Emile Zola)
- 1939
  - Spencer Tracy - La città dei ragazzi (Boys Town)
  - Charles Boyer - Un'americana nella Casbah (Algiers)
  - James Cagney - Gli angeli con la faccia sporca (Angels with Dirty Faces)
  - Robert Donat - La cittadella (The Citadel)
  - Leslie Howard - Pigmalione (Pygmalion)

### 1940
- 1940
  - Robert Donat - Addio, Mr. Chips! (Goodbye, Mr. Chips)
  - Clark Gable - Via col vento (Gone With the Wind)
  - Laurence Olivier - La voce nella tempesta (Wuthering Heights)
  - Mickey Rooney - Piccoli attori (Babes in Arms)
  - James Stewart - Mr. Smith va a Washington (Mr. Smith Goes to Washington)
- 1941
  - James Stewart - Scandalo a Filadelfia (The Philadelphia Story)
  - Charlie Chaplin - Il grande dittatore (The Great Dictator)
  - Henry Fonda - Furore (The Grapes of Wrath)
  - Raymond Massey - Abramo Lincoln (Abe Lincoln in Illinois)
  - Laurence Olivier - Rebecca - La prima moglie (Rebecca)
- 1942
  - Gary Cooper - Il sergente York (Sergeant York)
  - Cary Grant - Ho sognato un angelo (Penny Serenade)
  - Walter Huston - L'oro del demonio (The Devil and Daniel Webster conosciuto anche come All That Money Can Buy)
  - Robert Montgomery - L'inafferrabile signor Jordan (Here Comes Mr. Jordan)
  - Orson Welles - Quarto potere (Citizen Kane)
- 1943
  - James Cagney - Ribalta di gloria (Yankee Doodle Dandy)
  - Ronald Colman - Prigionieri del passato (Random Harvest)
  - Gary Cooper - L'idolo delle folle (The Pride of the Yankees)
  - Walter Pidgeon - La signora Miniver (Mrs. Miniver)
  - Monty Woolley - The Pied Piper
- 1944
  - Paul Lukas - Quando il giorno verrà (Watch on the Rhine)
  - Humphrey Bogart - Casablanca
  - Gary Cooper - Per chi suona la campana (For Whom the Bell Tolls)
  - Walter Pidgeon - Madame Curie
  - Mickey Rooney - La commedia umana (The Human Comedy)
- 1945
  - Bing Crosby - La mia via (Going My Way)
  - Charles Boyer - Angoscia (Gaslight)
  - Barry Fitzgerald - La mia via (Going My Way)
  - Cary Grant - Il ribelle (None but the Lonely Heart)
  - Alexander Knox - Wilson
- 1946
  - Ray Milland - Giorni perduti (The Lost Weekend)
  - Bing Crosby - Le campane di Santa Maria (The Bells of St. Mary's)
  - Gene Kelly - Due marinai e una ragazza (Canta che ti passa) (Anchors Aweigh)
  - Gregory Peck - Le chiavi del paradiso (The Keys of the Kingdom)
  - Cornel Wilde - L'eterna armonia (A Song to Remember)
- 1947
  - Fredric March - I migliori anni della nostra vita (The Best Years of Our Lives)
  - Laurence Olivier - Enrico V (Henry V)
  - Larry Parks - Al Jolson (The Jolson Story)
  - Gregory Peck - Il cucciolo (The Yearling)
  - James Stewart - La vita è meravigliosa (It's a Wonderful Life)
- 1948
  - Ronald Colman - Doppia vita (A Double Life)
  - John Garfield - Anima e corpo (Body and Soul)
  - Gregory Peck - Barriera invisibile (Gentleman's Agreement)
  - William Powell - Vita col padre (Life with Father)
  - Michael Redgrave - Il lutto si addice ad Elettra (Mourning Becomes Electra)
- 1949
  - Laurence Olivier - Amleto (Hamlet)
  - Lew Ayres - Johnny Belinda
  - Montgomery Clift - Odissea tragica (The Search)
  - Dan Dailey - When My Baby Smiles at Me
  - Clifton Webb - Governante rubacuori (Sitting Pretty)

### 1950
- 1950
  - Broderick Crawford - Tutti gli uomini del re (All the King's Men)
  - Kirk Douglas - Il grande campione (Champion)
  - Gregory Peck - Cielo di fuoco (Twelve O'Clock High)
  - Richard Todd - Cuore solitario (The Hasty Heart)
  - John Wayne - Iwo Jima, deserto di fuoco (Sands of Iwo Jima)
- 1951
  - José Ferrer - Cirano di Bergerac (Cyrano de Bergerac)
  - Louis Calhern - The Magnificent Yankee
  - William Holden - Viale del tramonto (Sunset Boulevard)
  - James Stewart - Harvey
  - Spencer Tracy - Il padre della sposa (Father of the Bride)
- 1952
  - Humphrey Bogart - La regina d'Africa (The African Queen)
  - Marlon Brando - Un tram che si chiama Desiderio (A Streetcar Named Desire)
  - Montgomery Clift - Un posto al sole (A Place in the Sun)
  - Arthur Kennedy - Vittoria sulle tenebre (Bright Victory)
  - Fredric March - Morte di un commesso viaggiatore (Death of a Salesman)
- 1953
  - Gary Cooper - Mezzogiorno di fuoco (High Noon)
  - Marlon Brando - Viva Zapata!
  - Kirk Douglas - Il bruto e la bella (The Bad and the Beautiful)
  - José Ferrer - Moulin Rouge
  - Alec Guinness - L'incredibile avventura di Mr. Holland (The Lavender Hill Mob)
- 1954
  - William Holden - Stalag 17
  - Marlon Brando - Giulio Cesare (Julius Caesar)
  - Richard Burton - La tunica (The Robe)
  - Montgomery Clift - Da qui all'eternità (From Here to Eternity)
  - Burt Lancaster - Da qui all'eternità (From Here to Eternity)
- 1955
  - Marlon Brando - Fronte del porto (On the Waterfront)
  - Humphrey Bogart - L'ammutinamento del Caine (The Caine Mutiny)
  - Bing Crosby - La ragazza di campagna (The Country Girl)
  - James Mason - È nata una stella (A Star Is Born)
  - Dan O'Herlihy - Le avventure di Robinson Crusoe (Las aventuras de Robinson Crusoe)
- 1956
  - Ernest Borgnine - Marty, vita di un timido (Marty)
  - James Cagney - Amami o lasciami (Love Me or Leave Me)
  - James Dean - La valle dell'Eden (East of Eden)
  - Frank Sinatra - L'uomo dal braccio d'oro (The Man with the Golden Arm)
  - Spencer Tracy - Giorno maledetto (Bad Day at Black Rock)
- 1957
  - Yul Brynner - Il re ed io (The King and I)
  - James Dean - Il gigante (Giant)
  - Kirk Douglas - Brama di vivere (Lust for Life)
  - Rock Hudson - Il gigante (Giant)
  - Laurence Olivier - Riccardo III (Richard III)
- 1958
  - Alec Guinness - Il ponte sul fiume Kwai (The Bridge on the River Kwai)
  - Marlon Brando - Sayonara
  - Anthony Franciosa - Un cappello pieno di pioggia (A Hatful of Rain)
  - Charles Laughton - Testimone d'accusa (Witness for the Prosecution)
  - Anthony Quinn - Selvaggio è il vento (Wild Is the Wind)
- 1959
  - David Niven - Tavole separate (Separate Tables)
  - Tony Curtis - La parete di fango (The Defiant Ones)
  - Paul Newman - La gatta sul tetto che scotta (Cat on a Hot Tin Roof)
  - Sidney Poitier - La parete di fango (The Defiant Ones)
  - Spencer Tracy - Il vecchio e il mare (The Old Man and the Sea)

### 1960
- 1960
  - Charlton Heston - Ben-Hur
  - Laurence Harvey - La strada dei quartieri alti (Room at the Top)
  - Jack Lemmon - A qualcuno piace caldo (Some Like It Hot)
  - Paul Muni - Addio dottor Abelman! (The Last Angry Man)
  - James Stewart - Anatomia di un omicidio (Anatomy of a Murder)
- 1961
  - Burt Lancaster - Il figlio di Giuda (Elmer Gantry)
  - Trevor Howard - Figli e amanti (Sons and Lovers)
  - Jack Lemmon - L'appartamento (The Apartment)
  - Laurence Olivier - Gli sfasati (The Entertainer)
  - Spencer Tracy - ...e l'uomo creò Satana (Inherit the Wind)
- 1962
  - Maximilian Schell - Vincitori e vinti (Judgment at Nuremberg)
  - Charles Boyer - Fanny
  - Paul Newman - Lo spaccone (The Hustler)
  - Spencer Tracy - Vincitori e vinti (Judgment at Nuremberg)
  - Stuart Whitman - Il marchio (The Mark)
- 1963
  - Gregory Peck - Il buio oltre la siepe (To Kill a Mockingbird)
  - Burt Lancaster - L'uomo di Alcatraz (Birdman of Alcatraz)
  - Jack Lemmon - I giorni del vino e delle rose (Days of Wine and Roses)
  - Marcello Mastroianni - Divorzio all'italiana
  - Peter O'Toole - Lawrence d'Arabia (Lawrence of Arabia)
- 1964
  - Sidney Poitier - I gigli del campo (Lilies of the Field)
  - Albert Finney - Tom Jones
  - Richard Harris - Io sono un campione (This Sporting Life)
  - Rex Harrison - Cleopatra
  - Paul Newman - Hud il selvaggio (Hud)
- 1965
  - Rex Harrison - My Fair Lady
  - Richard Burton - Becket e il suo re (Becket)
  - Peter O'Toole - Becket e il suo re (Becket)
  - Anthony Quinn - Zorba il greco (Zorba the Greek)
  - Peter Sellers - Il dottor Stranamore - Ovvero: come ho imparato a non preoccuparmi e ad amare la bomba (Dr. Strangelove, or How I Learned to Stop Worrying and Love the Bomb)
- 1966
  - Lee Marvin - Cat Ballou
  - Richard Burton - La spia che venne dal freddo (The Spy Who Came in from the Cold)
  - Laurence Olivier - Otello (Othello)
  - Rod Steiger - L'uomo del banco dei pegni (The Pawnbroker)
  - Oskar Werner - La nave dei folli (Ship of Fools)
- 1967
  - Paul Scofield - Un uomo per tutte le stagioni (A Man for All Seasons)
  - Alan Arkin - Arrivano i russi, arrivano i russi (The Russians Are Coming, the Russians Are Coming)
  - Richard Burton - Chi ha paura di Virginia Woolf? (Who's Afraid of Virginia Woolf?)
  - Michael Caine - Alfie
  - Steve McQueen - Quelli della San Pablo (The Sand Pebbles)
- 1968
  - Rod Steiger - La calda notte dell'ispettore Tibbs (In the Heat of the Night)
  - Warren Beatty - Gangster Story (Bonnie and Clyde)
  - Dustin Hoffman - Il laureato (The Graduate)
  - Paul Newman - Nick mano fredda (Cool Hand Luke)
  - Spencer Tracy - Indovina chi viene a cena? (Guess Who's Coming to Dinner)
- 1969
  - Cliff Robertson - I due mondi di Charly (Charly)
  - Alan Arkin - L'urlo del silenzio (The Heart Is a Lonely Hunter)
  - Alan Bates - L'uomo di Kiev (The Fixer)
  - Ron Moody - Oliver!
  - Peter O'Toole - Il leone d'inverno (The Lion in Winter)

### 1970
- 1970
  - John Wayne - Il Grinta (True Grit)
  - Richard Burton - Anna dei mille giorni (Anne of the Thousand Days)
  - Dustin Hoffman - Un uomo da marciapiede (Midnight Cowboy)
  - Peter O'Toole - Goodbye Mr. Chips
  - Jon Voight - Un uomo da marciapiede (Midnight Cowboy)
- 1971
  - George C. Scott (rifiutato) - Patton, generale d'acciaio (Patton)
  - Melvyn Douglas - Anello di sangue (I Never Sang for My Father)
  - James Earl Jones - Per salire più in basso (The Great White Hope)
  - Jack Nicholson - Cinque pezzi facili (Five Easy Pieces)
  - Ryan O'Neal - Love Story
- 1972
  - Gene Hackman - Il braccio violento della legge (The French Connection)
  - Peter Finch - Domenica, maledetta domenica (Sunday Bloody Sunday)
  - Walter Matthau - Vedovo aitante, bisognoso affetto offresi anche babysitter (Kotch)
  - George C. Scott - Anche i dottori ce l'hanno (The Hospital)
  - Chaim Topol - Il violinista sul tetto (Fiddler on the Roof)
- 1973
  - Marlon Brando (rifiutato) - Il padrino (The Godfather)
  - Michael Caine - Gli insospettabili (Sleuth)
  - Laurence Olivier - Gli insospettabili (Sleuth)
  - Peter O'Toole - La classe dirigente (The Ruling Class)
  - Paul Winfield - Sounder
- 1974
  - Jack Lemmon - Salvate la tigre (Save the Tiger)
  - Marlon Brando - Ultimo tango a Parigi
  - Jack Nicholson - L'ultima corvé (The Last Detail)
  - Al Pacino - Serpico
  - Robert Redford - La stangata (The Sting)
- 1975
  - Art Carney - Harry e Tonto (Harry and Tonto)
  - Albert Finney - Assassinio sull'Orient Express (Murder on the Orient Express)
  - Dustin Hoffman - Lenny
  - Jack Nicholson - Chinatown
  - Al Pacino - Il padrino - Parte II (The Godfather: Part II)
- 1976
  - Jack Nicholson - Qualcuno volò sul nido del cuculo (One Flew Over the Cuckoo's Nest)
  - Walter Matthau - I ragazzi irresistibili (The Sunshine Boys)
  - Al Pacino - Quel pomeriggio di un giorno da cani (Dog Day Afternoon)
  - Maximilian Schell - The Man in the Glass Booth
  - James Whitmore - Give 'em Hell, Harry!
- 1977
  - Peter Finch (postumo) - Quinto potere (Network)
  - Robert De Niro - Taxi Driver
  - Giancarlo Giannini - Pasqualino Settebellezze
  - William Holden - Quinto potere (Network)
  - Sylvester Stallone - Rocky
- 1978
  - Richard Dreyfuss - Goodbye amore mio! (The Goodbye Girl)
  - Woody Allen - Io e Annie (Annie Hall)
  - Richard Burton - Equus
  - Marcello Mastroianni - Una giornata particolare
  - John Travolta - La febbre del sabato sera (Saturday Night Fever)
- 1979
  - Jon Voight - Tornando a casa (Coming Home)
  - Warren Beatty - Il paradiso può attendere (Heaven Can Wait)
  - Gary Busey - The Buddy Holly Story
  - Robert De Niro - Il cacciatore (The Deer Hunter)
  - Laurence Olivier - I ragazzi venuti dal Brasile (The Boys from Brazil)

### 1980
- 1980

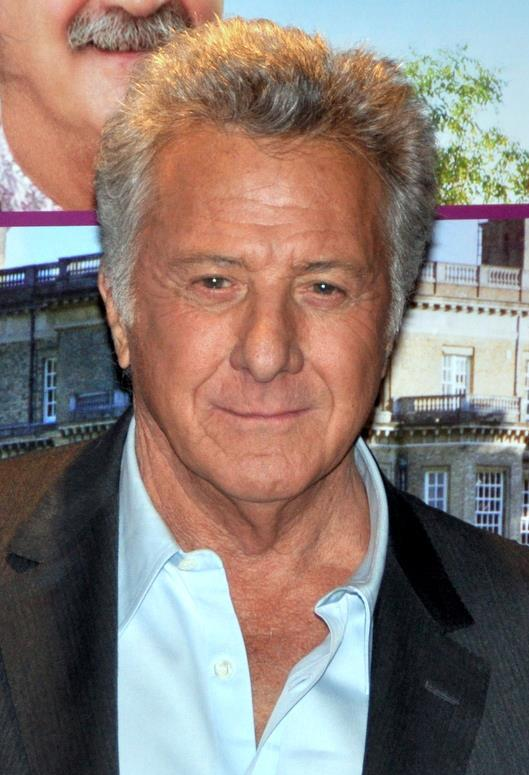
Dustin Hoffman, vincitore nel 1980 e nel 1989.

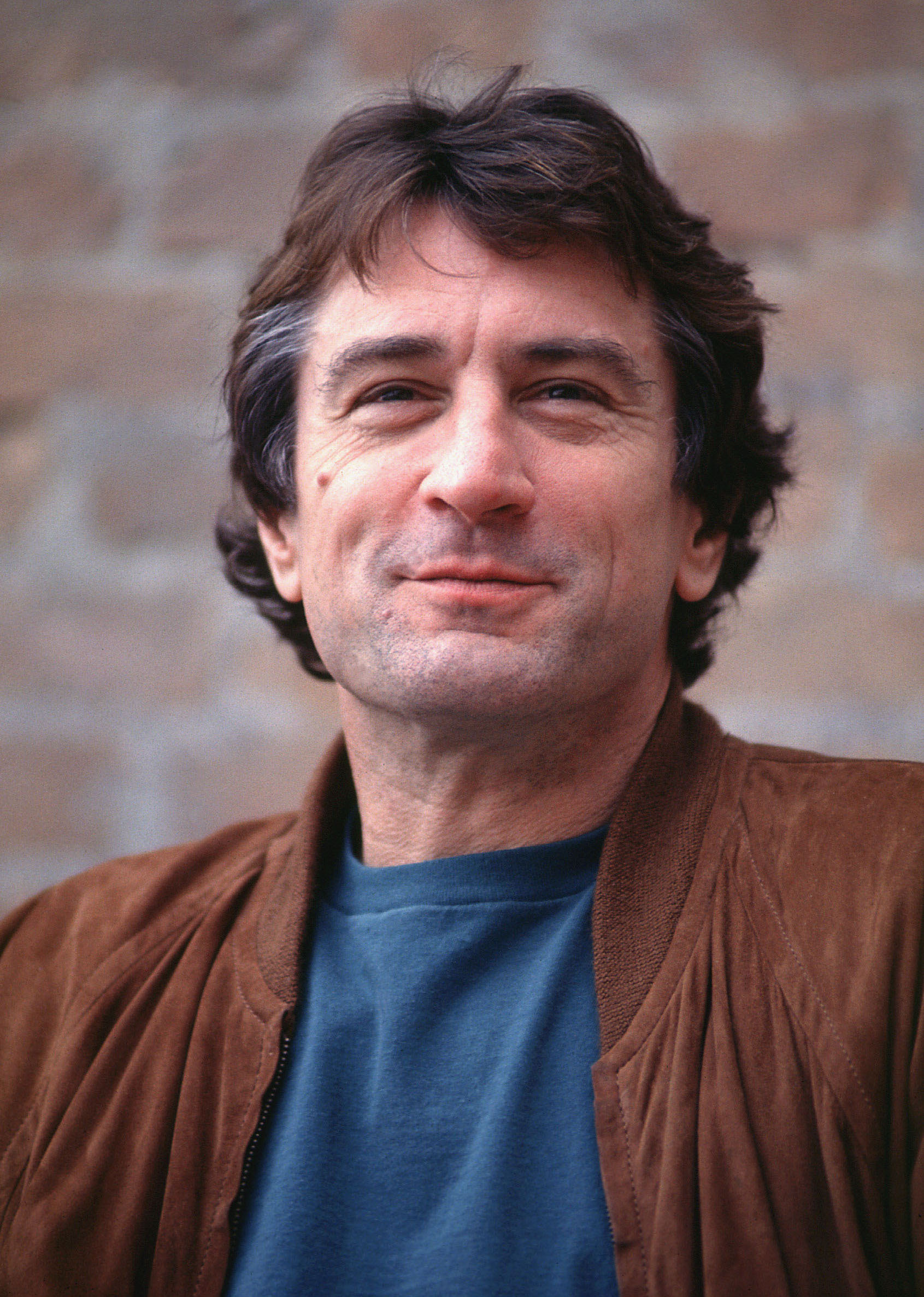
Robert De Niro, vincitore nel 1981.

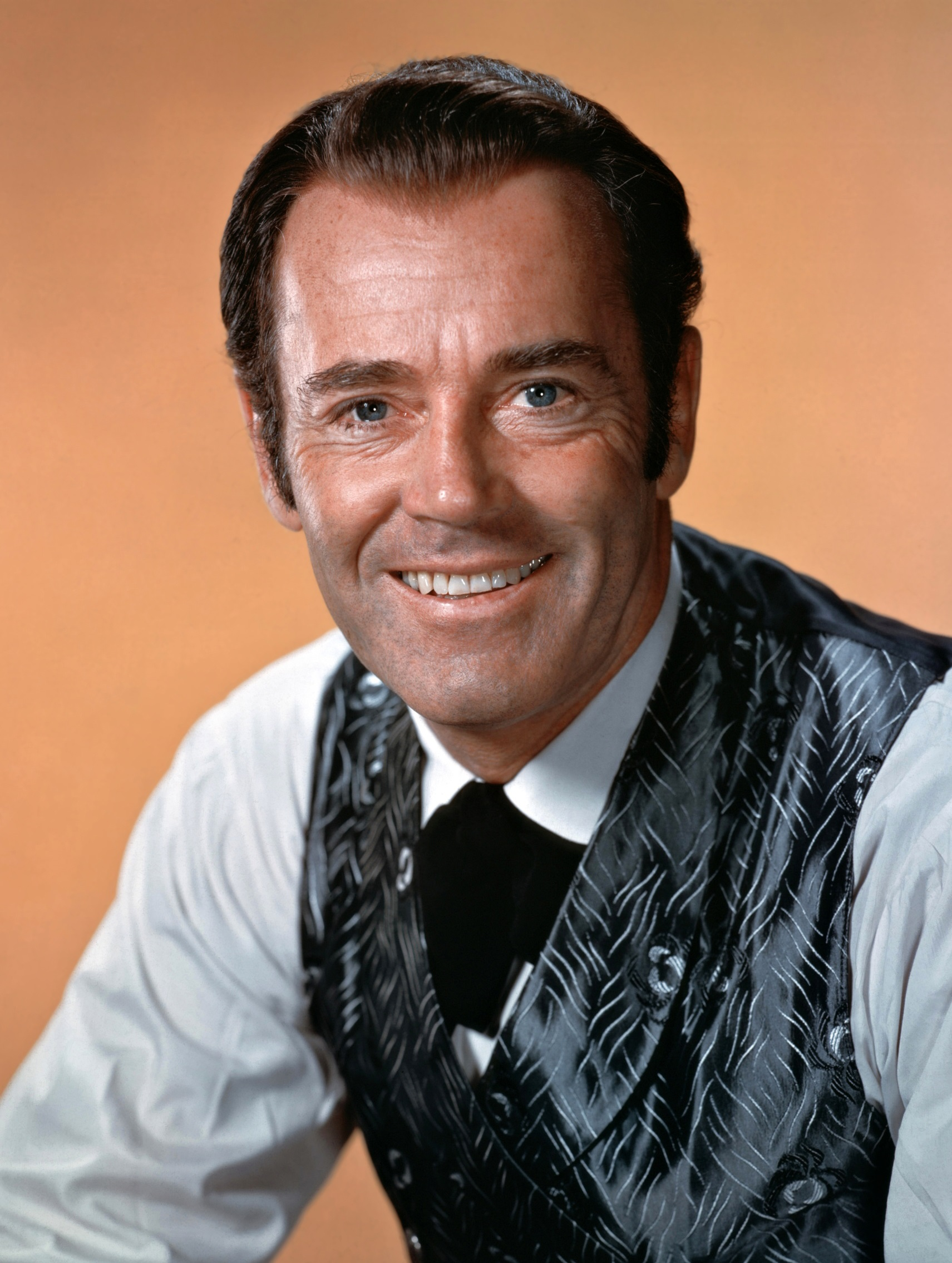
Henry Fonda, vincitore nel 1982.

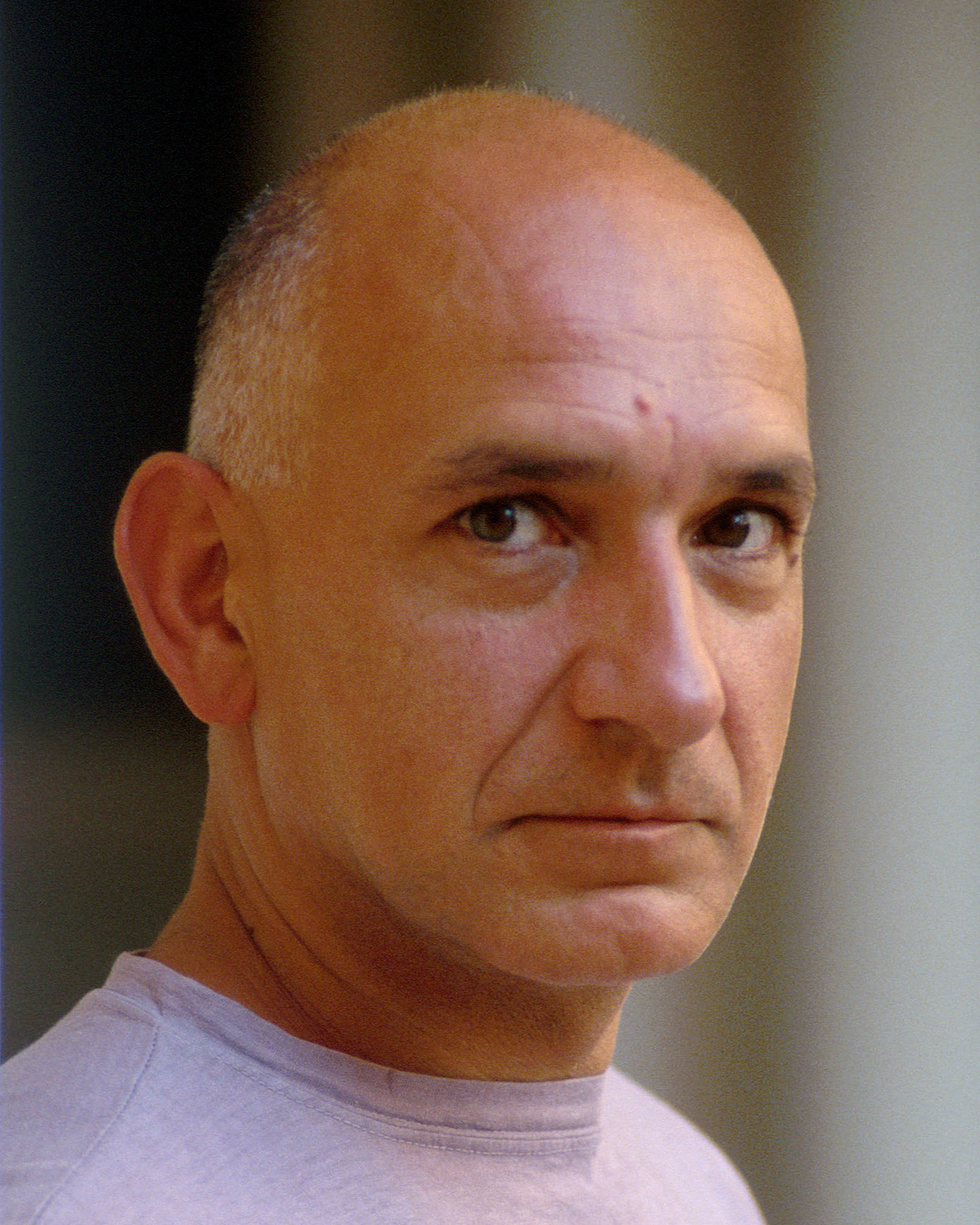
Ben Kingsley, vincitore nel 1983.

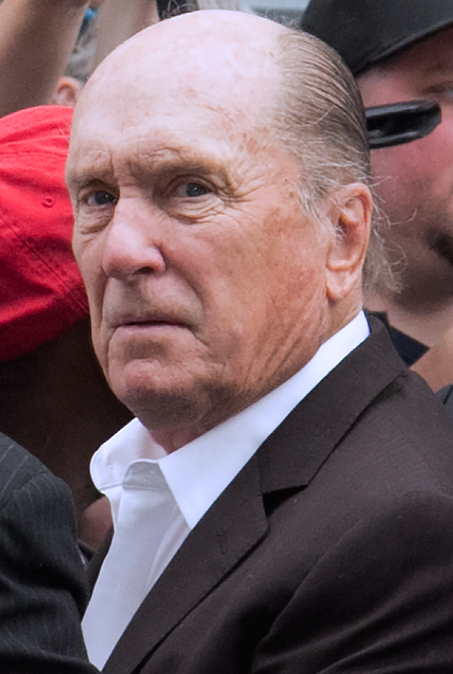
Robert Duvall, vincitore nel 1984.

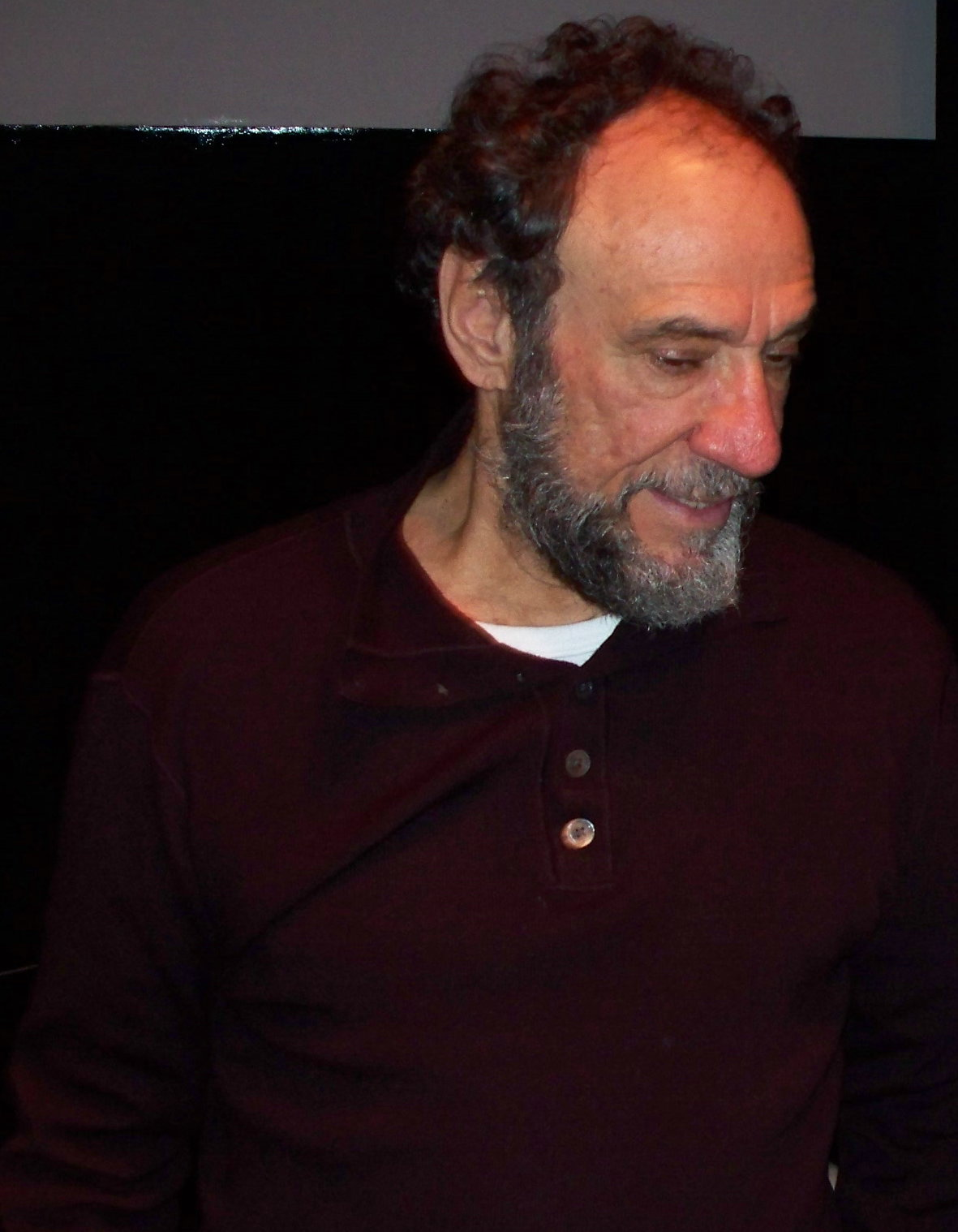
F. Murray Abraham, vincitore nel 1985.

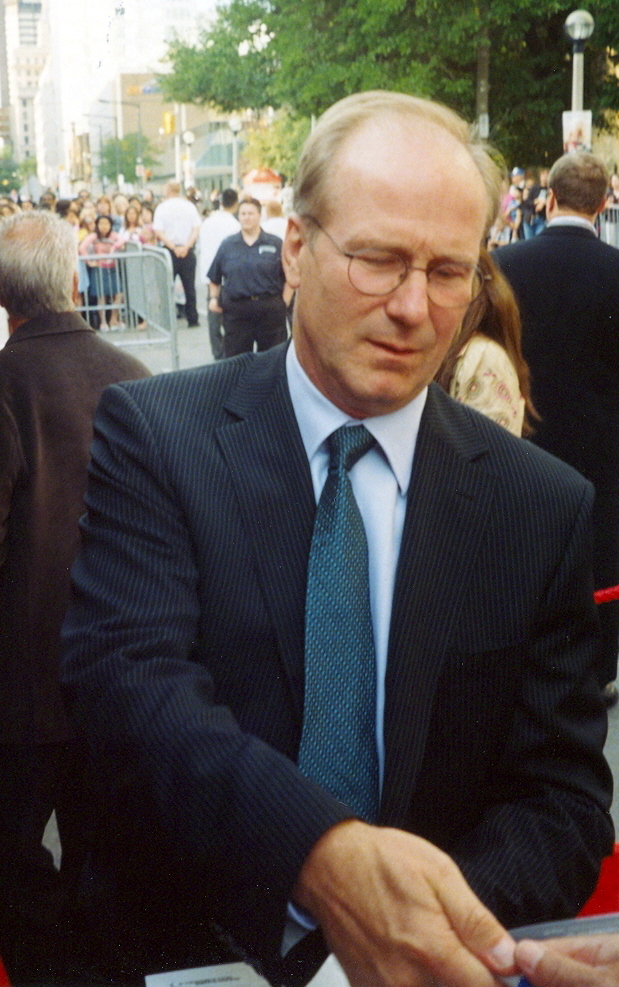
William Hurt, vincitore nel 1986.

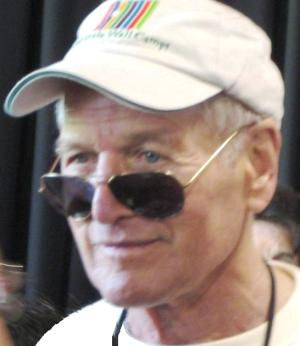
Paul Newman, vincitore nel 1987.

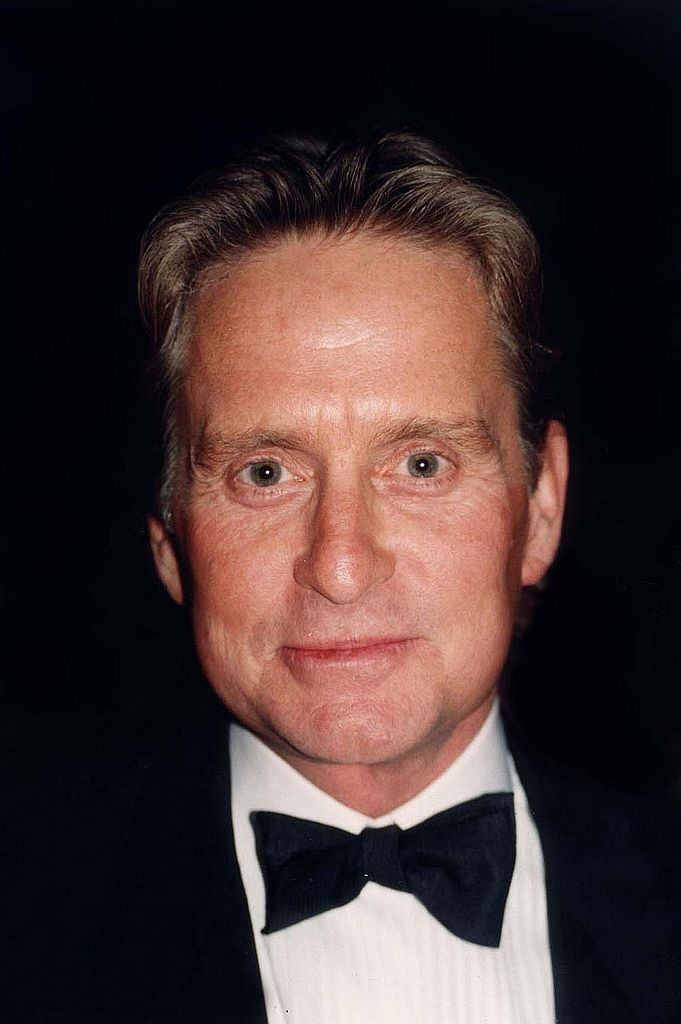
Michael Douglas, vincitore nel 1988.

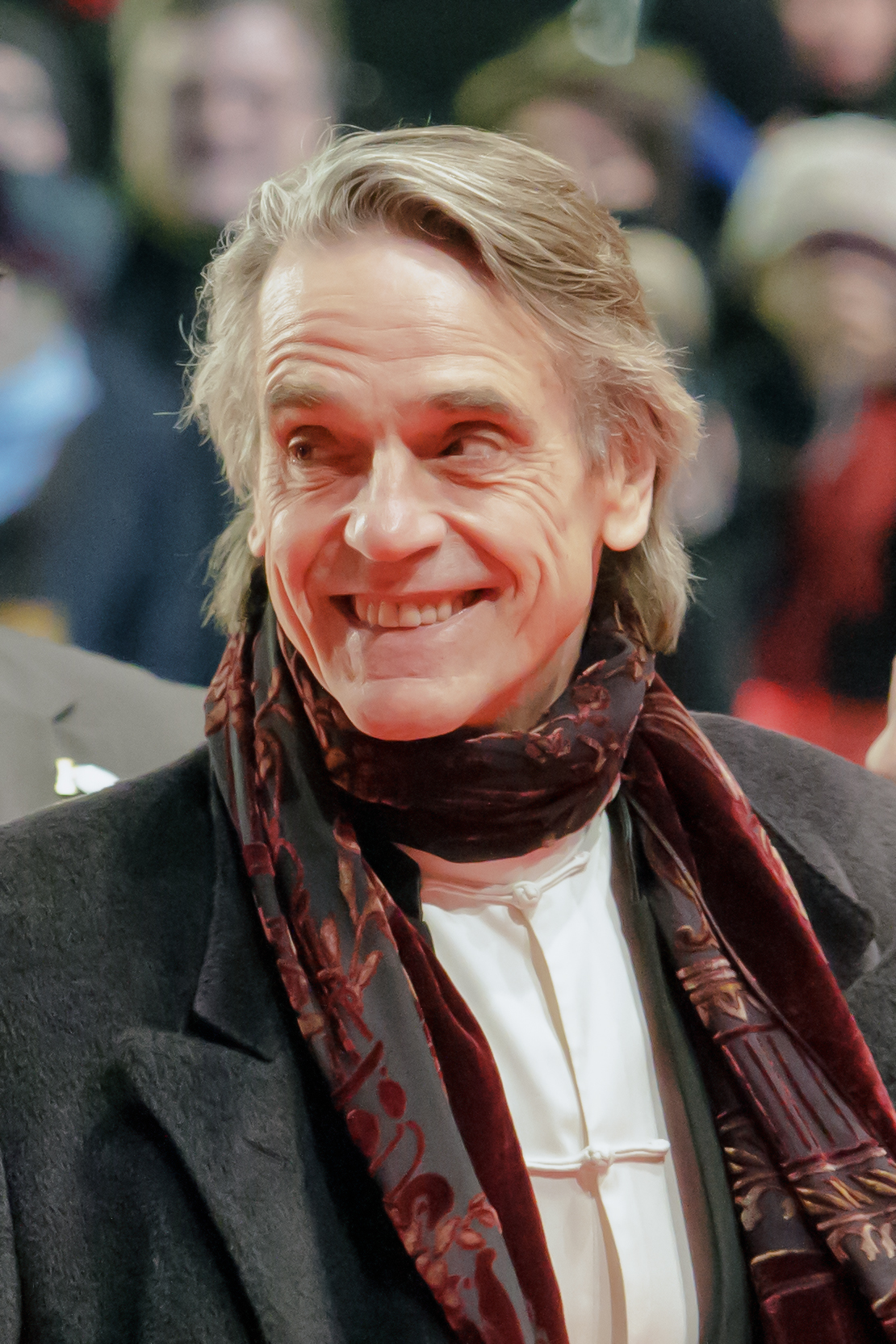
Jeremy Irons, vincitore nel 1991.

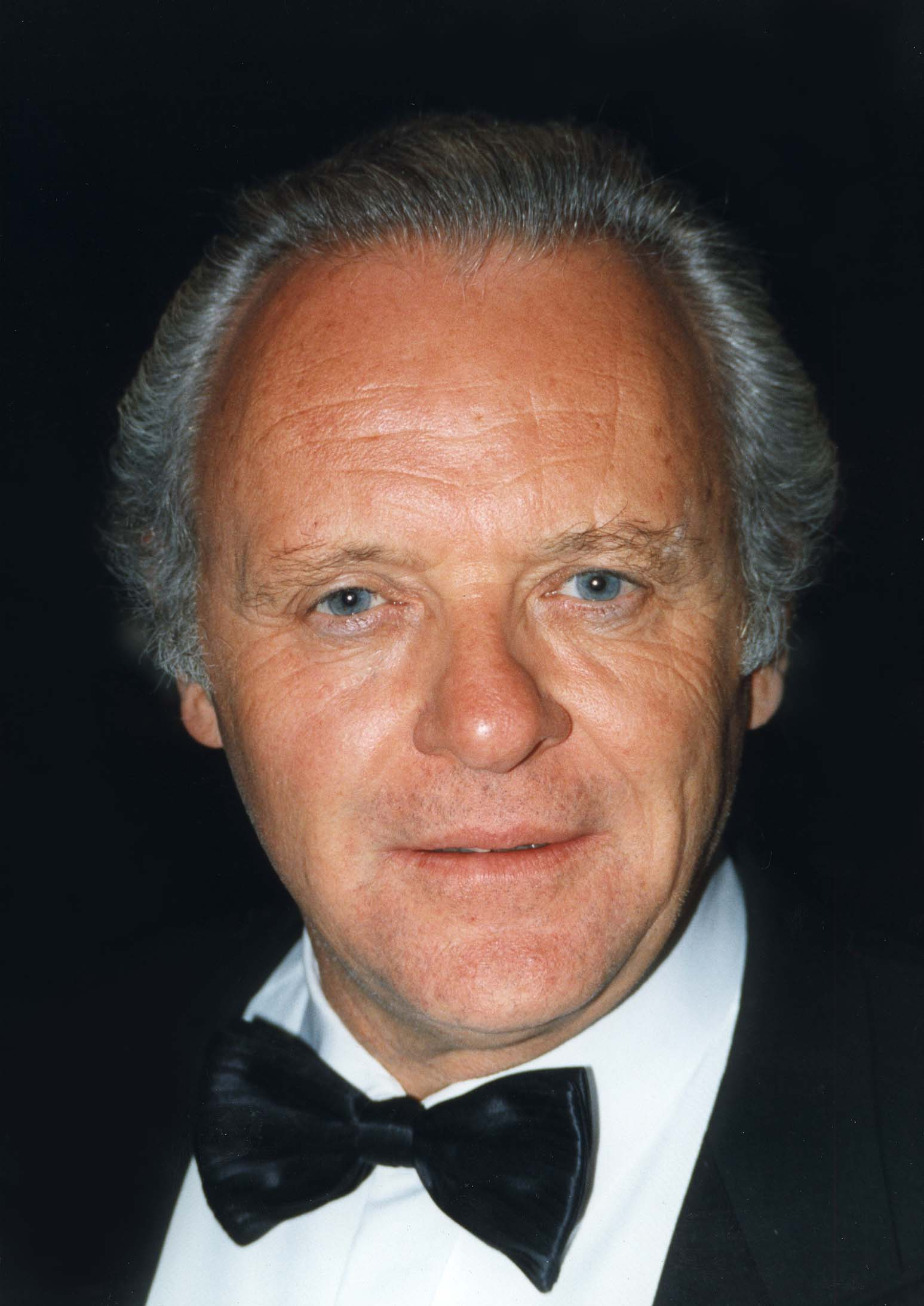
Anthony Hopkins, vincitore nel 1992 e nel 2021.

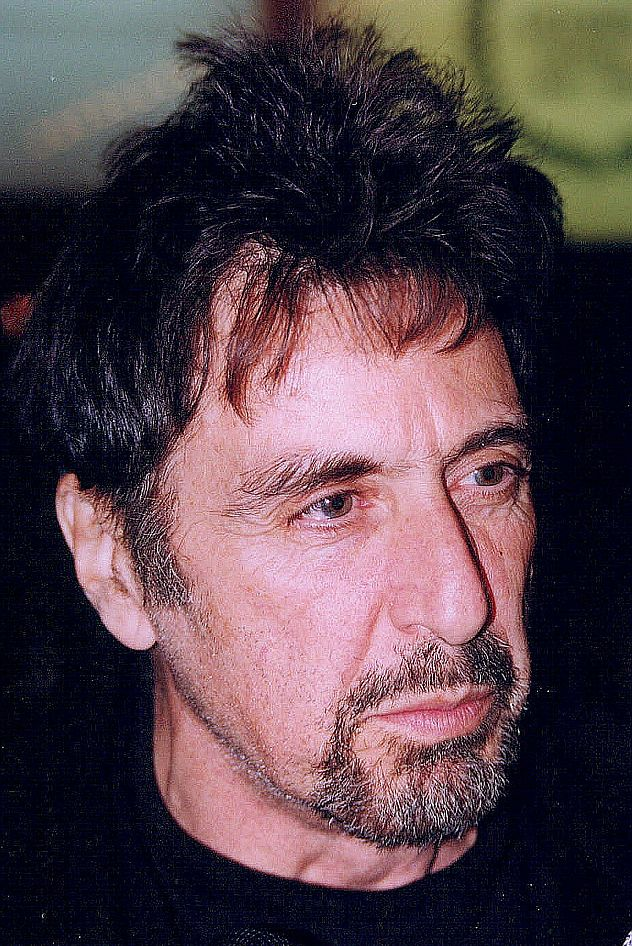
Al Pacino, vincitore nel 1993.

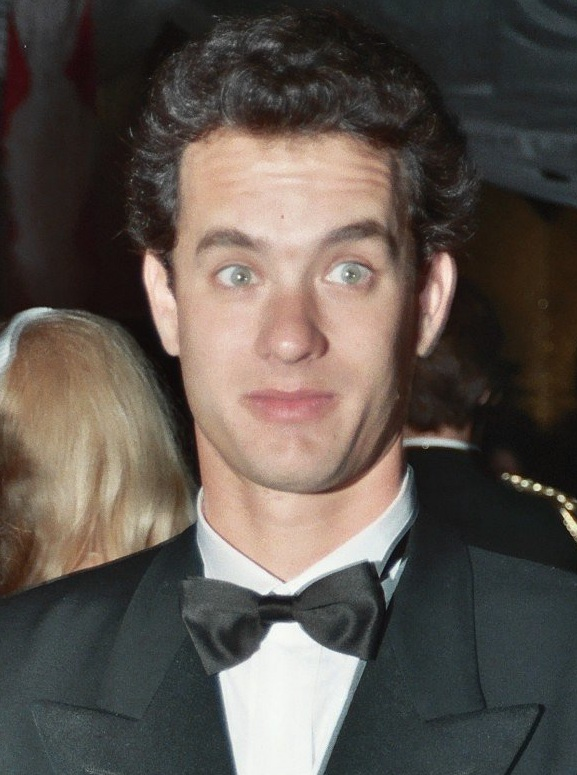
Tom Hanks, vincitore per due anni consecutivi: 1994 e 1995.

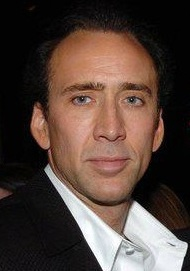
Nicolas Cage, vincitore nel 1996.

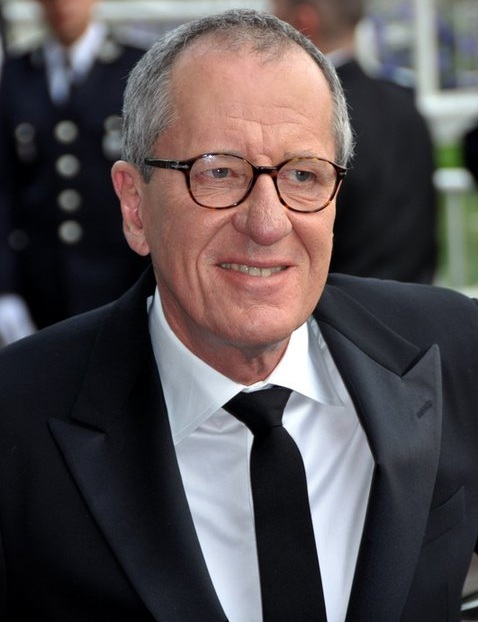
Geoffrey Rush, vincitore nel 1997.

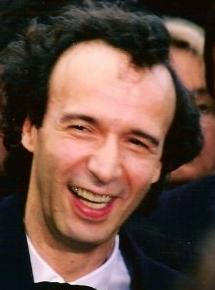
Roberto Benigni è l'unico attore italiano ad aver vinto l'Oscar, nel 1999.

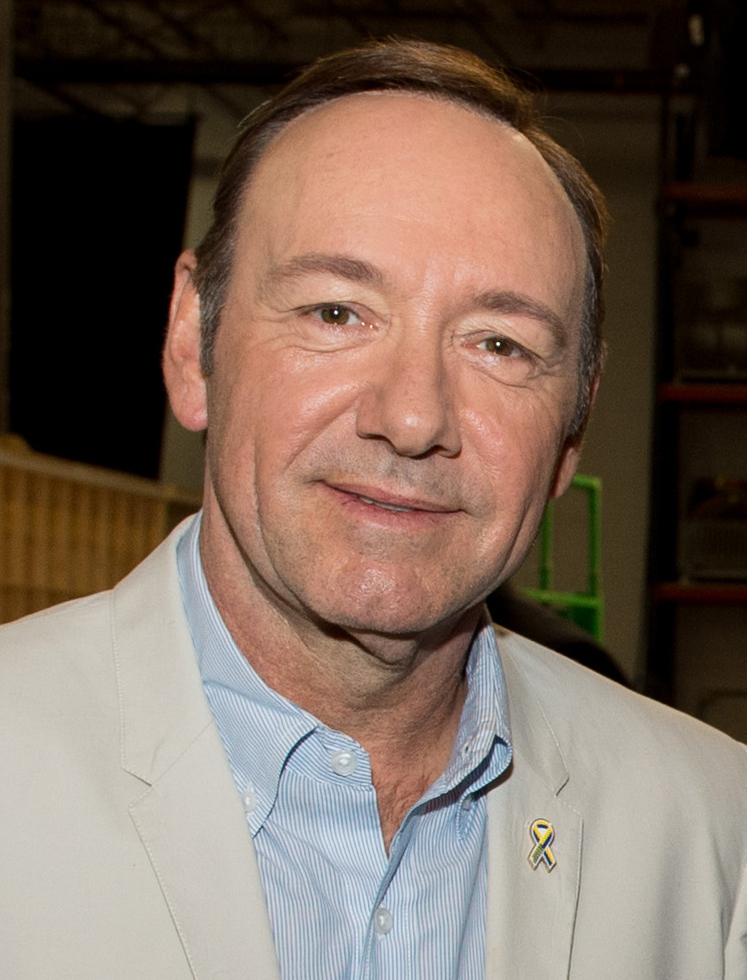
Kevin Spacey, vincitore nel 2000.

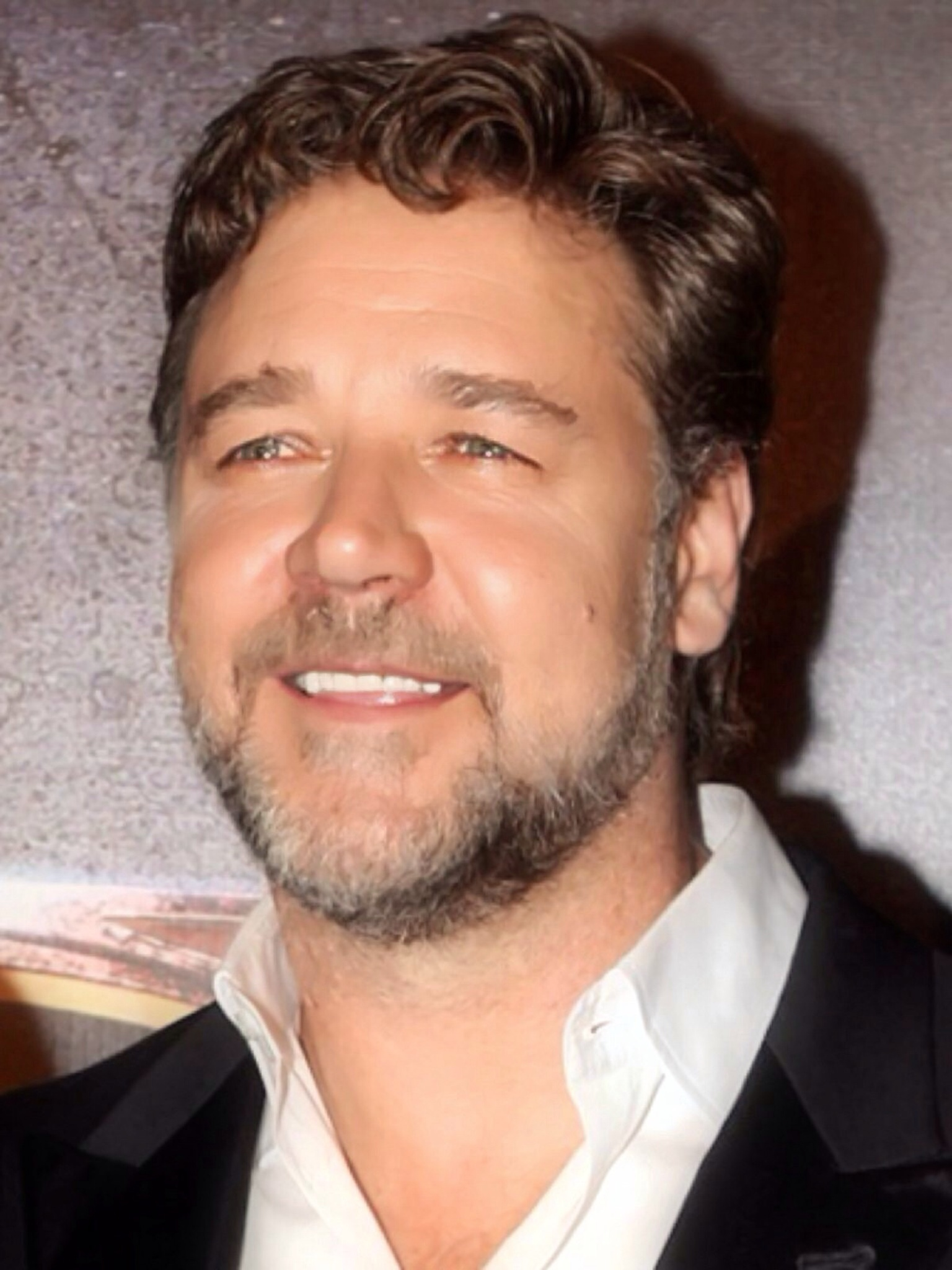
Russell Crowe, vincitore nel 2001.

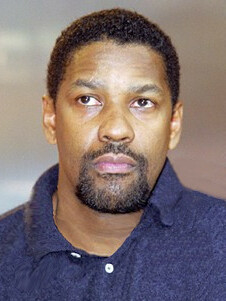
Denzel Washington, vincitore nel 2002.

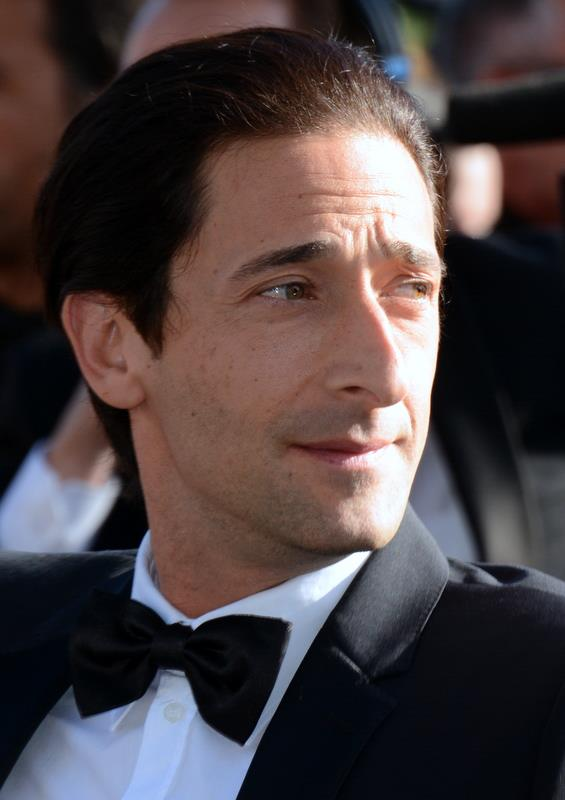
Adrien Brody, vincitore nel 2003 e nel 2025.

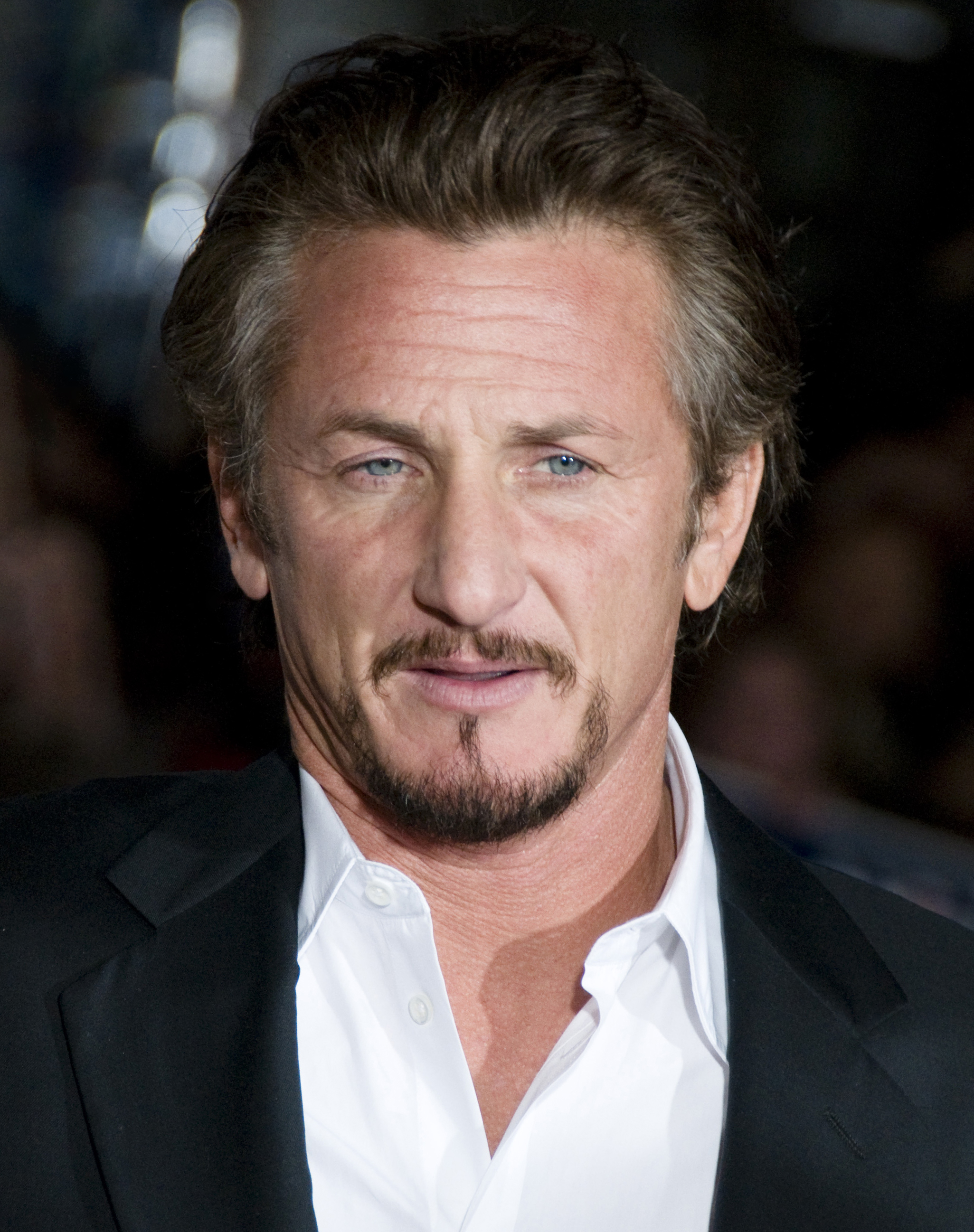
Sean Penn, vincitore nel 2004 e nel 2009.

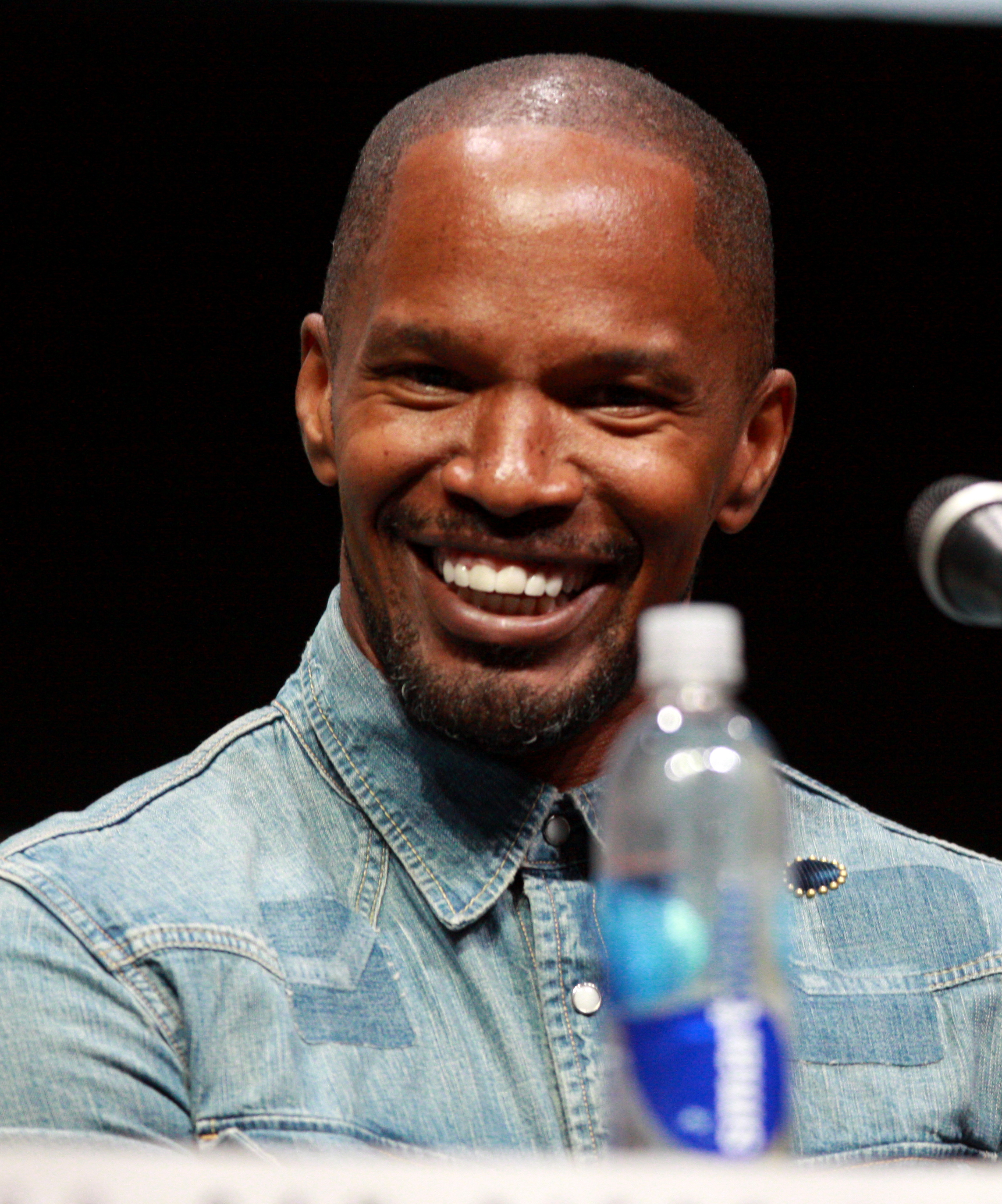
Jamie Foxx, vincitore nel 2005.

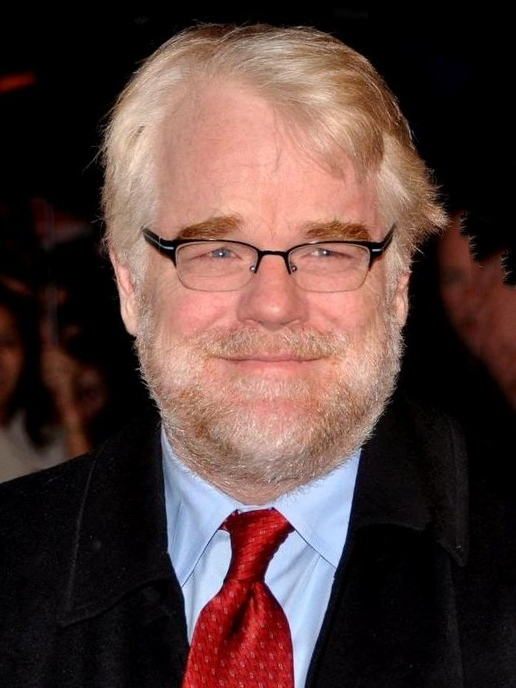
Philip Seymour Hoffman, vincitore nel 2006.

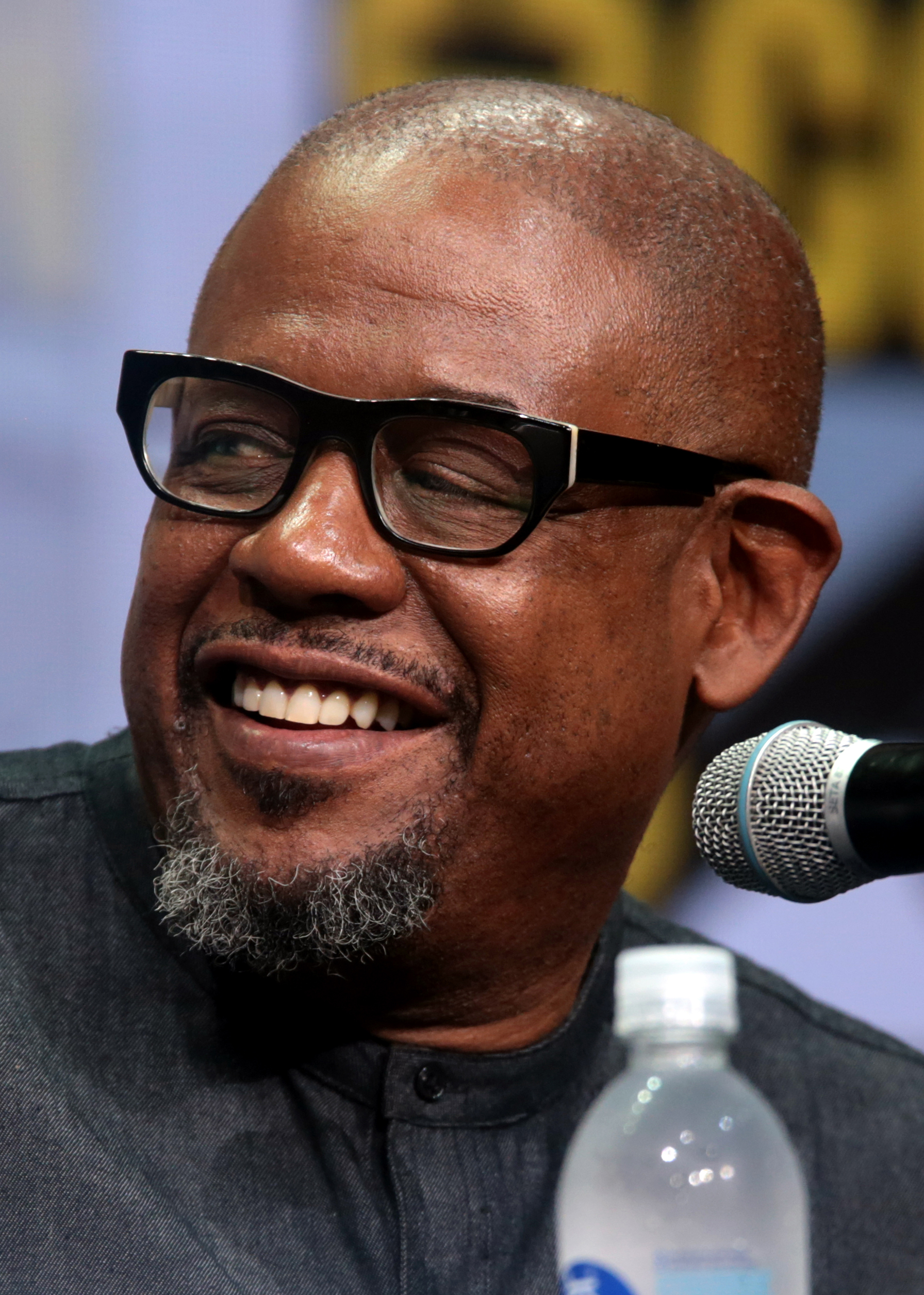
Forest Whitaker, vincitore nel 2007.

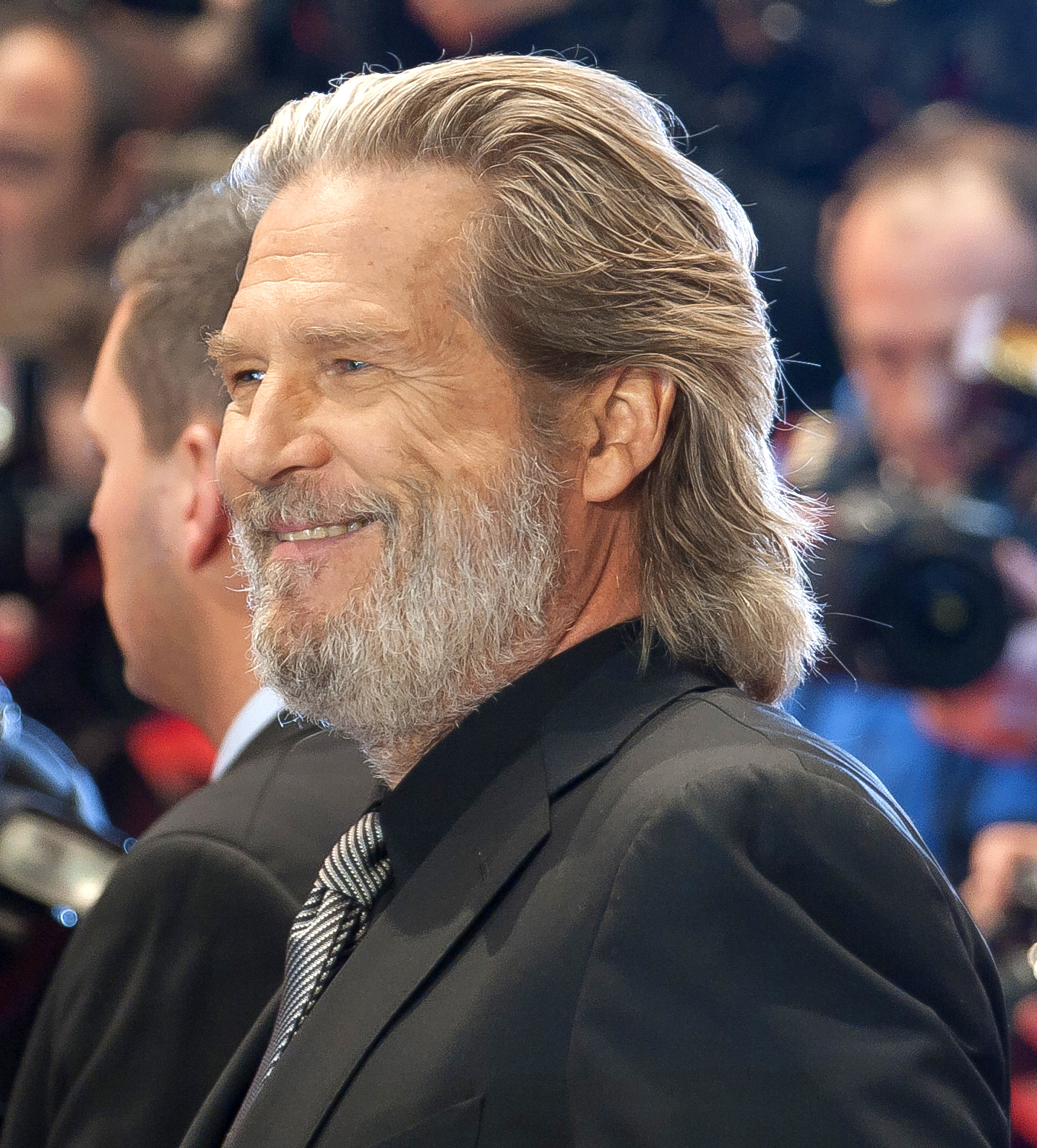
Jeff Bridges, vincitore nel 2010.

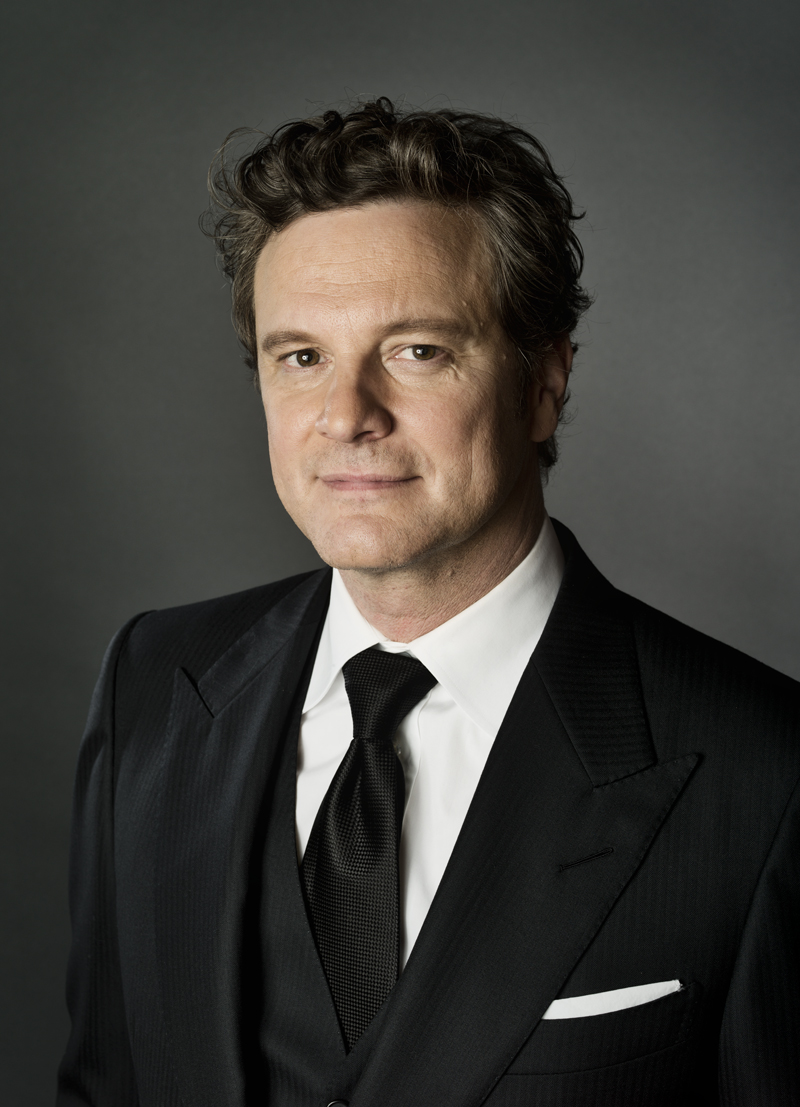
Colin Firth, vincitore nel 2011.

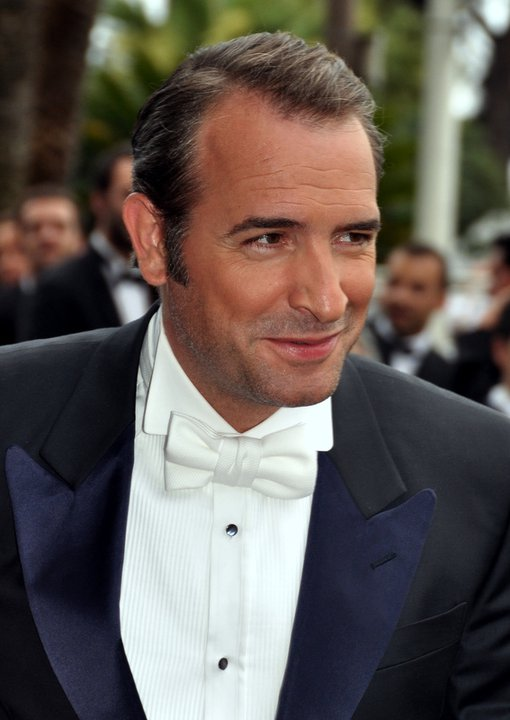
Jean Dujardin, vincitore nel 2012.

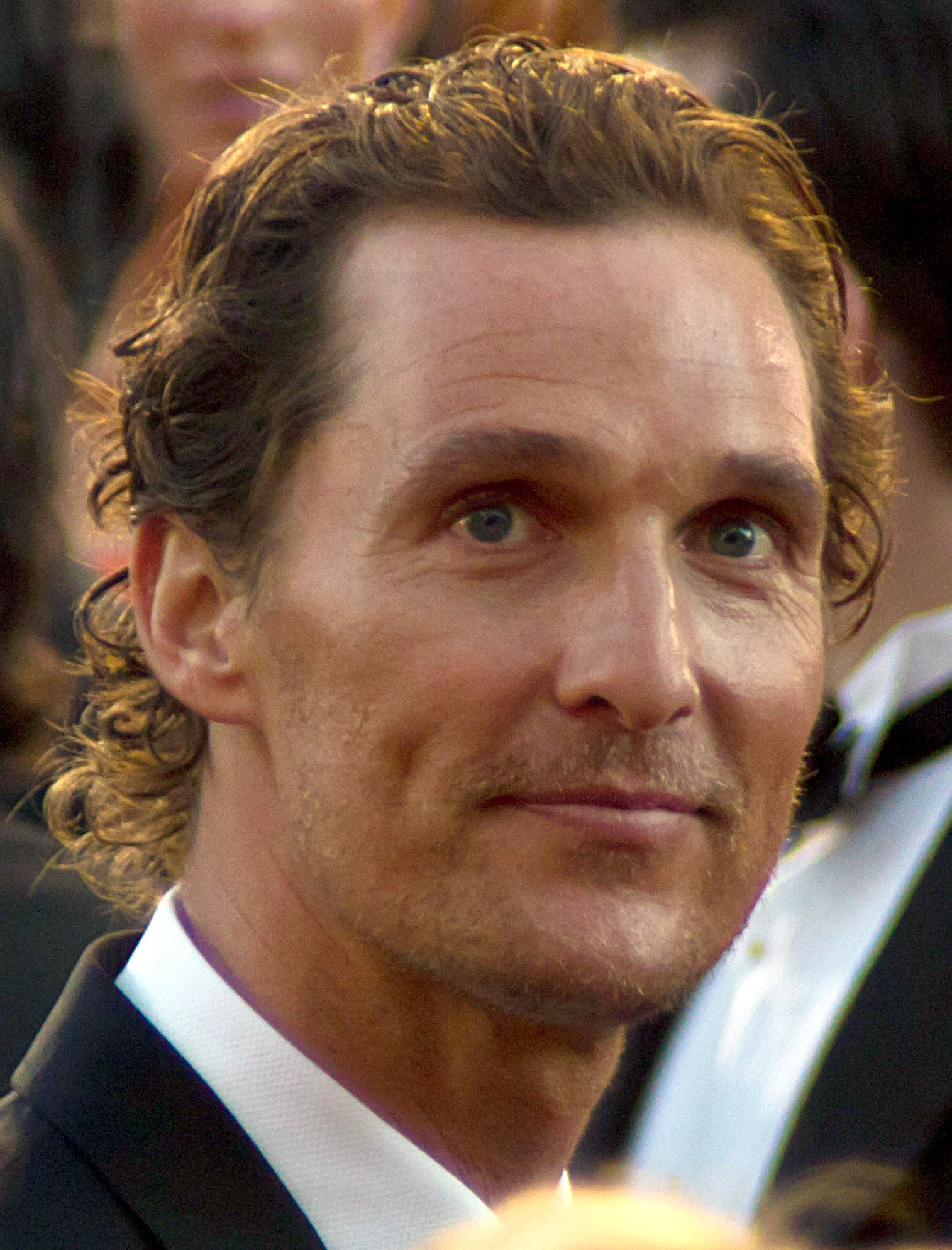
Matthew McConaughey, vincitore nel 2014.

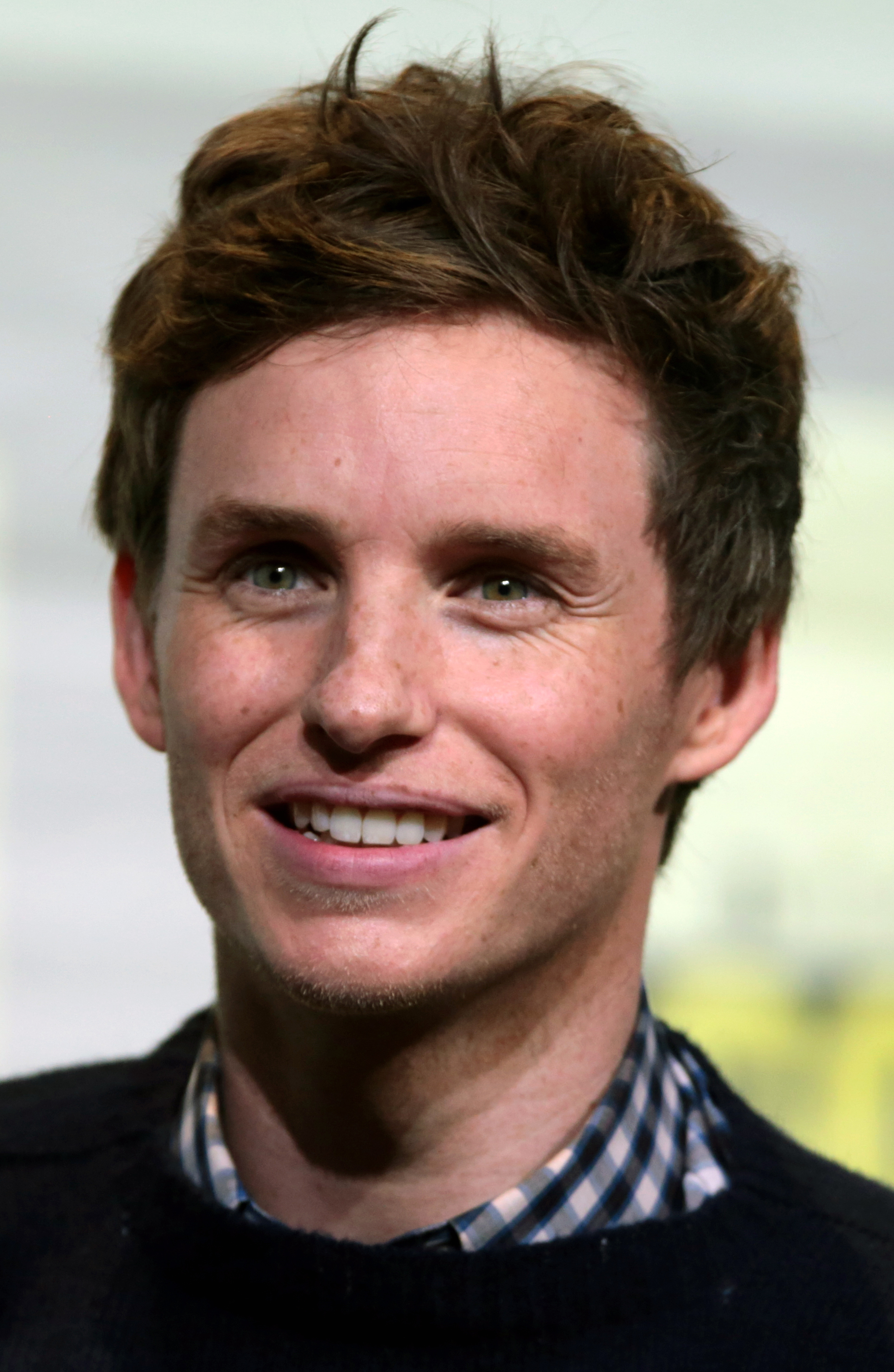
Eddie Redmayne, vincitore nel 2015.

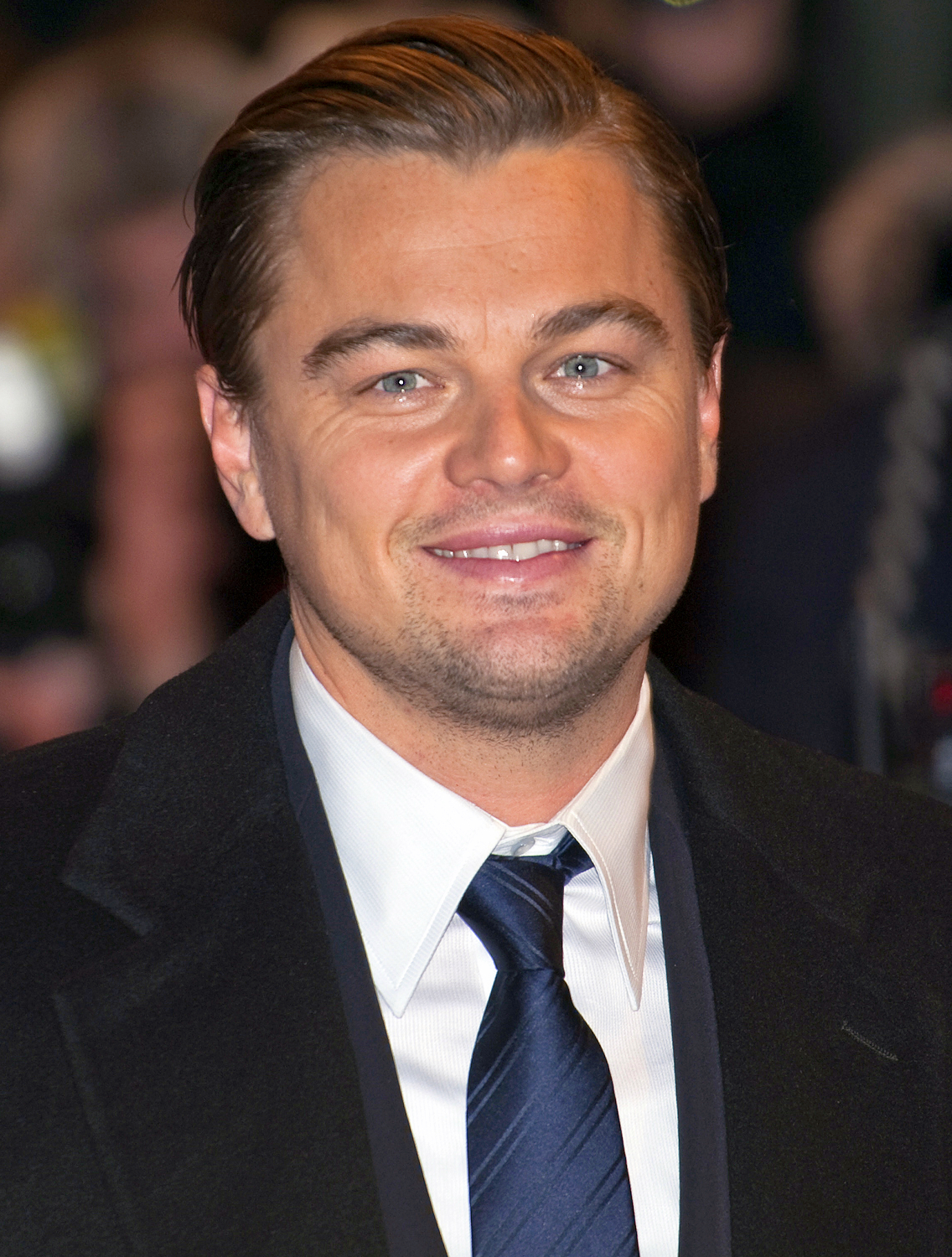
Leonardo DiCaprio, vincitore nel 2016.

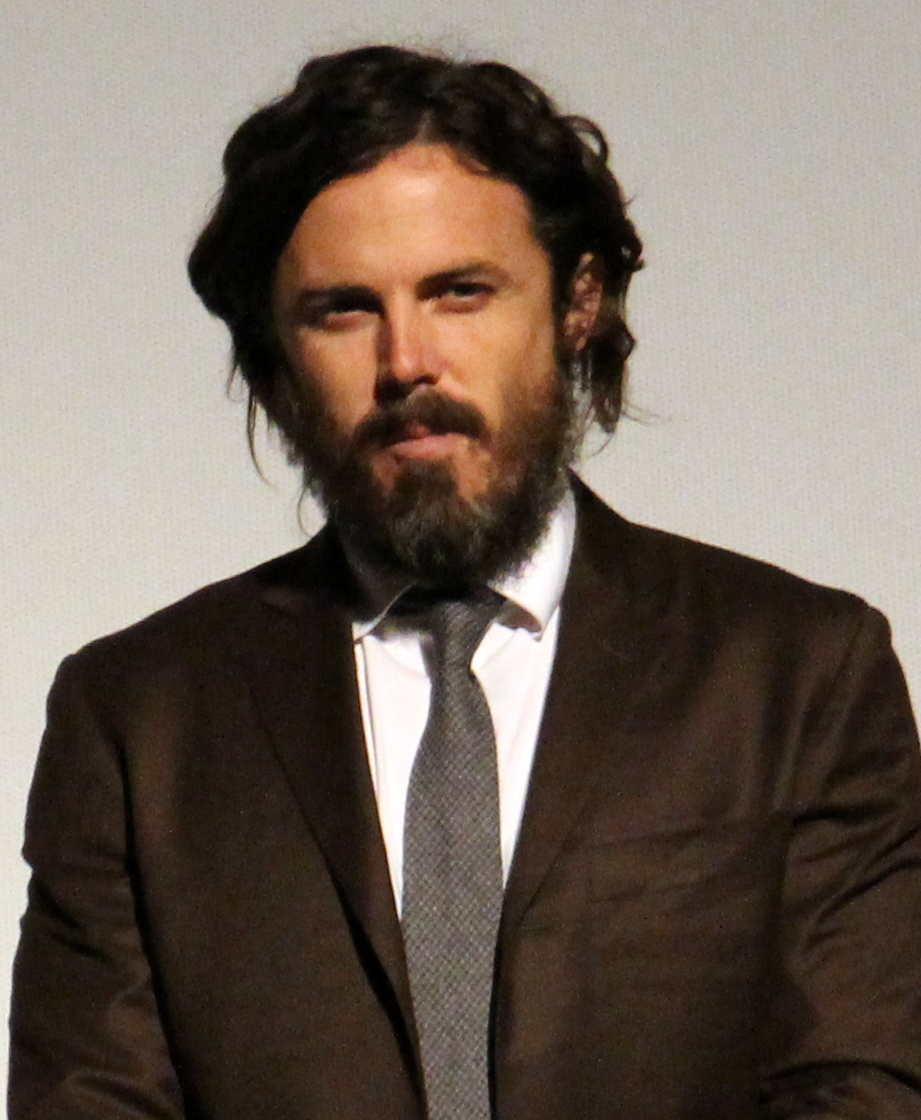
Casey Affleck, vincitore nel 2017.

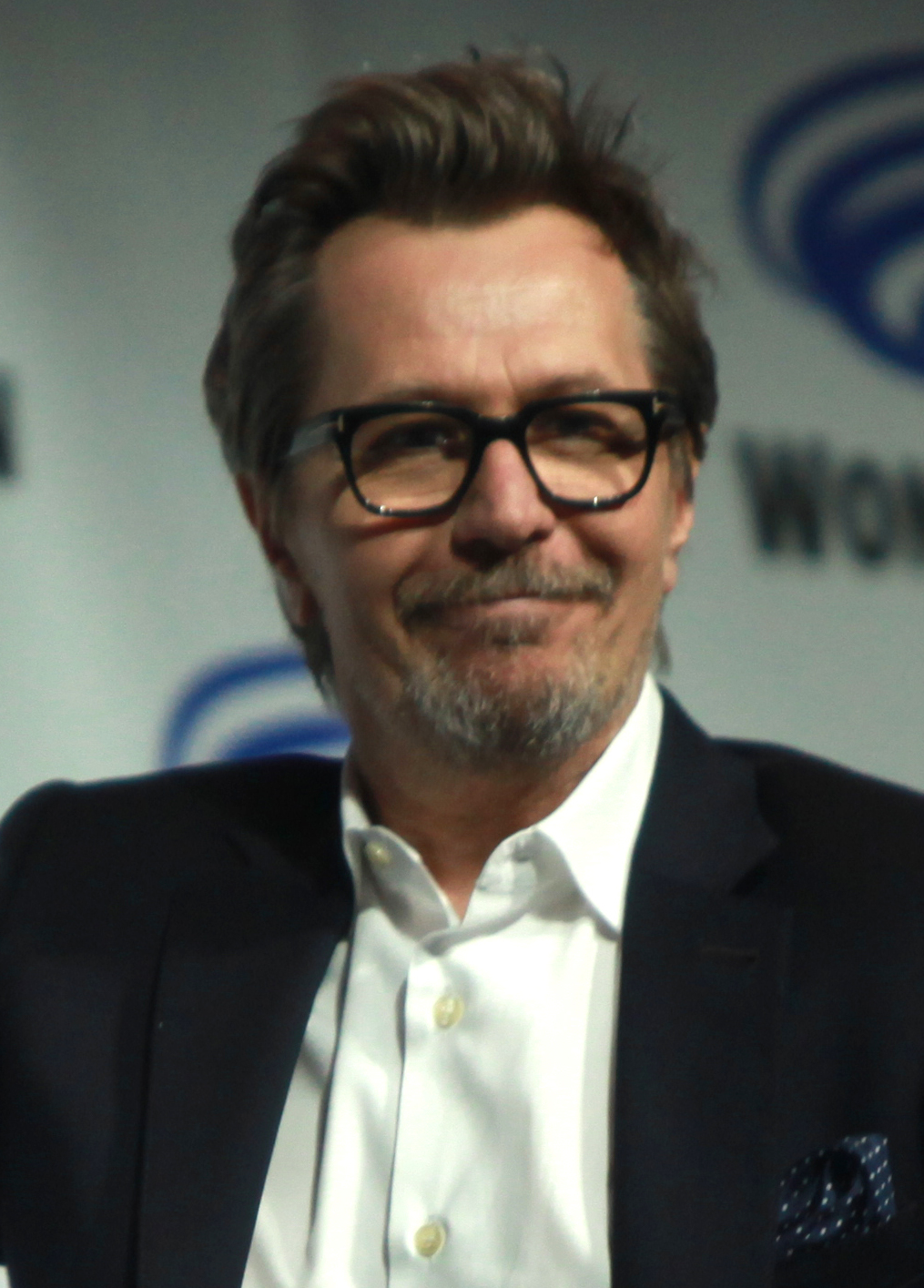
Gary Oldman, vincitore nel 2018.

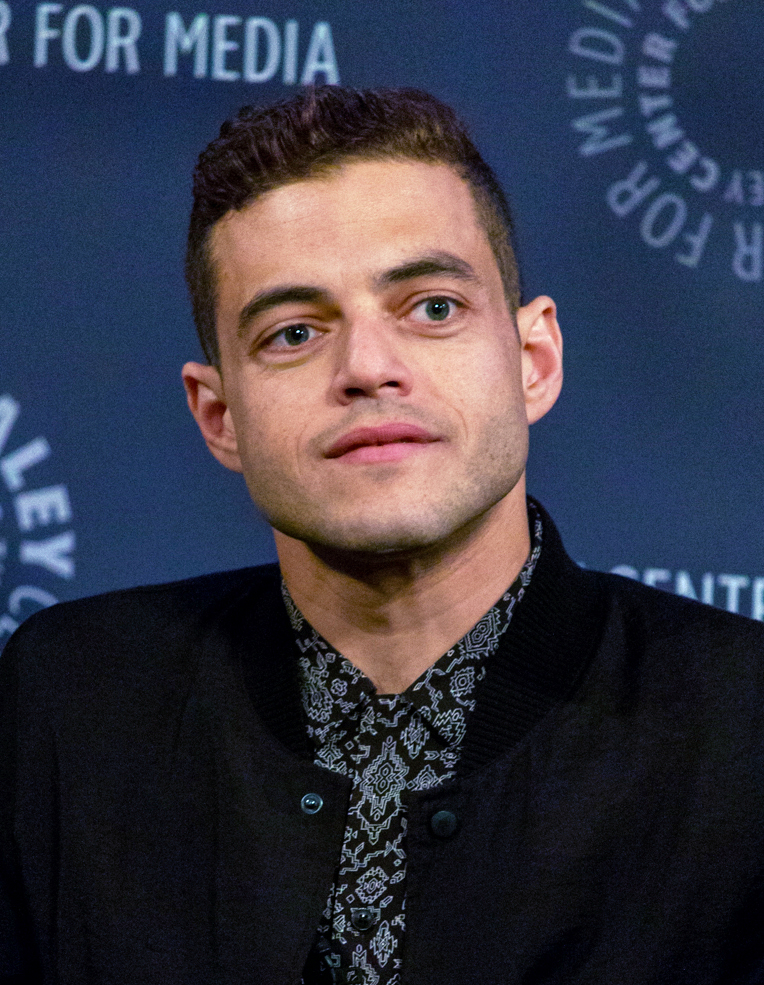
Rami Malek, vincitore nel 2019.

  - Dustin Hoffman - Kramer contro Kramer (Kramer vs. Kramer)
  - Jack Lemmon - Sindrome cinese (The China Syndrome)
  - Al Pacino - ...e giustizia per tutti (...And Justice for All)
  - Roy Scheider - All That Jazz - Lo spettacolo comincia (All That Jazz)
  - Peter Sellers - Oltre il giardino (Being There)
- 1981
  - Robert De Niro - Toro scatenato (Raging Bull)
  - Robert Duvall - Il grande Santini (The Great Santini)
  - John Hurt - The Elephant Man
  - Jack Lemmon - Tribute - Serata d'onore (Tribute)
  - Peter O'Toole - Professione pericolo (The Stunt Man)
- 1982
  - Henry Fonda - Sul lago dorato (On Golden Pond)
  - Warren Beatty - Reds
  - Burt Lancaster - Atlantic City, U.S.A. (Atlantic City)
  - Dudley Moore - Arturo (Arthur)
  - Paul Newman - Diritto di cronaca (Absence of Malice)
- 1983
  - Ben Kingsley - Gandhi
  - Dustin Hoffman - Tootsie
  - Jack Lemmon - Missing - Scomparso (Missing)
  - Paul Newman - Il verdetto (The Verdict)
  - Peter O'Toole - L'ospite d'onore (My Favorite Year)
- 1984
  - Robert Duvall - Tender Mercies - Un tenero ringraziamento (Tender Mercies)
  - Michael Caine - Rita, Rita, Rita (Educating Rita)
  - Tom Conti - Reuben, Reuben
  - Tom Courtenay - Il servo di scena (The Dresser)
  - Albert Finney - Il servo di scena (The Dresser)
- 1985
  - F. Murray Abraham - Amadeus
  - Jeff Bridges - Starman
  - Albert Finney - Sotto il vulcano (Under the Volcano)
  - Tom Hulce - Amadeus
  - Sam Waterston - Urla del silenzio (The Killing Fields)
- 1986
  - William Hurt - Il bacio della donna ragno (Kiss of the Spider Woman)
  - Harrison Ford - Witness - Il testimone (Witness)
  - James Garner - L'amore di Murphy (Murphy's Romance)
  - Jack Nicholson - L'onore dei Prizzi (Prizzi's Honor)
  - Jon Voight - A 30 secondi dalla fine (Runaway Train)
- 1987
  - Paul Newman - Il colore dei soldi (The Color of Money)
  - Dexter Gordon - Round Midnight - A mezzanotte circa (Round Midnight)
  - Bob Hoskins - Mona Lisa
  - William Hurt - Figli di un dio minore (Children of a Lesser God)
  - James Woods - Salvador
- 1988
  - Michael Douglas - Wall Street
  - William Hurt - Dentro la notizia - Broadcast News (Broadcast News)
  - Marcello Mastroianni - Oci ciornie
  - Jack Nicholson - Ironweed
  - Robin Williams - Good Morning, Vietnam
- 1989
  - Dustin Hoffman - Rain Man - L'uomo della pioggia (Rain Man)
  - Gene Hackman - Mississippi Burning - Le radici dell'odio (Mississippi Burning)
  - Tom Hanks - Big
  - Edward James Olmos - La forza della volontà (Stand and Deliver)
  - Max von Sydow - Pelle alla conquista del mondo (Pelle erobreren)

### 1990
- 1990
  - Daniel Day-Lewis - Il mio piede sinistro (My Left Foot)
  - Kenneth Branagh - Enrico V (Henry V)
  - Tom Cruise - Nato il quattro luglio (Born on the Fourth of July)
  - Morgan Freeman - A spasso con Daisy (Driving Miss Daisy)
  - Robin Williams - L'attimo fuggente (Dead Poets Society)
- 1991
  - Jeremy Irons - Il mistero Von Bulow (Reversal of Fortune)
  - Kevin Costner - Balla coi lupi (Dances with Wolves)
  - Robert De Niro - Risvegli (Awakenings)
  - Gérard Depardieu - Cyrano di Bergerac (Cyrano de Bergerac)
  - Richard Harris - Il campo (The Field)
- 1992
  - Anthony Hopkins - Il silenzio degli innocenti (The Silence of the Lambs)
  - Warren Beatty - Bugsy
  - Robert De Niro - Cape Fear - Il promontorio della paura (Cape Fear)
  - Nick Nolte - Il principe delle maree (The Prince of Tides)
  - Robin Williams - La leggenda del re pescatore (The Fisher King)
- 1993
  - Al Pacino - Scent of a Woman - Profumo di donna (Scent of a Woman)
  - Robert Downey Jr. - Charlot (Chaplin)
  - Clint Eastwood - Gli spietati (Unforgiven)
  - Stephen Rea - La moglie del soldato (The Crying Game)
  - Denzel Washington - Malcolm X
- 1994
  - Tom Hanks - Philadelphia
  - Daniel Day-Lewis - Nel nome del padre (In the Name of the Father)
  - Laurence Fishburne - Tina - What's Love Got to Do with It (What's Love Got to Do with It)
  - Anthony Hopkins - Quel che resta del giorno (The Remains of the Day)
  - Liam Neeson - Schindler's List - La lista di Schindler
- 1995
  - Tom Hanks - Forrest Gump
  - Morgan Freeman - Le ali della libertà (The Shawshank Redemption)
  - Nigel Hawthorne - La pazzia di Re Giorgio (The Madness of King George)
  - Paul Newman - La vita a modo mio (Nobody's Fool)
  - John Travolta - Pulp Fiction
- 1996
  - Nicolas Cage - Via da Las Vegas (Leaving Las Vegas)
  - Richard Dreyfuss - Goodbye Mr. Holland (Mr. Holland's Opus)
  - Anthony Hopkins - Gli intrighi del potere - Nixon (Nixon)
  - Sean Penn - Dead Man Walking - Condannato a morte (Dead Man Walking)
  - Massimo Troisi - Il postino
- 1997
  - Geoffrey Rush - Shine
  - Tom Cruise - Jerry Maguire
  - Ralph Fiennes - Il paziente inglese (The English Patient)
  - Woody Harrelson - Larry Flynt - Oltre lo scandalo (The People vs. Larry Flynt)
  - Billy Bob Thornton - Lama tagliente (Sling Blade)
- 1998
  - Jack Nicholson - Qualcosa è cambiato (As Good as It Gets)
  - Matt Damon - Will Hunting - Genio ribelle (Good Will Hunting)
  - Robert Duvall - L'apostolo (The Apostle)
  - Peter Fonda - L'oro di Ulisse (Ulee's Gold)
  - Dustin Hoffman - Sesso & potere (Wag the Dog)
- 1999
  - Roberto Benigni - La vita è bella
  - Tom Hanks - Salvate il soldato Ryan (Saving Private Ryan)
  - Ian McKellen - Demoni e dei (Gods and Monsters)
  - Nick Nolte - Affliction
  - Edward Norton - American History X

### 2000
- 2000
  - Kevin Spacey - American Beauty
  - Russell Crowe - Insider - Dietro la verità (The Insider)
  - Richard Farnsworth - Una storia vera (The Straight Story)
  - Sean Penn - Accordi e disaccordi (Sweet and Lowdown)
  - Denzel Washington - Hurricane - Il grido dell'innocenza
- 2001
  - Russell Crowe - Il gladiatore (Gladiator)
  - Javier Bardem - Prima che sia notte (Before Night Falls)
  - Tom Hanks - Cast Away
  - Ed Harris - Pollock
  - Geoffrey Rush - Quills - La penna dello scandalo (Quills)
- 2002
  - Denzel Washington – Training Day
  - Russell Crowe - A Beautiful Mind
  - Sean Penn - Mi chiamo Sam (I Am Sam)
  - Will Smith - Alì (Ali)
  - Tom Wilkinson - In the Bedroom
- 2003
  - Adrien Brody - Il pianista (The Pianist)
  - Nicolas Cage - Il ladro di orchidee (Adaptation)
  - Michael Caine - The Quiet American (The Quiet American)
  - Daniel Day-Lewis - Gangs of New York
  - Jack Nicholson - A proposito di Schmidt (About Schmidt)
- 2004
  - Sean Penn - Mystic River
  - Johnny Depp - La maledizione della prima luna (Pirates of the Caribbean: The Curse of the Black Pearl)
  - Ben Kingsley - La casa di sabbia e nebbia (House of Sand and Fog)
  - Jude Law - Ritorno a Cold Mountain (Cold Mountain)
  - Bill Murray - Lost in Translation - L'amore tradotto (Lost in Translation)
- 2005
  - Jamie Foxx - Ray
  - Don Cheadle - Hotel Rwanda
  - Johnny Depp - Neverland - Un sogno per la vita (Finding Neverland)
  - Leonardo DiCaprio - The Aviator
  - Clint Eastwood - Million Dollar Baby
- 2006
  - Philip Seymour Hoffman - Truman Capote - A sangue freddo (Capote)
  - Terrence Howard - Hustle & Flow - Il colore della musica (Hustle & Flow)
  - Heath Ledger - I segreti di Brokeback Mountain (Brokeback Mountain)
  - Joaquin Phoenix - Quando l'amore brucia l'anima - Walk the Line (Walk the Line)
  - David Strathairn - Good Night, and Good Luck.
- 2007
  - Forest Whitaker - L'ultimo re di Scozia (The Last King of Scotland)
  - Leonardo DiCaprio - Blood Diamond - Diamanti di sangue (Blood Diamond)
  - Ryan Gosling - Half Nelson
  - Peter O'Toole - Venus
  - Will Smith - La ricerca della felicità (The Pursuit of Happyness)
- 2008
  - Daniel Day-Lewis - Il petroliere (There Will Be Blood)
  - George Clooney - Michael Clayton
  - Johnny Depp - Sweeney Todd - Il diabolico barbiere di Fleet Street (Sweeney Todd: The Demon Barber of Fleet Street)
  - Tommy Lee Jones - Nella valle di Elah (In the Valley of Elah)
  - Viggo Mortensen - La promessa dell'assassino (Eastern Promises)
- 2009
  - Sean Penn - Milk
  - Richard Jenkins - L'ospite inatteso (The Visitor)
  - Frank Langella - Frost/Nixon - Il duello (Frost/Nixon)
  - Brad Pitt - Il curioso caso di Benjamin Button (The Curious Case of Benjamin Button)
  - Mickey Rourke - The Wrestler

### 2010
- 2010
  - Jeff Bridges - Crazy Heart
  - George Clooney - Tra le nuvole (Up in the Air)
  - Colin Firth - A Single Man
  - Morgan Freeman - Invictus - L'invincibile (Invictus)
  - Jeremy Renner - The Hurt Locker
- 2011
  - Colin Firth - Il discorso del re (The King's Speech)
  - Javier Bardem - Biutiful
  - Jeff Bridges - Il Grinta (True Grit)
  - Jesse Eisenberg - The Social Network
  - James Franco - 127 ore (127 Hours)
- 2012
  - Jean Dujardin - The Artist
  - Demián Bichir - Per una vita migliore (A Better Life)
  - George Clooney - Paradiso amaro (The Descendants)
  - Gary Oldman - La talpa (Tinker Tailor Soldier Spy)
  - Brad Pitt - L'arte di vincere (Moneyball)
- 2013
  - Daniel Day-Lewis - Lincoln
  - Bradley Cooper - Il lato positivo - Silver Linings Playbook (Silver Linings Playbook)
  - Hugh Jackman - Les Misérables
  - Joaquin Phoenix - The Master
  - Denzel Washington - Flight
- 2014[2]
  - Matthew McConaughey - Dallas Buyers Club
  - Christian Bale - American Hustle - L'apparenza inganna (American Hustle)
  - Bruce Dern - Nebraska
  - Leonardo DiCaprio - The Wolf of Wall Street
  - Chiwetel Ejiofor - 12 anni schiavo (12 Years a Slave)
- 2015[3]
  - Eddie Redmayne - La teoria del tutto (The Theory of Everything)
  - Steve Carell - Foxcatcher - Una storia americana (Foxcatcher)
  - Bradley Cooper - American Sniper
  - Benedict Cumberbatch - The Imitation Game
  - Michael Keaton - Birdman
- 2016[4]
  - Leonardo DiCaprio - Revenant - Redivivo (The Revenant)
  - Bryan Cranston - L'ultima parola - La vera storia di Dalton Trumbo (Trumbo)
  - Matt Damon - Sopravvissuto - The Martian (The Martian)
  - Michael Fassbender - Steve Jobs
  - Eddie Redmayne - The Danish Girl
- 2017[5]
  - Casey Affleck - Manchester by the Sea
  - Andrew Garfield - La battaglia di Hacksaw Ridge (Hacksaw Ridge)
  - Ryan Gosling - La La Land
  - Viggo Mortensen - Captain Fantastic
  - Denzel Washington - Barriere (Fences)
- 2018[6]
  - Gary Oldman - L'ora più buia (The Darkest Hour)
  - Timothée Chalamet - Chiamami col tuo nome (Call Me by Your Name)
  - Daniel Day-Lewis - Il filo nascosto (The Phantom Thread)
  - Daniel Kaluuya - Scappa - Get Out (Get Out)
  - Denzel Washington - End of Justice - Nessuno è innocente (Roman J. Israel, Esq.)
- 2019[7]
  - Rami Malek - Bohemian Rhapsody
  - Christian Bale - Vice - L'uomo nell'ombra (Vice)
  - Bradley Cooper - A Star Is Born
  - Willem Dafoe - Van Gogh - Sulla soglia dell'eternità (At Eternity's Gate)
  - Viggo Mortensen - Green Book

### 2020
- 2020[8]
  - Joaquin Phoenix - Joker

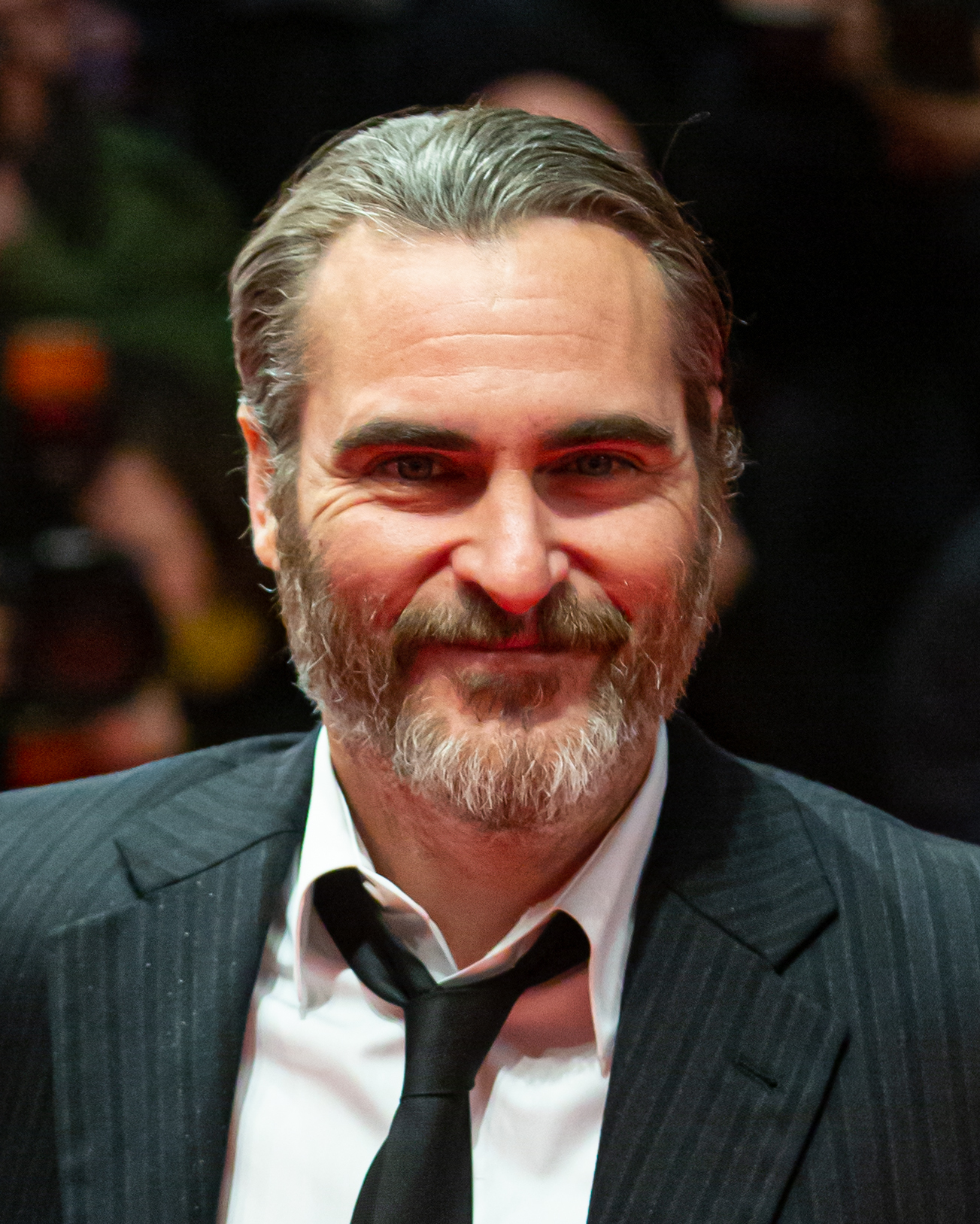
Joaquin Phoenix, vincitore nel 2020.

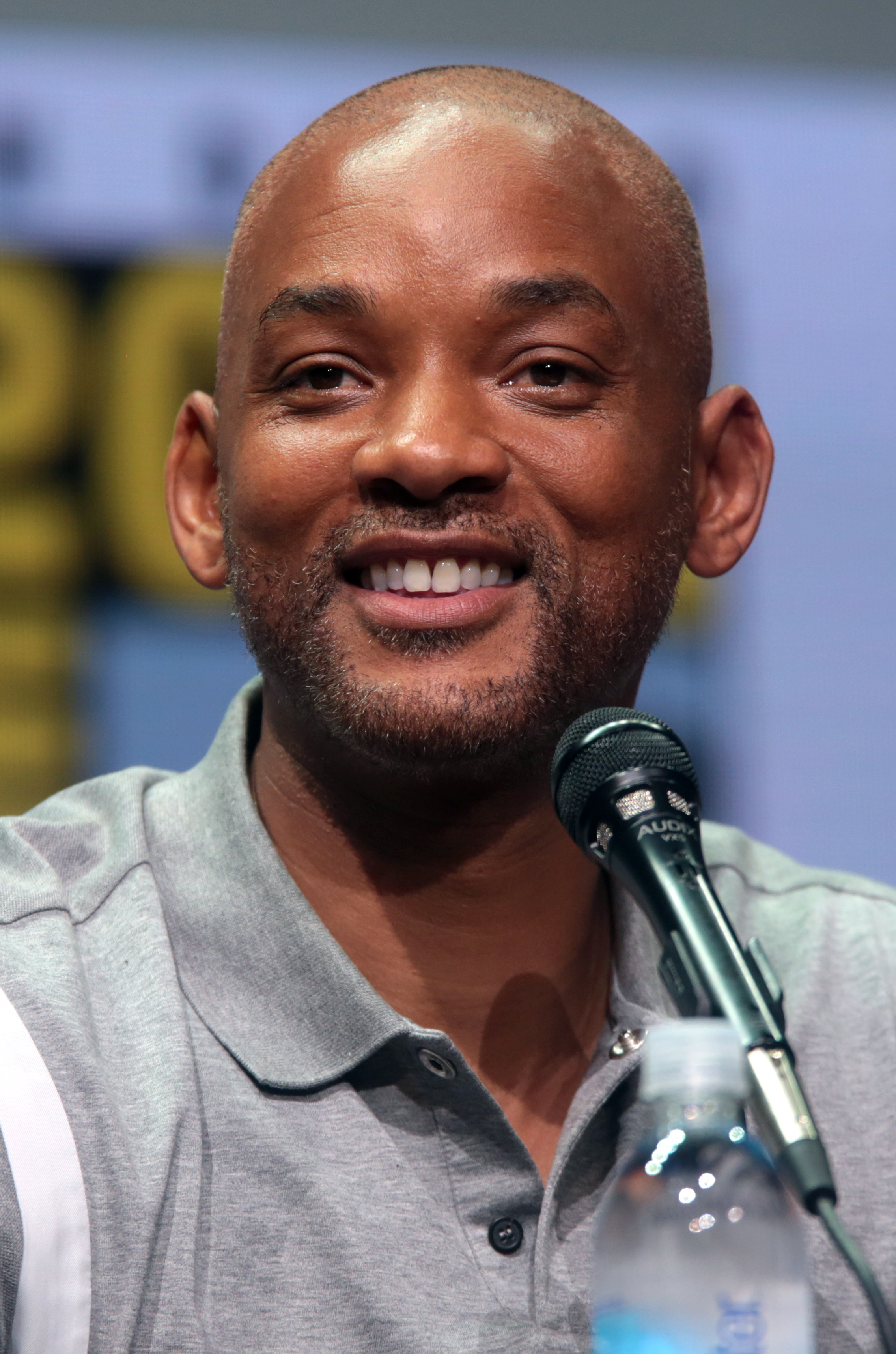
Will Smith, vincitore nel 2022.

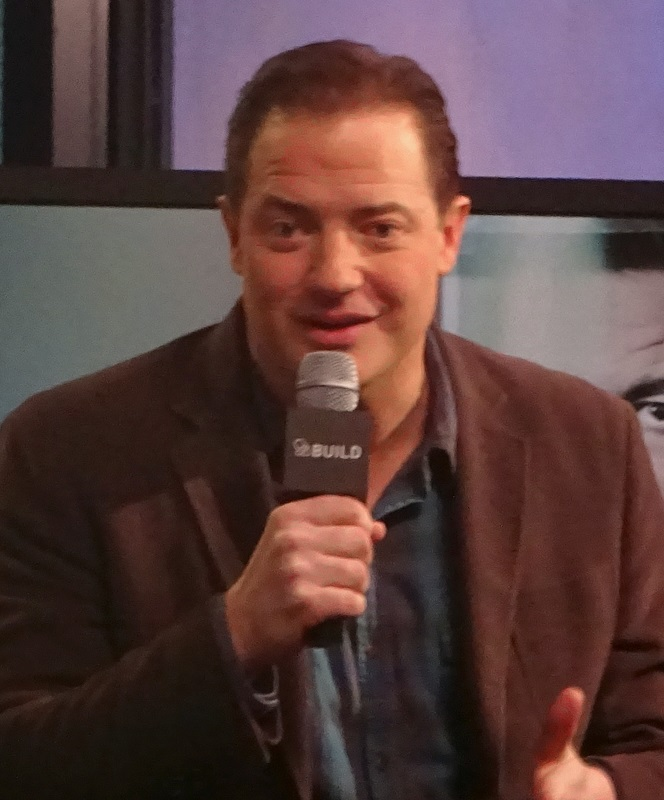
Brendan Fraser, vincitore nel 2023.

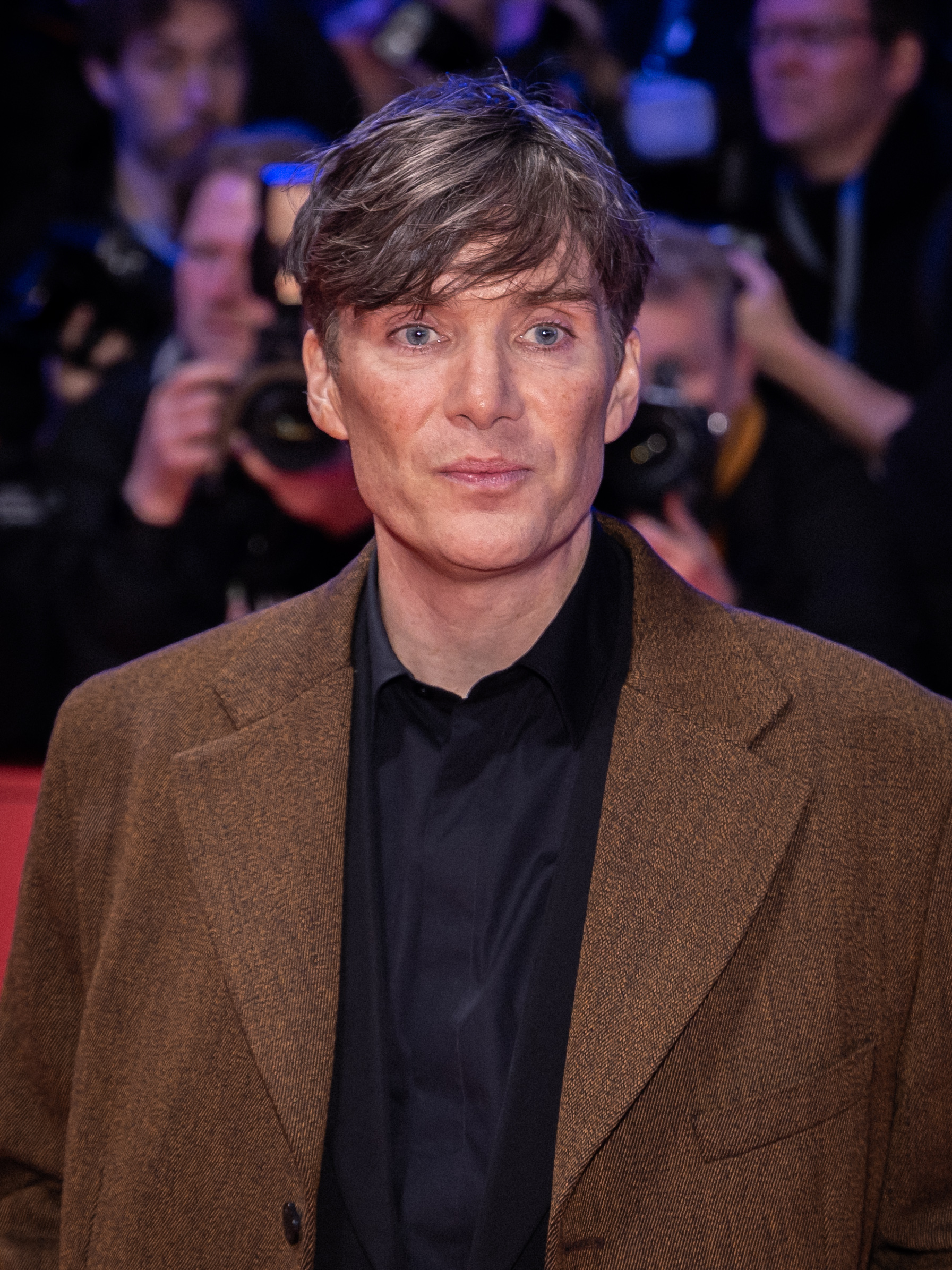
Cillian Murphy, vincitore nel 2024.

  - Antonio Banderas - Dolor y gloria
  - Leonardo DiCaprio - C'era una volta a... Hollywood (Once Upon a Time... in Hollywood)
  - Adam Driver - Storia di un matrimonio (Marriage Story)
  - Jonathan Pryce - I due papi (The Two Popes)
- 2021[9]
  - Anthony Hopkins - The Father - Nulla è come sembra (The Father)
  - Riz Ahmed - Sound of Metal
  - Chadwick Boseman - Ma Rainey's Black Bottom
  - Gary Oldman - Mank
  - Steven Yeun - Minari
- 2022[10]
  - Will Smith - Una famiglia vincente - King Richard (King Richard)
  - Javier Bardem - A proposito dei Ricardo (Being the Ricardos)
  - Benedict Cumberbatch - Il potere del cane (The Power of the Dog)
  - Andrew Garfield - Tick, Tick... Boom!
  - Denzel Washington - Macbeth (The Tragedy of Macbeth)
- 2023[11]
  - Brendan Fraser - The Whale
  - Austin Butler - Elvis
  - Colin Farrell - Gli spiriti dell'isola (The Banshees of Inisherin)
  - Paul Mescal - Aftersun
  - Bill Nighy - Living
- 2024[12]
  - Cillian Murphy - Oppenheimer
  - Bradley Cooper - Maestro
  - Colman Domingo - Rustin
  - Paul Giamatti - The Holdovers - Lezioni di vita (The Holdovers)
  - Jeffrey Wright - American Fiction
- 2025[13]
  - Adrien Brody - The Brutalist
  - Timothée Chalamet - A Complete Unknown
  - Colman Domingo - Sing Sing
  - Ralph Fiennes - Conclave
  - Sebastian Stan - The Apprentice - Alle origini di Trump (The Apprentice)

## Statistiche

### Attori con due o più premi in questa categoria
- 3 - Daniel Day-Lewis
- 2 - Marlon Brando
- 2 - Adrien Brody
- 2 - Gary Cooper
- 2 - Tom Hanks
- 2 - Dustin Hoffman
- 2 - Anthony Hopkins
- 2 - Fredric March
- 2 - Jack Nicholson
- 2 - Sean Penn
- 2 - Spencer Tracy

### Attori con cinque o più candidature in questa categoria
- 9 - Laurence Olivier
- 9 - Spencer Tracy
- 8 - Paul Newman
- 8 - Jack Nicholson
- 8 - Peter O'Toole
- 7 - Marlon Brando
- 7 - Dustin Hoffman
- 7 - Jack Lemmon
- 7 - Denzel Washington
- 6 - Richard Burton
- 6 - Daniel Day-Lewis
- 5 - Gary Cooper
- 5 - Robert De Niro
- 5 - Leonardo DiCaprio
- 5 - Tom Hanks
- 5 - Fredric March
- 5 - Paul Muni
- 5 - Al Pacino
- 5 - Gregory Peck
- 5 - Sean Penn
- 5 - James Stewart